# Список делегатов XXVII съезда КПСС
Делегаты XXVII съезда КПСС (25 февраля — 6 марта 1986 года).
| # А Б В Г Д Е Ё Ж З И К Л М Н О П Р С Т У Ф Х Ц Ч Ш Щ Э Ю Я |

## А
1. Абакиров, Эмильбек
2. Абакумов, Виктор Васильевич
3. Абасов, Курбан Абас Кули оглы
4. Абасов, Фаррух Мамед оглы
5. Абашидзе, Ираклий Виссарионович
6. Аббасов, Али Панах оглы
7. Аббасов, Векил Гаджага оглы
8. Аббасов, Фарзали Гатам оглы
9. Аббасов, Яшар Исаг оглы
10. Аббасова, Ганира Юсиф кызы
11. Абдрахимова, Занзиля Рахимьяновна
12. Абдрахманов, Серик Абдрахманович
13. Абдугафорова, Шамсинисо
14. Абдукадыров, Абдуганы Каратаевич
15. Абдуллаев, Ислам
16. Абдуллаев, Муса Сулейман оглы
17. Абдуллаева, Галина
18. Абдуллаева, Инобат
19. Абдуллаева, Рано Хабибовна
20. Абдуллаева, Тамам Исмаил кызы
21. Абдуллаева, Хабиба
22. Абдулхаев, Хакимджан
23. Абдураимова, Айлохан
24. Абдурахимов, Каримбай
25. Абдыкалыков, Орозмат
26. Абрамов, Евгений Андреевич
27. Абрамов, Иван Павлович
28. Абрамова, Валентина Николаевна
29. Абрамчик Владимир Васильевич
30. Абсаметова, Роза Азимбековна
31. Абубакиров, Каримжан
32. Абышев, Юрий Васильевич
33. Авакян, Гаяне Аветиковна
34. Авалян, Эмма Ивановна
35. Авдеев, Анатолий Григорьевич
36. Аверин, Борис Арсеньевич
37. Аверченков, Анатолий Павлович
38. Авраменко, Ольга Сысоевна
39. Аврамченко, Александра Гавриловна
40. Агаев, Агахан Гариб оглы
41. Агалаков, Владимир Алексеевич
42. Агаларова, Бахар Махмуд кызы
43. Аганов, Сергей Христофорович
44. Агапитов, Виктор Иванович
45. Агафонов, Алексей Николаевич
46. Агеев, Александр Иванович
47. Агеев, Гений Евгеньевич
48. Агеев, Михаил Иванович
49. Адаменко, Валентина Фёдоровна
50. Адаменко, Станислав Вергольевич
51. Адамов, Анатолий Николаевич
52. Адинаева, Халима
53. Адлейба, Борис Викторович
54. Адылов, Владимир Туйчиевич
55. Азардухов, Муртазали Азардухович
56. Азизян, Вачик Алексанович
57. Азимов, Карим Мадаминович
58. Айба, Хакибей Кажевич
59. Айвазов, Гюндуз Таги оглы
60. Аймедова, Мая-Гозель
61. Айрян, Арамаис Овсепович
62. Айтжанова, Куляш
63. Айтматов, Чингиз
64. Айтхожин, Мурат Абенович
65. Акеев, Анатолий Айевич
66. Акимбаев, Орозбек Кулмаматович
67. Акинин, Владимир Петрович
68. Акишина, Светлана Ивановна
69. Аккозиев, Сеилхан
70. Акопян, Арцруни Суренович
71. Акопян, Грануш Грантовна
72. Аксенов, Александр Никифорович
73. Аксёнов, Геннадий Николаевич
74. Акулиничев, Юрий Алексеевич
75. Алавидзе, Вилен Исидорович
76. Аладинский, Александр Петрович
77. Албашеев, Константин Андаевич
78. Алегина, Евдокия Николаевна
79. Алекперов, Сахиб Нураддин оглы
80. Алекса, Николай Тимофеевич
81. Александров, Анатолий Борисович
82. Александров, Анатолий Петрович
83. Александров, Николай Степанович
84. Александров-Агентов, Андрей Михайлович
85. Александрова, Валентина Ивановна
86. Александрова, Галина Артемьевна
87. Алексанкин, Александр Васильевич
88. Алексеев, Александр Васильевич
89. Алексеев, Дмитрий Васильевич
90. Алексеев, Михаил Николаевич
91. Алексеева, Валентина Алексеевна
92. Алексеева, Нина Егоровна
93. Алексеева, Светлана Александровна
94. Алексеенко, Ольга Ивановна
95. Алексин, Анатолий Георгиевич
96. Алескерова, Рухи Мурсал кызы
97. Алёхин, Валерий Прокопьевич
98. Алёхин, Василий Иванович
99. Алёхин, Николай Михайлович
100. Алёшин, Александр Иванович
101. Алёшин, Алексей Николаевич
102. Алёшин, Георгий Васильевич
103. Алёшин, Иван Павлович
104. Алёшников, Виталий Сергеевич
105. Алёшникова, Александра Григорьевна
106. Алиев, Гейдар Алиевич
107. Алиев, Шанлик Муслим оглы
108. Алиева, Зинаида Симбаевна
109. Алимов, Анатолий Андреевич
110. Алимов, Сергей Николаевич
111. Алимов, Тимур Агзамович
112. Алимова, Халимахан
113. Аллаберганова, Патима
114. Алмазов, Владимир Андреевич
115. Алпаткин, Михаил Савельевич
116. Алпыспаев, Есимбек Рахманович
117. Алтунин, Александр Терентьевич
118. Алфёров, Жорес Иванович
119. Альбеков, Фарит Кубашевич
120. Альманн, Арно Йоханнесович
121. Амаглобели, Нодар Сардионович
122. Аманов, Акиф Мами оглы
123. Аманов, Оде Авдыевич
124. Аманханова, Бакаш
125. Амбарцумян, Виктор Амазаспович
126. Амбарцумян, Зоя Яковлевна
127. Амфитеатров, Юрий Иванович
128. Ананьева, Людмила Яковлевна
129. Ананьин, Юрий Георгиевич
130. Ананян, Джемма Гургеновна
131. Анашкин, Михаил Иванович
132. Андреев, Борис Сергеевич
133. Андреев, Геннадий Николаевич
134. Андреев, Геннадий Николаевич
135. Андреев, Евгений Васильевич
136. Андреева, Валентина Андреевна
137. Андреева, Валентина Григорьевна
138. Андреева, Раиса Александровна
139. Андрианов, Юрий Михайлович
140. Андросов, Александр Максимович
141. Андросов, Александр Степанович
142. Андрусенко, Григорий Иванович
143. Андрюшин, Александр Иосифович
144. Аникин, Николай Григорьевич
145. Анищев, Владимир Петрович
146. Анодина Татьяна Григорьевна
147. Аносов, Виктор Алексеевич
148. Антйпенко, Анна Валентиновна
149. Антипова, Лидия Ивановна
150. Антомонов, Борис Михайлович
151. Антоненко, Григорий Семёнович
152. Антонов, Алексей Константинович
153. Антонов, Виктор Александрович
154. Антонов, Николай Александрович
155. Антонов, Николай Афанасьевич
156. Антонова, Валентина Алексеевна
157. Антонова, Галина Степановна
158. Антонова, Светлана Сергеевна
159. Ануфриев, Георгий Иванович
160. Апанасенко, Лидия Петровна
161. Апарин, Вениамин Филиппович
162. Арабидзе, Вахтанг Иванович
163. Аразов, Кямал Али Рза оглы
164. Аранский, Григорий Васильевич
165. Арапов, Виталий Фёдорович
166. Арбатов, Георгий Аркадьевич
167. Арбатская, Вера Михайловна
168. Аргинбеков, Уланбек Алдиярович
169. Аргунов, Александр Иванович
170. Аргунов, Юрий Фёдорович
171. Арестов, Валентин, Дмитриевич
172. Аржанов, Геннадий Дмитриевич
173. Ариночкин, Николай Дмитриевич
174. Арипджанов, Махмут Марипович
175. Арипов, Исмаил Халматович
176. Аристов, Борис Иванович
177. Аристов, Игорь Сергеевич
178. Аристов, Николай Иванович
179. Аристова, Мария Трофимовна
180. Арменский, Евгений Викторинович
181. Арсенян, Смбат Дживанович
182. Артамонов, Александр Сергеевич
183. Артемьев, Александр Мартирьевич
184. Артемьев, Анатолий Иванович
185. Артемьев, Борис Владимирович
186. Артемьева, Галина Юрьевна
187. Артемьева, Серафима Николаевна
188. Арутюнян, Ашот Мкртычевич
189. Арутюнян, Донара Асканазовна
190. Арутюнян, Мартин Карапетович
191. Арутюнян, Элмир Татулович
192. Архангельский, Юрий Николаевич
193. Архипов, Анатолий Николаевич
194. Архипов, Виктор Алексеевич
195. Архипов, Владимир Григорьевич
196. Архипов, Владимир Михайлович
197. Архипов, Иван Васильевич
198. Архипова, Анна Григорьевна
199. Архипова, Ирина Константиновна
200. Архипова, Татьяна Петровна
201. Арцер, Александр Константинович
202. Арцименя, Дмитрий Константинович
203. Аршба, Руслан Ардеванович
204. Аршлутова, Евгения Александровна
205. Асадов, Магомед Набиевич
206. Асеев, Виктор Иванович
207. Асеев, Юрий Васильевич
208. Асимов, Мухамед Сайфитдинович
209. Аскеров, Вахид Курбан оглы
210. Асланикашвили, Мамука Александрович
211. Асланова, Замина Сардар кызы
212. Астахов, Леонид Семёнович
213. Асташова, Лидия Ивановна
214. Астраханцева, Людмила Борисовна
215. Астров-Шумилов, Геннадий Константинович
216. Асцатрян, Артавазд Хачатурович
217. Асылгужин, Гайсар Бахтигареевич
218. Атабаев, Мухан Джумагалиевич
219. Атаев, Атай Багаутдинович
220. Атаев, Байры
221. Атаманицын, Пётр Васильевич
222. Атаманский, Владимир Николаевич
223. Атаханов, Носиржон
224. Аугите, Вида Пятровна
225. Ауелбаева, Сабира Кисаевна
226. Ауельбеков, Еркин Нуржанович
227. Аушин, Георгий Михайлович
228. Аушкап, Эрик Янович
229. Афанасьев, Виктор Григорьевич
230. Афанасьев, Сергей Александрович
231. Афанасьева, Валентина Андреевна
232. Афонин, Александр Егорович
233. Афонин, Вениамин Георгиевич
234. Ахмедов, Вагид Газмамед оглы
235. Ахмедов, Сабир Атакиши оглы
236. Ахмедов, Хан
237. Ахмедова, Айпарча Мусаевна
238. Ахмедова, Манат
239. Ахмедова, Мухаббат
240. Ахмедова, Сагиба Халид кызы
241. Ахметгареев, Ильдар Харисович
242. Ахметкалиева, Айман Джамелевна
243. Ахметов, Марат Готович
244. Ахромеев, Сергей Фёдорович
245. Ахтямов, Касым Мутыуллович
246. Ашихмин, Анатолий Александрович
247. Ашуралиев, Рашид Салахутдинович

## Б
1. Бабаджанов, Раимбай
2. Бабаев, Нураддин Баргах оглы
3. Бабазов, Хусайын
4. Бабаков, Михаил Алексеевич
5. Бабакова, Валентина Николаевна
6. Бабанин, Валерий Михайлович
7. Бабенко, Александр Александрович
8. Бабенко, Анатолий Иванович
9. Бабенко, Валентин Петрович
10. Бабенко, Людмила Александровна
11. Бабина, Лидия Трофимовна
12. Бабич, Гелена Станиславовна
13. Бабич, Юрий Петрович
14. Бабичев, Владимир Степанович
15. Бабичева, Нина Григорьевна
16. Бабкин, Леонид Дмитриевич
17. Бабков, Владимир Иванович
18. Бабурин, Алексей Васильевич
19. Бабченков, Николай Александрович
20. Багаутдинов, Анвар Бадретдинович
21. Багдасарян, Анаит Гайковна
22. Багирли, Рамиз Абузер оглы
23. Багиров, Кямран Мамед оглы
24. Багиров, Октай Алисатарович
25. Багринцев, Николай Васильевич
26. Багров, Леонид Васильевич
27. Багров, Николай Васильевич
28. Багрова, Татьяна Алексеевна
29. Багрянцева, Нина Павловна
30. Бадальянц, Хорен Азарапетович
31. Бадиев, Александр Алексеевич
32. Бадмахалгаев, Лаг Цаганманджиевич
33. Бажаева, Нина Александровна
34. Байбаков, Николай Константинович
35. Байжанов, Сабит Муканович
36. Баймурзаев, Орысбай Жубаевич
37. Байтолегенова, Макен
38. Байцур, Глеб Григорьевич
39. Бакай, Иван Васильевич
40. Бакатин, Вадим Викторович
41. Бакиев, Рим Сагитович
42. Бакин, Борис Владимирович
43. Бакланов, Михаил Фёдорович
44. Бакланов, Олег Дмитриевич
45. Бакланова, Валентина Константиновна
46. Баклыкова, Галина Михайловна
47. Бакулин, Сергей Васильевич
48. Бакулов, Игорь Алексеевич
49. Балабай, Иван Васильевич
50. Балабуев, Пётр Васильевич
51. Балакин, Юрий Андреевич
52. Балакина, Евгения Викторовна
53. Балакирев, Валерий Иванович
54. Балакшин, Юрий Зосимович
55. Баландин, Анатолий Никифорович
56. Баландин, Владимир Михайлович
57. Баландин, Юрий Николаевич
58. Балашов, Борис Иванович
59. Балдин, Александр Михайлович
60. Балиманов, Жаксылык Жабаевич
61. Балин, Николай Николаевич
62. Балтачев, Николай Иванович
63. Балтиня, Анна Лудвиговна
64. Балуев, Вениамин Георгиевич
65. Балыкова, Люция Кузьминична
66. Бальмонт, Борис Владимирович
67. Бандровский, Генрих Иосифович
68. Банников, Анатолий Васильевич
69. Баннов, Юрий Владимирович
70. Бараев, Александр Васильевич
71. Баранов, Александр Алексеевич
72. Баранов, Александр Иванович[уточнить]
73. Баранов, Геннадий Александрович
74. Баранов, Юрий Иванович
75. Баранова, Зоя Фёдоровна
76. Баранова, Мария Максимовна
77. Баранова, Наталия Алексеевна
78. Баранок, Михаил Степанович
79. Бардашов, Виктор Алексеевич
80. Бардунов, Иван Петрович
81. Баринов, Леонид Михайлович
82. Барканова, Татьяна Николаевна
83. Барков, Семён Филиппович
84. Баркова, Валентина Васильевна
85. Баров, Владимир Дмитриевич
86. Барткус, Стасис Йонович
87. Бартошевич, Геннадий Георгиевич
88. Барулин, Александр Иванович
89. Барышникова, Роза Ивановна
90. Басистов, Анатолий Георгиевич
91. Басич, Адам Анисимович
92. Баскаков, Юрий Григорьевич
93. Баскакова, Людмила Михайловна
94. Басов, Анатолий Фёдорович
95. Басов, Николай Геннадиевич
96. Бастене, София Юозовна
97. Бастис, Юозас Антанович
98. Баталин, Александр Сергеевич
99. Баталин, Юрий Петрович
100. Батанов, Алексей Михайлович
101. Батехин, Леонид Лукич
102. Батраков, Валентин Петрович
103. Батурин, Иван Павлович
104. Батурина, Валентина Ивановна
105. Бахирев, Вячеслав Васильевич
106. Бахмисова, Людмила Григорьевна
107. Бахтеев, Иван Николаевич
108. Бацанов, Борис Терентьевич
109. Башилов, Сергей Васильевич
110. Башкатов, Виталий Васильевич
111. Башкевич, Сергей Анастасович
112. Башмаков, Евгений Фёдорович
113. Баштанюк, Геннадий Сергеевич
114. Баязитов, Масгут Хайруллович
115. Баязова, Джавгар Наби-Юлаевна
116. Баяк, Анатолий Адамович
117. Беганский, Михаил Павлович
118. Бедов, Владимир Николаевич
119. Бедуля, Владимир Леонтьевич
120. Безносова, Лилия Геннадьевна
121. Безпальчук, Николай Антонович
122. Безсмертная, Анна Ивановна
123. Бейшекеева, Зайна
124. Бекежанов, Жолдыбай Нурахметович
125. Бекошвили, Нино Хвтисоевна
126. Бекузарова, Орзета Алихановна
127. Беликов, Валерий Александрович
128. Беликов, Павел Сергеевич
129. Белкин, Анатолий Дмитриевич
130. Белов, Александр Евстафьевич
131. Белов, Анатолий Андреевич
132. Белов, Василий Иванович
133. Белов, Геннадий Витальевич
134. Белова, Зинаида Акимовна
135. Беловол, Валентина Ивановна
136. Белогрудов, Сергей Иванович
137. Белогуров, Николай Андреевич
138. Белоногова, Елизавета Фёдоровна
139. Белоусов, Борис Андреевич
140. Белоусов, Игорь Сергеевич
141. Белоцерковский, Наум Ушерович
142. Белоштанов, Иван Иванович
143. Белый, Владимир Иванович
144. Белый, Пётр Васильевич
145. Беляев, Альберт Андреевич
146. Беляев, Николай Савельевич
147. Беляева, Мария Семёновна
148. Беляков, Анатолий Михайлович
149. Беляков, Виктор Петрович
150. Беляков, Владимир Павлович
151. Беляков, Олег Сергеевич
152. Беляков, Ростислав Аполлосович
153. Бергенова, Алма Сатыбалдиновна
154. Бердибаева, Гулсара Торабаевна
155. Береговой, Георгий Тимофеевич
156. Береговой, Фёдор Григорьевич
157. Бережной, Александр Павлович
158. Березенский, Виктор Феодосиевич
159. Березин, Анатолий Иванович
160. Березников, Геннадий Алексеевич
161. Березов, Владимир Прокофьевич
162. Березов, Евгений Михайлович
163. Береснёв, Анатолий Петрович
164. Берков, Дмитрий Дмитриевич
165. Берлова, Лидия Владимировна
166. Бернатавичус, Юозас Ионович
167. Беседин, Борис Гаврилович
168. Беседина, Валентина Михайловна
169. Беспалов, Борис Фёдорович
170. Беспалова, Любовь Степановна
171. Бессонова, Екатерина Семёновна
172. Бесчастнов, Алексей Михайлович
173. Бетехтин, Анатолий Владимирович
174. Бех, Николай Иванович
175. Биба, Виктор Иванович
176. Бибин, Леонид Алексеевич
177. Библик, Валентин Васильевич
178. Бигари, Андрей Андреевич
179. Биденко, Людмила Васильевна
180. Биккенин, Наиль Бариевич
181. Бикьянов, Раиль Садыкович
182. Билецкая, Анна Петровна
183. Биль, Светлана Андреевна
184. Бильский, Казимир Карлович
185. Бимбаев, Георгий Мархаевич
186. Бирагов, Юрий Григорьевич
187. Бирюков, Анатолий Ефимович
188. Бирюков, Виктор Михайлович
189. Бирюков, Иван Павлович
190. Бирюков, Николай Лаврентьевич
191. Бирюкова, Александра Павловна
192. Бисенов, Анес
193. Бисенова, Таурше Камиловна
194. Битный, Михаил Антонович
195. Блаев, Борис Хагуцирович
196. Блаженчук, Владимир Иванович
197. Блидар, Владимир Григорьевич
198. Блинова, Тамара Владимировна
199. Блохин, Анатолий Прокопьевич
200. Блохин, Николай Николаевич
201. Бобков, Филипп Денисович
202. Бобкова, Лидия Павловна
203. Бобкова, Раиса Алексеевна
204. Бобовиков, Ратмир Степанович
205. Бобровников, Андрей Андреевич
206. Бобровский, Василий Иванович
207. Бобыкин, Леонид Фёдорович
208. Бобылёв, Николай Васильевич
209. Бобылёв, Сергей Андреевич
210. Бобырев, Николай Васильевич
211. Богатиков, Владимир Фёдорович
212. Богатов, Александр Иванович
213. Богатова, Галина Николаевна
214. Богатырёва, Валентина Николаевна
215. Богачёва, Любовь Владимировна
216. Богдан, Алексей Филиппович
217. Богданов, Александр Дмитриевич
218. Богданов, Геннадий Андреевич
219. Богданова, Галина Адольфовна
220. Богомолов, Александр Дмитриевич
221. Богомолов, Анатолий Михайлович
222. Богомолов, Валерий Николаевич
223. Богомяков, Геннадий Павлович
224. Богунов, Юрий Иванович
225. Богуслаев, Вячеслав Александрович
226. Боделан, Руслан Борисович
227. Боев, Виктор Михайлович
228. Боева, Людмила Сергеевна
229. Божко, Галина Евгеньевна
230. Божко, Елизавета Анатольевна
231. Божко, Мария Болеславовна
232. Бозиев, Назир Хажмуратович
233. Бозтаев, Кешрим Бозтаевич
234. Бойко, Александра Григорьевна
235. Бойко, Алексей Сергеевич
236. Бойко, Виктор Григорьевич
237. Бойко, Георгий Александрович
238. Бойко, Надежда Васильевна
239. Бойко, Николай Фёдорович
240. Бойков, Александр Алексеевич
241. Бойкова, Зоя Михайловна
242. Бойцова, Надежда Ивановна
243. Бойченко, Раиса Михайловна
244. Бойчук, Вадим Александрович
245. Бойчук, Тамара Филимоновна
246. Бокерия, Отари Мамиевич
247. Боков, Владимир Анатольевич
248. Боков, Хажбикар Хакяшевич
249. Бокова, Зинаида Васильевна
250. Бокова, Хритиния Алексеевна
251. Болатбаев, Нель Адгамович
252. Болгарь, Елена Антоновна
253. Болдин, Валерий Иванович
254. Болдырев, Евгений Николаевич
255. Болдырев, Иван Сергеевич
256. Большаков, Владимир Николаевич
257. Большаков, Николай Александрович
258. Большакова, Людмила Ивановна
259. Большов, Александр Михайлович
260. Бондарев, Юрий Васильевич
261. Бондарева, Августа Васильевна
262. Бондаренко, Михаил Николаевич
263. Бондаренков, Николай Анатольевич
264. Бондарчук, Александр Антонович
265. Борзаница, Людмила Григорьевна
266. Борзилова, Любовь Ивановна
267. Борис, Василий Иванович
268. Борисевич, Николай Александрович
269. Борисенко, Василий Иванович
270. Борисенков, Василий Михайлович
271. Борисенков, Владимир Григорьевич
272. Борискин, Владимир Сергеевич
273. Борисюк, Виктор Николаевич
274. Борковский, Владислав Иванович
275. Боровик, Александр Григорьевич
276. Боровик, Геннадий Сергеевич
277. Боровикова, Зоя Ивановна
278. Бородин, Леонид Александрович
279. Бородин, Павел Дмитриевич
280. Бородина, Алевтина Андреевна
281. Босак, Ирина Константиновна
282. Ботвин, Александр Платонович
283. Бохан, Николай Константинович
284. Боцманов, Генрих Николаевич
285. Бочарников, Юрий Алексеевич
286. Бочарова, Мария Александровна
287. Бочкарев, Владимир Сергеевич
288. Бошс, Модрис Юльевич
289. Бражников, Александр Андреевич
290. Брайко, Валерий Николаевич
291. Браков, Евгений Алексеевич
292. Бранц, Василий Павлович
293. Братчиков, Юрий Васильевич
294. Брежнев, Владимир Аркадьевич
295. Бреус, Николай Михайлович
296. Бритвин, Николай Васильевич
297. Бровиков, Владимир Игнатьевич
298. Брунич, Иван Сергеевич
299. Брусов, Владимир Александрович
300. Брухнов, Валентин Андреевич
301. Брызга, Лидия Дмитриевна
302. Брысенкова, Галина Викторовна
303. Брюханов, Виктор Петрович
304. Бублей, Михаил Николаевич
305. Бублик, Александр Афанасьевич
306. Бувалин, Анатолий Михайлович
307. Бугаев, Борис Павлович
308. Бугаенко, Дмитрий Никитович
309. Бугаец, Анатолий Александрович
310. Буглаев, Владимир Тихонович
311. Бугреев, Гарий Васильевич
312. Бугров, Виктор Васильевич
313. Будаева, Маргарита Петровна
314. Буданцев, Николай Иванович
315. Будылин, Валентин Степанович
316. Будюкин, Владимир Дмитриевич
317. Буженица, Илья Иванович
318. Бужинский, Евгений Андреевич
319. Бузакин, Владимир Александрович
320. Буймова, Лидия Ивановна
321. Букарев, Борис Владимирович
322. Буланкина, Надежда Павловна
323. Булатов, Ахметзян Галимзянович
324. Булатова, Нина Михайловна
325. Булгаков, Леонид Николаевич
326. Булыничев, Борис Михайлович
327. Бункин, Борис Васильевич
328. Буравков, Игорь Евгеньевич
329. Бураковский, Владимир Иванович
330. Бурденко, Октябрь Осипович
331. Бурдин, Сергей Кузьмич
332. Бурдыко, Николай Демьянович
333. Бурего, Николай Степанович
334. Буренков, Сергей Петрович
335. Буриев, Ибрагим Камалович
336. Бурлака, Тамара Васильевна
337. Бурлакова, Рима Петровна
338. Бурментьев, Юрий Николаевич
339. Бурчик, Александр Никифорович
340. Бурчик, Владимир Пантелеевич
341. Бусыгин, Михаил Иванович
342. Бутенко, Михаил Сергеевич
343. Бутурлин, Алексей Владимирович
344. Бухарин, Николай Иванович
345. Бухлаева, Валентина Фёдоровна
346. Буцман, Ольга Павловна
347. Бученков, Евгений Викторович
348. Бучнева, Нина Ивановна
349. Бушуев, Анатолий Михайлович
350. Бушуев, Владислав Викторович
351. Быков, Валерий Алексеевич
352. Быстренина, Любовь Георгиевна
353. Быхов, Валентин Васильевич
354. Быхов, Леонид Васильевич
355. Бычек, Анатолий Николаевич
356. Бычихин, Николай Прокопьевич
357. Бычков, Олег Евгеньевич
358. Бычкова, Галина Яковлевна
359. Бякова, Людмила Степановна

## В
1. Ваганов, Владимир Александрович
2. Вагина, Валентина Викторовна
3. Вагрис, Ян Янович
4. Важинская, Галина Тадеушевна
5. Вайно, Карл Генрихович
6. Ваптешек, Ольга Алексеевна
7. Валеева, Рузиля Инсафутдиновна
8. Валетова, Людмила Александровна
9. Валов, Владимир Аркадьевич
10. Валов, Юрий Николаевич
11. Валуйских, Варвара Петровна
12. Ванат, Пётр Михайлович
13. Ванева, Валентина Иннокентьевна
14. Ванцанс, Лаймонс Николаевич
15. Вапаев, Амин
16. Варадашвили, Алексей Николаевич
17. Варанкин, Пётр Сергеевич
18. Варган, Анна Евгеньевна
19. Варгин, Сергей Павлович
20. Варданян, Сарибек Мхитарович
21. Варевцева, Татьяна Александровна
22. Варенников, Валентин Иванович
23. Варнаков, Валерий Николаевич
24. Варначёв, Евгений Андреевич
25. Варсобин, Андрей Константинович
26. Варфоламеева, Людмила Мефодиевна
27. Василенко, Владимир Григорьевич
28. Василенко, Григорий Иванович
29. Васильев, Аркадий Александрович
30. Васильев, Валерий Афанасьевич
31. Васильев, Василий Иванович[уточнить]
32. Васильев, Вилик Александрович
33. Васильев, Виталий Александрович
34. Васильев, Владимир Фёдорович[уточнить]
35. Васильев, Лев Борисович
36. Васильев, Николай Петрович
37. Васильев, Николай Фёдорович
38. Васильев, Юрий Сергеевич
39. Васильева, Валентина Кузьминична
40. Васильева, Валентина Михайловна
41. Васильева, Варвара Васильевна
42. Васильева, Лилия Петровна
43. Васильева, Людмила Васильевна
44. Васильева, Нина Петровна
45. Васильков, Анатолий Леонидович
46. Васильковский, Александр Ефремович
47. Васильковский, Дмитрий Иванович
48. Васильченко, Николай Маркович
49. Васина, Нинель Александровна
50. Васинская, Раиса Ивановна
51. Васьковский, Адам Владимирович
52. Васюнин, Владимир Иванович
53. Васюхник, Екатерина Васильевна
54. Вахидов, Шавкат Ахадович
55. Вахнин, Виктор Николаевич
56. Вахрамова, Татьяна Александровна
57. Вахромин, Юрий Николаевич
58. Вахтова, Ираида Павловна
59. Вайденко, Валерий Николаевич
60. Ващенко, Григорий Иванович
61. Вебер, Ольга Павловна
62. Веденин, Василий Леонидович
63. Ведерников, Геннадий Георгиевич
64. Велихов, Евгений Павлович
65. Величко, Владимир Макарович
66. Величко, Игорь Иванович
67. Вельди, Хейно Тынисович
68. Венгер, Пётр Евсеевич
69. Веневцев, Виталий Максимович
70. Веневцев, Владимир Сергеевич
71. Веневцев, Георгий Егорович
72. Венидиктова, Лидия Фёдоровна
73. Вербицкая, София Степановна
74. Верёвка, Нина Григорьевна
75. Веремеенко, Вера Прокофьевна
76. Верес, Василий Фёдорович
77. Вернигора, Вилий Алексеевич
78. Версткина, Екатерина Гавриловна
79. Вертебный, Иван Андреевич
80. Вершинина, Римма Алексеевна
81. Веселко, Валентина Павловна
82. Веселов, Георгий Петрович
83. Вечеря, Валентина Иосифовна
84. Вечкасов, Юрий Иванович
85. Видоменко, Валерий Андроникович
86. Видьманов, Виктор Михайлович
87. Викторов, Александр Григорьевич
88. Викульева, Валентина Александровна
89. Вилкова, Мария Сергеевна
90. Вильгоцкий, Николай Тимофеевич
91. Вильданова, Инна Павловна
92. Вильджюнас, Альгимантас-Антанас
93. Винник, Анатолий Яковлевич
94. Винницкий, Николай Данилович
95. Виноградов, Анатолий Николаевич[уточнить]
96. Виноградов, Валерий Викторович
97. Виноградов, Владимир Михайлович
98. Виноградов, Владимир Николаевич
99. Виноградов, Вячеслав Николаевич
100. Виноградов, Николай Владимирович
101. Виноградова, Маргарита Ивановна
102. Виташкевич, Николай Александрович
103. Вихарев, Юрий Александрович
104. Вихров, Евгений Андреевич
105. Вишенков, Владимир Михайлович
106. Вишняк, Анна Филипповна
107. Вишняускене, Валентина Юозовна
108. Виштак, Степанида Демидовна
109. Владимиров, Борис Григорьевич
110. Владимиров, Юрий Владимирович
111. Владыченко, Иван Максимович
112. Власов, Александр Борисович
113. Власов, Александр Владимирович
114. Власов, Владимир Михайлович
115. Воеводин, Владимир Тимофеевич
116. Воеков, Александр Сергеевич
117. Военушкин, Сергей Фёдорович
118. Вознесенская, Александра Петровна
119. Вознюк, Любовь Семёновна
120. Войков, Анатолий Фёдорович
121. Войлова, Вера Андреевна
122. Войстроченко, Анатолий Фомич
123. Войцехов, Владимир Николаевич
124. Волгин, Анатолий Иванович
125. Волков, Александр Иванович
126. Волков, Александр Никитович
127. Волков, Александр Петрович
128. Волков, Александр Петрович
129. Волков, Валентин Иванович
130. Волков, Гавриил Моисеевич
131. Волков, Геннадий Фёдорович
132. Волков, Юрий Петрович
133. Волкова, Валентина Ивановна
134. Волкова, Людмила Петровна
135. Волковинская, Прасковья Григорьевна
136. Волкович, Сергей Антонович
137. Волкогонов, Дмитрий Антонович
138. Володин, Борис Михайлович
139. Володина, Вера Николаевна
140. Володько, Григорий Иванович
141. Володьков, Николай Васильевич
142. Волошина, Ирина Ивановна
143. Волошина, Светлана Васильевна
144. Волошко, Галина Ивановна
145. Волощук, Николай Яковлевич
146. Волощук, Роальд Николаевич
147. Волченко, Николай Андреевич
148. Вольский, Аркадий Иванович
149. Вольф, Пётр Павлович
150. Волятовская, Раиса Павловна
151. Вондрухов, Вальтер Степанович
152. Воробьев, Виктор Васильевич
153. Воробьёв, Иван Павлович
154. Воробьёв, Эдуард Аркадьевич
155. Воробьёв, Юрий Алексеевич
156. Воробьёва, Мария Михайловна
157. Воробьёва, Надежда Викторовна
158. Воробьёва, Роза Сергеевна
159. Ворожейкин, Александр Михайлович
160. Ворожейкин, Иван Егорович
161. Ворона, Любовь Кирилловна
162. Воронежский, Юрий Анатольевич
163. Вороненко, Любовь Дмитриевна
164. Воронин, Анатолий Петрович
165. Воронин, Василий Петрович
166. Воронин, Лев Алексеевич
167. Воронин, Николай Петрович
168. Воронин, Пётр Николаевич
169. Воронина, Ольга Николаевна
170. Воронов, Виктор Иванович
171. Воронов, Владимир Николаевич
172. Воронов, Юрий Петрович
173. Вороновский, Геннадий Петрович
174. Воронцов, Юлий Михайлович
175. Воронцова, Надежда Геннадьевна
176. Воронько, Анатолий Михайлович
177. Воропаев, Алексей Макарович
178. Воропаев, Михаил Гаврилович
179. Воротников, Виталий Иванович
180. Восканян, Грант Мушегович
181. Восс, Август Эдуардович
182. Востриков, Владимир Павлович
183. Востров, Владимир Андреевич
184. Востров, Николай Павлович
185. Вощинин, Геннадий Петрович
186. Воюшин, Владимир Леонидович
187. Врублевский, Виталий Константинович
188. Втюрин, Алексей Васильевич
189. Вчерашний, Михаил Борисович
190. Выдрин, Николай Фёдорович
191. Вылегжанина, Галина Ивановна
192. Высоких, Антонина Николаевна
193. Высоцкий, Анатолий Емельянович
194. Высочкина, Валентина Анатольевна
195. Вьюшин, Олег Дмитриевич
196. Вязанкина, Алевтина Алексеевна
197. Вязовченко, Павел Андреевич
198. Вялков, Юрий Яковлевич
199. Вяткин, Герман Платонович

## Г
1. Габаль, Любовь Юрьевна
2. Габелашвили, Джумбери Гедеванович
3. Габуния, Гурам Дмитриевич
4. Гаврик, Юрий Алексеевич
5. Гавриков, Владимир Васильевич
6. Гаврилов, Геннадий Николаевич
7. Гаврилова, Рена Игнатьевна
8. Гаврилова, Татьяна Фёдоровна
9. Гаврилюк, Александр Николаевич
10. Гаврилюк, Лариса Филипповна
11. Гаганова, Валентина Ивановна
12. Гагаров, Дмитрий Николаевич
13. Гаджиев, Ахмед Джевдет Исмаил оглы
14. Гаджиев, Гаибар Кафар оглы
15. Гаджиев, Мазахир Нушираван оглы
16. Гаджиева, Алмас Асад кызы
17. Гайдуков, Михаил Яковлевич
18. Галаганов, Юрий Николаевич
19. Галас, Иван Иванович
20. Галеев, Ринат Гимаделисламович
21. Галеева, Зульфия Тауфиковна
22. Галиуллин, Ильдус Гайнуллович
23. Галкин, Владимир Александрович
24. Галкин, Владимир Фёдорович
25. Галкин, Дмитрий Прохорович
26. Галкин, Павел Николаевич
27. Гальмакова, Раиса Борисовна
28. Гамзатов, Расул Гамзатович
29. Ганецкий, Феликс Фёдорович
30. Гапоненко, Валентин Константинович
31. Гаранин, Виктор Петрович
32. Гаранькин, Юрий Дмитриевич
33. Гаршина, Нина Петровна
34. Гарькуша, Юрий Иосифович
35. Гасаналиева, Кямила Аляр кызы
36. Гасаненко, Леонид Григорьевич
37. Гасанов, Панах Аллахверди оглы
38. Гасанова, Мисри Аслан кызы
39. Гасанова, Шамама Махмудали кызы
40. Гаспарян, Амаспюр Арамовна
41. Гаушкина, Анна Ивановна
42. Гафуров, Мирзо Давлятович
43. Гашимов, Фамил Исфендияр оглы
44. Гашков, Иван Андреевич
45. Гваджая, Луара Капитоновна
46. Гвоздь, Мария Васильевна
47. Геворкян, Вардан Костоевич
48. Геворкян, Светлана Хачатуровна
49. Гедженов, Чары
50. Гейдек, Эдуард Александрович
51. Геллерт, Наталья Владимировна
52. Гендзехадзе, Тенгиз Леванович
53. Герасимов, Анатолий Николаевич
54. Герасимов, Валентин Павлович
55. Герасимов, Владимир Иванович
56. Герасимов, Иван Александрович
57. Герасимов, Николай Андреевич
58. Герасимова, Александра Алексеевна
59. Герман, Надежда Александровна
60. Гетманский, Борис Алексеевич
61. Гетьман, Александр Иванович
62. Гец, Геннадий Иванович
63. Гец, Иван Васильевич
64. Гигаури, Анастасия Ивановна
65. Гидаспов, Борис Вениаминович
66. Гилашвили, Павел Георгиевич
67. Гиль, Павел Евстафьевич
68. Гильманова, Нафися Хазиахтетовна
69. Гиниятуллин, Владислав Ахмадуллович
70. Гиниятуллина, Альфиза Муллахматовна
71. Гиптере, Мария Валериановна
72. Гиренко, Андрей Николаевич
73. Гиталов, Александр Васильевич
74. Гиталова, Валентина Егоровна
75. Гладкий, Иван Иванович
76. Гладкова, Тамара Гавриловна
77. Гладун, Владимир Фёдорович
78. Гладуш, Виктор Дмитриевич
79. Гладуш, Иван Дмитриевич
80. Гладышев, Виктор Иванович
81. Глазов, Михаил Михайлович
82. Глебов, Виталий Иванович
83. Глебов, Иван Никитович
84. Глебов, Игорь Алексеевич
85. Глинская, Вера Кирьяновна
86. Глинских, Нина Поликарповна
87. Глуховичева, Елена Фёдоровна
88. Глушенкова, Алла Сергеевна
89. Глушко, Валентин Петрович
90. Глушков, Василий Петрович
91. Глушков, Николай Тимофеевич
92. Говоров, Анатолий Фёдорович
93. Говоров, Владимир Леонидович
94. Гогитидзе, Гульнара Хасановна
95. Годунов, Юрий Александрович
96. Годыш, Ярослав Петрович
97. Гойденко, Пётр Петрович
98. Голдырев, Михаил Иванович
99. Голованёв, Анатолий Васильевич
100. Головань, Анатолий Петрович
101. Головатый, Иван Фёдорович
102. Головачёв, Владимир Георгиевич
103. Головин, Владимир Александрович
104. Головков, Игорь Михайлович
105. Голосова, Людмила Анатольевна
106. Голощапов, Григорий Михайлович
107. Голубева, Валентина Васильевна
108. Голубева, Валентина Николаевна
109. Голубева, Мария Архиповна
110. Голубов, Николай Фёдорович
111. Голубцова, Фаина Семёновна
112. Голубь, Николай Яковлевич
113. Гомба, Юрий Юрьевич
114. Гоменюк, Татьяна Сергеевна
115. Гонашвили, Бежан Бидзинович
116. Гонтаренко, Анатолий Фёдорович
117. Гонтарь, Николай Иванович
118. Гончар, Александр Терентьевич
119. Гончаренко, Борис Трофимович
120. Гончаренко, Владимир Иванович
121. Гончарик, Владимир Иванович
122. Гончаров, Николай Васильевич
123. Гончаров, Пётр Лазаревич
124. Гончарова, Екатерина Ивановна
125. Гончарова, Нина Фёдоровна
126. Гончарова, Татьяна Ивановна
127. Гораш, Дмитрий Иванович
128. Горбань, Григорий Яковлевич
129. Горбатенко, Владимир Емельянович
130. Горбачёв, Александр Васильевич
131. Горбачёв, Иван Андреевич
132. Горбачёв, Игорь Олегович
133. Горбачёв, Михаил Сергеевич
134. Горбачёва, Алла Абрамовна
135. Горбачёва, Ирина Ивановна
136. Горбачёва, Наталья Терентьевна
137. Горбенко, Анатолий Павлович
138. Горбик, Ольга Фёдоровна
139. Горбикова, Татьяна Ильинична
140. Горбов, Николай Алексеевич
141. Горбунов, Валерий Александрович
142. Горбунов, Геннадий Александрович
143. Горбунов, Геннадий Николаевич
144. Горбунов, Пётр Иванович
145. Горбунова, Галина Ивановна
146. Гордеев, Анатолий Романович
147. Гордеева, Раиса Афанасьевна
148. Гордиенко, Алексей Фёдорович
149. Гордиенко, Анатолий Фёдорович
150. Гордиенко, Владимир Ильич
151. Гордийко, Денис Николаевич
152. Горева, Галина Пантелеевна
153. Гореликов, Валентин Николаевич
154. Гореликова, Анна Сергеевна
155. Горин, Василий Яковлевич
156. Горина, Галина Петровна
157. Горланова, Вера Петровна
158. Горлачева, Татьяна Владимировна
159. Горлушко, Александр Александрович
160. Горобец, Галина Михайловна
161. Горовецкая, Надежда Ивановна
162. Горожаева, Раиса Фёдоровна
163. Горохов, Валерий Николаевич
164. Горохов, Игорь Валентинович
165. Горохов, Николай Алексеевич
166. Горохова, Татьяна Макаровна
167. Горошкина, Людмила Михайловна
168. Горулев, Владимир Фёдорович
169. Горчаков, Геннадий Михайлович
170. Горшков, Владимир Дмитриевич
171. Горшков, Леонид Александрович
172. Горшков, Сергей Георгиевич
173. Горькавый, Иван Семёнович
174. Горюнов, Павел Панфилович
175. Горяинов, Алексей Семёнович
176. Горячкин, Владимир Николаевич
177. Гостев, Борис Иванович
178. Гоцуляк, Александра Тимофеевна
179. Гошниашвили, Ниази Александровна
180. Градун, Иван Николаевич
181. Грайфер, Валерий Исаакович
182. Грамов, Марат Владимирович
183. Граненкова, Нела Васильевна
184. Графов, Юрий Алексеевич
185. Граховский, Александр Адамович
186. Грачёв, Николай Фёдорович
187. Гребенёв, Александр Михайлович
188. Гребенюк, Василий Андреевич
189. Гребнев, Владимир Фёдорович
190. Греков, Леонид Иванович
191. Гречко, Борис Александрович
192. Гриб, Мария Германовна
193. Грибанов, Иван Михайлович
194. Грибачёв, Николай Матвеевич
195. Грибков, Анатолий Иванович
196. Грибовский, Михаил Трофимович
197. Григораш, Анатолий Иванович
198. Григорьев, Валерий Николаевич
199. Григорьев, Владимир Викторович
200. Григорьев, Владимир Петрович
201. Григорьев, Константин Александрович
202. Григорьев, Николай Лазаревич
203. Григорьев, Николай Фёдорович
204. Григорьев, Сергей Викторович
205. Григорьева, Елена Леонтьевна
206. Григорьева, Любовь Васильевна
207. Григорьева, Любовь Ивановна
208. Григорьева, Люлия Николаевна
209. Григорьева, Нина Николаевна
210. Гриднев, Николай Сергеевич
211. Гридчин, Анатолий Митрофанович
212. Гринёв, Николай Фёдорович
213. Гринкевич, Дмитрий Александрович
214. Гринцов, Иван Григорьевич
215. Гринченко, Анатолий Гаврилович
216. Гринченко, Геннадий Михайлович
217. Гринчик, Мария Ивановна
218. Гринь, Валентина Филипповна
219. Гринь, Константин Яковлевич
220. Гриценко, Олег Михайлович
221. Гришин, Виктор Васильевич
222. Гришко, Зинаида Михайловна
223. Гришкявичус, Пятрас Пятрович
224. Грищенко, Галина Васильевна
225. Грищенко, Пётр Семёнович
226. Грищук, Андрей Григорьевич
227. Громова, Галина Алексеевна
228. Громова, Людмила Константиновна
229. Громова, Мария Сергеевна
230. Громыко, Андрей Андреевич
231. Громыко, Владимир Николаевич
232. Гроссу, Семён Кузьмич
233. Груба, Ольга Андреевна
234. Грудько, Галина Прокофьевна
235. Груздев, Валерий Фёдорович
236. Груздов, Иван Павлович
237. Грузнов, Павел Данилович
238. Грушин, Пётр Дмитриевич
239. Грущенко, Екатерина Петровна
240. Грущенко, Иван Павлович
241. Грязнов, Борис Александрович
242. Губина, Евгения Александровна
243. Губина, Нина Михайловна
244. Губкин, Марат Павлович
245. Губский, Владимир Михайлович
246. Гудков, Александр Фёдорович
247. Гудков, Юрий Порфирьевич
248. Гужвин, Павел Фёдорович
249. Гуженко, Тимофей Борисович
250. Гузик, Василий Сергеевич
251. Гуйдо, Дмитрий Дмитриевич
252. Гукасов, Эрик Христофорович
253. Гулак, Наталия Леонидовна
254. Гулевич, Владимир Леонтьевич
255. Гулёк, Зинаида Васильевна
256. Гулова, Зулайхо Сохибназаровна
257. Гулуа, Бакури Давидович
258. Гуляев, Владимир Ильич
259. Гуляева, Наталья Ивановна
260. Гулямов, Хамидулла Хабибуллаевич
261. Гулян, Лена Бахшиевна
262. Гуменный, Владимир Парфёнович
263. Гуменюк, Николай Андреевич
264. Гундогдыев, Язгельды Потаевич
265. Гураль, Лидия Ивановна
266. Гурдуза, Екатерина Павловна
267. Гуреева, Лидия Васильевна
268. Гуренко, Станислав Иванович
269. Гурентьев, Виктор Васильевич
270. Гурикова, Антонина Григорьевна
271. Гурин, Анатолий Митрофанович
272. Гурин, Василий Васильевич
273. Гурина, Анна Ивановна
274. Гурнак, Людмила Николаевна
275. Гуров, Александр Николаевич
276. Гуров, Анатолий Иванович
277. Гуров, Игорь Александрович
278. Гуров, Николай Алексеевич
279. Гусев, Валерий Васильевич
280. Гусев, Владимир Васильевич
281. Гусев, Владимир Кузьмич
282. Гусев, Леонид Владимирович
283. Гусева, Лариса Алексеевна
284. Гусева, Мария Алексеевна
285. Гусейнов, Абдурагим Абзагирович
286. Гусейнов, Гасан Аббас оглы
287. Гусейнова, Гюльнара Ахмедовна
288. Густов, Иван Степанович
289. Гуськов, Виктор Александрович
290. Гуськов, Виктор Владимирович
291. Гуськов, Юрий Александрович
292. Гуськова, Нина Петровна
293. Гутник, Людмила Фёдоровна
294. Гуцкалов, Николай Иванович
295. Гюльмисарян, Отари Григорьевич
296. Гярчис, Кястутис Броневич

## Д
1. Давиденко, Александр Андреевич
2. Давидян, Эдуард Шамирович
3. Давыденко, Владимир Иванович
4. Давыдов, Александр Тимофеевич
5. Давыдов, Василий Васильевич
6. Давыдов, Николай Григорьевич
7. Давыдова, Зинаида Тимофеевна
8. Давыдова, Татьяна Петровна
9. Дадабаев, Абдурахман
10. Дадажанова, Дилшодхон
11. Даев, Михаил Иванович
12. Даниленко, Виктор Дмитриевич
13. Данилов, Валентин Васильевич
14. Данилов, Юрий Георгиевич
15. Данилова, Мария Ивановна
16. Данценко, Григорий Тимофеевич
17. Дарма, Лидия Ивановна
18. Даташвили, Александр Иосифович
19. Датошвили, Давид Соломонович
20. Даценко, Владимир Павлович
21. Дачук, Алексей Александрович
22. Даштемиров, Багаудин Расулович
23. Дворникова, Тамара Васильевна
24. Дворцова, Валентина Яковлевна
25. Двуреченский, Владислав Кузьмич
26. Девяткина, Татьяна Михайловна
27. Девятко, Виктор Саввич
28. Дегтерёва, Александра Александровна
29. Дейнекин, Пётр Степанович
30. Декало, Виктор Иванович
31. Делов, Владимир Яковлевич
32. Демагин, Владимир Ильич
33. Дементеева, Любовь Николаевна
34. Дементей, Николай Иванович
35. Деменцев, Виктор Владимирович
36. Демещик, Виктор Васильевич
37. Демиденко, Василий Петрович
38. Демидов, Алексей Арсеньевич
39. Демидов, Геннадий Ильич
40. Демидова, Валентина Фёдоровна
41. Дёмин, Борис Иванович
42. Дёмин, Виктор Павлович
43. Дёмин, Владимир Петрович
44. Дёмина, Валентина Николаевна
45. Деминов, Алексей Дмитриевич
46. Демирчян, Карен Серопович
47. Демичев, Геннадий Иванович
48. Демичев, Пётр Нилович
49. Демура, Лидия Михайловна
50. Демьянов, Владимир Васильевич
51. Денисенко, Раиса Михайловна
52. Денисов, Валентин Петрович
53. Денисов, Владимир Георгиевич
54. Денисова, Зоя Ивановна
55. Денисова, Надежда Ивановна
56. Дергаусов, Юрий Александрович
57. Деревянко, Анна Яковлевна
58. Деревянко, Иван Фомич
59. Дереча, Лидия Николаевна
60. Детлинг, Вили Вильгельмович
61. Джаббаров, Исмаил
62. Джаббарова, Зибейда Мамед кызы
63. Джабраилов, Сайпудин Пирбудагович
64. Джалилов, Мирзамурад Джалил оглы
65. Джамалова, Дильруба Джабраил кызы
66. Джандосов, Санджар Уразович
67. Джашитов, Эдуард Абросимович
68. Джигарь, Надежда Григорьевна
69. Джикурашвили, Ираклий Георгиевич
70. Джомартов, Абдразак Цаушенович
71. Джумагулов, Апас
72. Джуманова, Назира
73. Джурабеков, Исмаил Хакимович
74. Джураев, Турашхон
75. Джювене, Она-Алдона Юозовна
76. Дзебас, Анатолий Дмитриевич
77. Дзенис, Николай Донатович
78. Дзюбенко, Анатолий Гаврилович
79. Диасамидзе, Лейла Османовна
80. Дидык, Николай Анатольевич
81. Дикусаров, Владимир Григорьевич
82. Динков, Василий Александрович
83. Директоренко, Анатолий Андреевич
84. Дихтярь, Анатолий Дмитриевич
85. Дмитренко, Ольга Варфоломеевна
86. Дмитриев, Валентин Иванович
87. Дмитриев, Валентин Сергеевич
88. Дмитриев, Иван Николаевич
89. Дмитриева, Нина Павловна
90. Дмитров, Виктор Андреевич
91. Днишев, Алибек Мусаевич
92. Добрик, Виктор Фёдорович
93. Добрынин, Анатолий Фёдорович
94. Довгий, Владимир Иванович
95. Довгопола, Елена Карповна
96. Довлетханова, Фаият Сейфеддин кызы
97. Дога, Евгений Дмитриевич
98. Догонкин, Пётр Васильевич
99. Додонов, Николай Юрьевич
100. Додонов, Юрий Ефимович
101. Доенина, Нина Ивановна
102. Дойников, Александр Никитович
103. Докина, Надежда Дмитриевна
104. Докшоков, Муса Ильясович
105. Долбня, Анатолий Фёдорович
106. Долгих, Владимир Иванович
107. Долгов, Вячеслав Егорович
108. Долженко, Геннадий Петрович
109. Долженко, Нина Васильевна
110. Долибец, Мария Григорьевна
111. Доменикан, Николай Владимирович
112. Домрачев, Юрий Александрович
113. Доненбаева, Камшат Байгазиновна
114. Донец, Юрий Никитович
115. Донзаленко, Галина Ефимовна
116. Донских, Виктор Васильевич
117. Донсков, Владимир Николаевич
118. Донцов, Алексей Александрович
119. Дорофеев, Валентин Михайлович
120. Дорофеев, Пётр Михайлович
121. Дорохов, Иван Васильевич
122. Дорохова, Нина Афанасьевна
123. Дорошенко, Анатолий Иванович
124. Дорошенко, Валентина Николаевна
125. Дорошенко, Виктор Карпович
126. Дорошенко, Нина Михайловна
127. Драгунский, Давид Абрамович
128. Дрижд, Николай Александрович
129. Дробышев, Борис Фёдорович
130. Дроваль, Николай Петрович
131. Дроздецкий, Егор Иванович
132. Дроздов, Иван Сергеевич
133. Дрозенко, Владимир Сафронович
134. Дронов, Николай Дмитриевич
135. Дружинин, Владимир Иванович
136. Дружинин, Николай Владимирович
137. Друсинов, Валентин Дмитриевич
138. Дубикова, Людмила Кузьмовна
139. Дубинец, Виктор Григорьевич
140. Дубинин, Юрий Владимирович
141. Дубко, Александр Иосифович
142. Дубов, Николай Николаевич
143. Дубовицкий, Алексей Митрофанович
144. Дубошин, Николай Васильевич
145. Дубровина, Тамара Константиновна
146. Дубчак, Николай Павлович
147. Дуда, Анатолий Иванович
148. Дуденков, Иван Григорьевич
149. Дуденкова, Зинаида Ивановна
150. Дудин, Николай Олегович
151. Дуйшеев, Арстанбек Дуйшеевич
152. Дуйшеев, Эсенбек
153. Дукмасов, Евгений Акимович
154. Дулесов, Владимир Павлович
155. Думанов, Иван Иванович
156. Думачев, Анатолий Пантелеевич
157. Думбраван, Михаил Георгиевич
158. Дунаева, Татьяна Дмитриевна
159. Дурандина, Любовь Ивановна
160. Дурсунова, Кибара Ибрагимовна
161. Духленкова, Антонина Васильевна
162. Душечкин, Владимир Васильевич
163. Душечкин, Иван Иванович
164. Душин, Николай Алексеевич
165. Душкевич, Тимофей Лаврентьевич
166. Дыбенко, Виктор Кириллович
167. Дыбенко, Николай Кириллович
168. Дымшиц, Вениамин Эммануилович
169. Дьяков, Виктор Иванович
170. Дьяков, Иван Николаевич
171. Дьяконов, Владислав Дмитриевич
172. Дьяконова, Валентина Фёдоровна
173. Дьяконский, Николай Павлович
174. Дятел, Виталий Афанасьевич
175. Дятлов, Борис Иванович
176. Дячкина, Мария Алексеевна

## Е
1. Евдокименко, Валерий Кириллович
2. Евдокимов, Юрий Владимирович
3. Евсеев, Александр Иванович
4. Евсеева, Нина Васильевна
5. Евтух, Владимир Гаврилович
6. Еговкин, Виктор Михайлович
7. Егоров, Анатолий Григорьевич
8. Егоров, Анатолий Иванович
9. Егоров, Владимир Тимофеевич
10. Егоров, Вячеслав Фёдорович
11. Егоров, Георгий Михайлович
12. Егоров, Иван Петрович
13. Егоров, Николай Иванович
14. Егорова, Галина Михайловна
15. Егорченко, Нина Александровна
16. Егудин, Валерий Григорьевич
17. Ежевский, Александр Александрович
18. Ежиков, Анатолий Сергеевич
19. Ежов, Иван Васильевич
20. Екимова, Раиса Николаевна
21. Елагин, Александр Сидорович
22. Еленеут, Фёдор Николаевич
23. Елисеев, Алексей Станиславович
24. Елисеев, Евгений Александрович
25. Елисеева, Мария Николаевна
26. Елистратова, Нина Петровна
27. Ельцин, Борис Николаевич
28. Ельченко, Юрий Никифорович
29. Емельянов, Александр Андреевич
30. Емельянов, Александр Иванович
31. Емельянов, Сергей Андреевич
32. Емельянова, Мария Никифоровна
33. Емельянович, Любовь Михайловна
34. Емец, Иван Артёмович
35. Емохонов, Николай Павлович
36. Енукидзе, Маквала Александровна
37. Енцов, Анатолий Александрович
38. Епифанцев, Сергей Николаевич
39. Епринцева, Лариса Владимировна
40. Ералиев, Жолдасбай
41. Еремеева, Анна Ивановна
42. Еремей, Григорий Исидорович
43. Ерёменко, Анатолий Семёнович
44. Ерёменко, Зинаида Петровна
45. Ерёменко, Иван Петрович
46. Ерёмин, Альвин Евстафьевич
47. Ерёмин, Николай Максимович
48. Ерзунов, Виктор Иванович
49. Ермаков, Александр Афанасьевич
50. Ермаков, Алексей Семёнович
51. Ермаков, Валентин Филиппович
52. Ермаков, Виктор Фёдорович
53. Ермаков, Иван Михайлович
54. Ермаков, Михаил Иванович
55. Ермаков, Николай Спиридонович
56. Ермаш, Филипп Тимофеевич
57. Ермин, Лев Борисович
58. Ермоленко, Анна Андреевна
59. Ермоленко, Виталий Петрович
60. Ермолович, Галина Николаевна
61. Ермош, Владимир Романович
62. Ерохин, Владимир Иванович
63. Ероховец, Ирина Яковлевна
64. Ерпилов, Пётр Иванович
65. Ершов, Борис Иванович
66. Ершов, Валерий Вениаминович
67. Ершов, Сергей Геннадьевич
68. Ершова, Галина Ивановна
69. Ершова, Нэли Михайловна
70. Есауленко, Николай Александрович
71. Есин, Валерий Владимирович
72. Есина, Нина Алексеевна
73. Есипенко, Павел Евменович
74. Ефанов, Иван Афанасьевич
75. Ефимов, Александр Николаевич
76. Ефимов, Анатолий Степанович
77. Ефимов, Игорь Евгеньевич
78. Ефремов, Александр Васильевич
79. Ефремов, Александр Григорьевич
80. Ефремов, Вениамин Павлович
81. Ефремов, Владимир Васильевич
82. Ефремов, Леонид Николаевич
83. Ефремова, Вера Павловна
84. Ешимбетова, Турсун Алламбергеновна
85. Ешпанов, Далабай Оспанович

## Ж
1. Жабин, Николай Иванович
2. Жадина, Надежда Александровна
3. Жаксыбекова, Рымтай Исакановна
4. Жакупов, Ануар Камзинович
5. Жамалдинова, Айнур
6. Жарких, Людмила Васильевна
7. Жарков, Владимир Яковлевич
8. Жарков, Николай Сергеевич
9. Жарникова, Мария Ивановна
10. Жаров, Валерий Аркадьевич
11. Жарская, Мара Яновна
12. Жарылгасов, Андрей Жарылгасович
13. Ждамиров, Виктор Михайлович
14. Жданов, Борис Владимирович
15. Жданов, Николай Игнатьевич
16. Жданов, Юрий Андреевич
17. Жеваго, Владимир Петрович
18. Жевак, Николай Григорьевич
19. Желдыбаев, Еркек Байдусенович
20. Железняков, Евгений Васильевич
21. Желиба, Владимир Иванович
22. Желнина, Маргарита Ивановна
23. Желтов, Алексей Сергеевич
24. Желтов, Анатолий Иванович
25. Желудковский, Викентий Александрович
26. Жернакова, Людмила Васильевна
27. Живолуп, Людмила Ивановна
28. Жила, Владимир Михайлович
29. Жильцов, Николай Александрович
30. Жирков, Василий Григорьевич
31. Жирнов, Василий Иванович
32. Житенев, Владимир Андреевич
33. Житков, Николай Васильевич
34. Жихарев, Пётр Филиппович
35. Жмуркина, Надежда Петровна
36. Жмурко, Виктор Андреевич
37. Жолудева, Лидия Михайловна
38. Жос, Николай Григорьевич
39. Жочкин, Николай Михайлович
40. Жужгова, Анна Ивановна
41. Жуков, Борис Петрович
42. Жуков, Георгий Александрович
43. Жуков, Юрий Аверкиевич
44. Жукова, Наталья Петровна
45. Жукова, Римма Васильевна
46. Жукова, Тамара Арсеитьевна
47. Жумабеков, Камза Бижанович
48. Жумагалиев, Калыбай
49. Жуманов, Эргаш Кудратович
50. Жумашалиева, Гулбу
51. Журавель, Екатерина Григорьевна
52. Журавлёв, Борис Александрович
53. Журавлёв, Василий Никифорович
54. Журавлёв, Владимир Петрович
55. Журавлёв, Пётр Александрович
56. Журавлёва, Анна Владимировна
57. Журавлёва, Екатерина Ивановна
58. Журавлёва, Мария Фёдоровна
59. Журавлёва, Нина Михайловна
60. Журавская, Юлия Ивановна
61. Журенко, Надежда Александровна
62. Журило, Иван Иванович
63. Журкин, Николай Ильич
64. Журкин, Юрий Дмитриевич
65. Жученко, Александр Александрович

## З
1. Забегина, Нина Аветиковна
2. Забияка, Устиния Ивановна
3. Заблоцкая, Любовь Ивановна
4. Заболотная, Евгения Емельяновна
5. Забродский, Юрий Евгеньевич
6. Завгаев, Доку Гапурович
7. Завертанный, Анатолий Васильевич
8. Заворуев, Анатолий Иванович
9. Загладин, Вадим Валентинович
10. Загоруйченко, Надежда Григорьевна
11. Загребельный, Павел Архипович
12. Задоя, Николай Кузьмич
13. Задыхин, Геннадий Васильевич
14. Заика, Василий Васильевич
15. Заиров, Мухиддин
16. Зайкин, Владимир Ефимович
17. Зайков, Владимир Валентинович
18. Зайков, Лев Николаевич
19. Зайцев, Дмитрий Кузьмич
20. Зайцев, Леонид Иванович
21. Зайцев, Михаил Митрофанович
22. Зайцева, Валентина Михайловна
23. Зайцева, Людмила Марковна
24. Зайцева, Раиса Ильинична
25. Зайчук, Владимир Фёдорович
26. Закачанский, Владимир Викторович
27. Закиевская, Вигсиря Линзиковна
28. Закомолкина, Светлана Петровна
29. Залётов, Иван Иванович
30. Залещенко, Егор Фёдорович
31. Залудяк, Николай Иванович
32. Замараева, Галина Ивановна
33. Замура, Виктор Николаевич
34. Замякина, Эрика Павловна
35. Замятин, Леонид Митрофанович
36. Зангеева, Лидия Васильевна
37. Занегин, Николай Николаевич
38. Занин, Иван Егорович
39. Запалатский, Анатолий Иванович
40. Заплатин, Александр Антонович
41. Запорожец, Иван Иванович
42. Запорожец, Тамара Ивановна
43. Зарембо, Александр Семёнович
44. Зариня, Регина Доминиковна
45. Зарипов, Рим Ибрагимович
46. Зарицкий, Евгений Ерофеевич
47. Зарубин, Вячеслав Иванович
48. Зарубин, Иван Иванович
49. Зарукин, Дмитрий Васильевич
50. Заставна, Мария Андреевна
51. Затворницкий, Владимир Андреевич
52. Зателепа, Борис Иванович
53. Захаревич, Мария Георгиевна
54. Захаренко, Александр Антонович
55. Захаров, Александр Имаметдинович
56. Захаров, Борис Васильевич
57. Захаров, Василий Георгиевич
58. Захаров, Виктор Иванович
59. Захаров, Виктор Николаевич
60. Захаров, Владимир Андреевич
61. Захаров, Владимир Сергеевич
62. Захаров, Михаил Михайлович
63. Захаров, Сергей Васильевич
64. Захарова, Валентина Васильевна
65. Захарченко, Анастасия Ефимовна
66. Захарченко, Виктор Владимирович
67. Захарченко, Виктор Гаврилович
68. Захарченко, Иван Иванович
69. Захарчук, Алексей Васильевич
70. Захожая, Нина Яковлевна
71. Звербул, Владимир Андреевич
72. Зверев, Алексей Ильич
73. Зверев, Валентин Николаевич
74. Зверев, Николай Фадеевич
75. Зверев, Рид Петрович
76. Звонарева, Валентина Андреевна
77. Зворыгина, Татьяна Васильевна
78. Згерский, Геннадий Анатольевич
79. Згурский, Валентин Арсентьевич
80. Зделеуов, Койшыбай
81. Зеболов, Николай Николаевич
82. Зеленков, Анатолий Васильевич
83. Зеленовский, Анатолий Антонович
84. Зеленская, Светлана Семёновна
85. Зеленский, Виктор Федотович
86. Землянникова, Людмила Андреевна
87. Земсков, Андрей Ильич
88. Земскова, Александра Николаевна
89. Земцов, Юрий Петрович
90. Зенченко, Виктор Васильевич
91. Зиатдинов, Назип Зиатдинович
92. Зибров, Борис Григорьевич
93. Зибров, Олег Кириллович
94. Зимненко, Людмила Константиновна
95. Зимовец, Владимир Григорьевич
96. Зимянин, Михаил Васильевич
97. Зинченко, Борис Алексеевич
98. Зинченко, Борис Дмитриевич
99. Зинченко, Олег Владимирович
100. Зинчук, Борис Алексеевич
101. Зитманис, Август Карлович
102. Зиякулов, Очил
103. Злобин, Николай Анатольевич
104. Змановская, Мария Васильевна
105. Знаменский, Юрий Степанович
106. Зозуля, Анатолий Петрович
107. Золин, Дмитрий Андреевич
108. Золотарёв, Анатолий Иванович
109. Золотарёв, Владимир Иванович
110. Золотарёв, Юрий Борисович
111. Золотухин, Григорий Сергеевич
112. Зорин, Владимир Викторович
113. Зорина, Виолетта Семёновна
114. Зоркальцев, Виктор Ильич
115. Зоря, Аркадий Евдокимович
116. Зотов, Виталий Иванович
117. Зотов, Михаил Семёнович
118. Зотова, Валентина Сергеевна
119. Зубас, Гедиминас Пранович
120. Зубахин, Пётр Николаевич
121. Зубков, Виктор Петрович
122. Зубкова, Светлана Александровна
123. Зубрицкий, Анатолий Иванович
124. Зудилов, Валентин Вениаминович
125. Зудина, Любовь Никифоровна
126. Зукул, Станислав Викторович
127. Зыков, Геннадий Иванович
128. Зюзюков, Виктор Антонович
129. Зюзяева, Антонина Фёдоровна
130. Зяблов, Владимир Ильич

## И
1. Ибодов, Хайрулло
2. Ибрагимов, Гаджи Мустафа оглы
3. Ибрагимов, Мирза Аждар оглы
4. Ибрагимова, Хабибахон
5. Ибраев, Шегебай
6. Иваненкова, Нелла Михайловна
7. Иваница, Георгий Иванович
8. Иванкова, Надежда Владимировна
9. Иванов, Анатолий Александрович
10. Иванов, Валерий Владимирович[уточнить]
11. Иванов, Валерий Николаевич
12. Иванов, Виктор Ильич
13. Иванов, Виктор Николаевич
14. Иванов, Виктор Фёдорович
15. Иванов, Виталий Александрович
16. Иванов, Виталий Павлович
17. Иванов, Владимир Александрович
18. Иванов, Владимир Андреевич
19. Иванов, Владимир Андреянович
20. Иванов, Владимир Петрович
21. Иванов, Владимир Степанович
22. Иванов, Геннадий тепанович
23. Иванов, Иван Ильич
24. Иванов, Николай Геннадиевич
25. Иванов, Олег Никитич
26. Иванов, Пётр Зиновьевич
27. Иванов, Эдуард Евгеньевич
28. Иванов, Юрий Николаевич
29. Иванова, Анастасия Павловна
30. Иванова, Валентина Фёдоровна
31. Иванова, Вера Александровна
32. Иванова, Галина Николаевна
33. Иванова, Екатерина Петровна
34. Иванова, Любовь Васильевна
35. Иванова, Раиса Алексеевна
36. Иванова, Тамара Михайловна
37. Иванова, Татьяна Георгиевна
38. Ивановская, Галина Васильевна
39. Ивановский, Евгений Филиппович
40. Ивановский, Николай Осипович
41. Иванцов, Николай Павлович
42. Иванченко, Дина Никитична
43. Иваньшин, Анатолий Дмитриевич
44. Ивашко, Владимир Антонович
45. Ивашов, Геннадий Алексеевич
46. Ивашуров, Алексей Михайлович
47. Ивашутин, Пётр Иванович
48. Иващенко, Николай Кондратьевич
49. Ивлев, Валентин Пантелеевич
50. Ивлев, Иван Андриянович
51. Ивонина, Людмила Ивановна
52. Ивченко, Александр Васильевич
53. Ивченко, Галина Ивановна
54. Ивчик, Лидия Васильевна
55. Ившин, Аркадий Игнатьевич
56. Игнатенко, Ольга Ивановна
57. Игнатов, Вадим Николаевич
58. Игнатов, Владимир Григорьевич
59. Игнатьева, Клавдия Фирсовна
60. Игнатьева, Нина Фёдоровна
61. Игнотас, Пятрас Вацловович
62. Игнотене, Ирена Альфонсовна
63. Иголинская, Людмила Ивановна
64. Иголкин, Сергей Яковлевич
65. Игошина, Зоя Николаевна
66. Иевлев, Александр Иванович
67. Изачик, Николай Георгиевич
68. Извеков, Виталий Алексеевич
69. Измайлов, Валерий Афанасьевич
70. Израэль, Юрий Антониевич
71. Иксанов, Мустахим Белялович
72. Илизаров, Гавриил Абрамович
73. Илык, Иван Васильевич
74. Ильенков, Александр Иванович
75. Ильин, Алексей Михайлович
76. Ильин, Виктор Иванович
77. Ильин, Виктор Митрофанович
78. Ильин, Вячеслав Константинович[уточнить]
79. Ильин, Леонид Андреевич
80. Ильин, Олег Павлович
81. Ильина, Лидия Анатольевна
82. Ильина, Мария Петровна
83. Ильичёв, Виктор Иванович
84. Ильичёв, Леонид Фёдорович
85. Илькив, Надежда Михайловна
86. Ильков, Александр Степанович
87. Ильмияминов, Кинджабай
88. Имралиев, Сардар Мамед оглы
89. Инаури, Алексей Николаевич
90. Индурский, Семён Давыдович
91. Инжиевский, Алексей Алексеевич
92. Инишева, Мария Егоровна
93. Инкарбаев, Зайкен
94. Инякин, Леонид Иванович
95. Ипатова, Ирина Геннадьевна
96. Ирисбекова, Ихтибар
97. Исаев, Александр Сергеевич
98. Исаев, Виктор Фёдорович
99. Исаева, Антонина Ивановна
100. Исаева, Любовь Анатольевна
101. Исаева, Нарзан Тофиковна
102. Исаева, Нина Фоминична
103. Исаева, Ольга Васильевна
104. Исаенко, Лариса Петровна
105. Исаков, Валентин Иванович
106. Исаханов, Игорь Николаевич
107. Искаков, Жаксылык Габдуллинович
108. Искорцева, Нина Ивановна
109. Исмагулова, Батес Турановна
110. Исмаилов, Уктам Кучкорович
111. Исманкулова, Шагдар
112. Исматов, Махмуджан
113. Истамов, Исмат
114. Исянгулова, Наиля Минулловна
115. Иутин, Пётр Иванович
116. Ишин, Александр Яковлевич
117. Ишлинский, Александр Юльевич
118. Ишметьев, Николай Иванович

## К
1. Каба, Клавдия Фёдоровна
2. Кабаидзе, Владимир Павлович
3. Кабак, Сергей Степанович
4. Кабаненко, Леонид Егорович
5. Кабанов, Владимир Александрович
6. Кабанов, Сергей Петрович
7. Кабасин, Геннадий Сергеевич
8. Кабдуллин, Жангалий
9. Каблуков, Юрий Михайлович
10. Кавун, Василий Михайлович
11. Каданцева, Нина Михайловна
12. Кадин, Александр Гаврилович
13. Кадочников, Владимир Дмитриевич
14. Кадрилеева, Нина Семёновна
15. Кадыралиев, Жениш
16. Кадырбаев, Владимир Касымович
17. Кадыров, Гайрат Хамидуллаевич
18. Кажарова, Мария Хациловна
19. Казаков, Анатолий Владимирович
20. Казаков, Василий Иванович
21. Казаков, Григорий Михайлович
22. Казаков, Леонид Давыдович
23. Казаковцева, Вера Александровна
24. Казакявичюс, Иполитас Казевич
25. Казалова, Раиса Ивановна
26. Казанцев, Леонид Владимирович
27. Казарезов, Владимир Васильевич
28. Казаринов, Вячеслав Евгеньевич
29. Казаченко, Юрий Георгиевич
30. Казиев, Ямудин Баламирзоевич
31. Казмирук, Виталий Иосифович
32. Казначеев, Виктор Алексеевич
33. Казунина, Александра Николаевна
34. Казьмина, Галина Ивановна
35. Кайда, Александр Акимович
36. Кайрене, Паулина Криступовна
37. Калабин, Владимир Иванович
38. Калайда, Ольга Тимофеевна
39. Каламбаев, Шаге Алиевич
40. Калашников, Владимир Ильич
41. Каленик, Евгений Петрович
42. Калибекова, Болдырган
43. Калиев, Идрис Калиевич
44. Калиманов, Константин Доментианович
45. Калин, Иван Петрович
46. Калинин, Анатолий Вениаминович
47. Калинин, Валентин Егорович
48. Калинин, Михаил Николаевич
49. Калинина, Валентина Ивановна
50. Калинина, Валентина Михайловна
51. Калинкин, Анатолий Александрович
52. Калмагамбетов, Жалел Шубаевич
53. Калмахелидзе, Майя Анатольевна
54. Калмык, Галина Васильевна
55. Калугин, Игорь Михайлович
56. Кальницкий, Иван Сергеевич
57. Калюжная, Мария Павловна
58. Каляев, Владимир Иванович
59. Камагуров, Пётр Акимович
60. Камаев, Альфред Васильевич
61. Камай, Алексей Степанович
62. Камалиденов, Закаш
63. Камалов, Жумамурат
64. Камбур, Николай Петрович
65. Каменева, Зинаида Николаевна
66. Каменцев, Владимир Михайлович
67. Каминский, Эдуард Антонович
68. Камишов, Апбаз Камишович
69. Канашина, Татьяна Трофимовна
70. Кандаков, Виктор Кондратьевич
71. Канцедал, Валентина Ивановна
72. Каныгин, Пётр Николаевич
73. Капелько, Владимир Прохорович
74. Капитан, Леонид Михайлович
75. Капитанец, Иван Матвеевич
76. Капитонов, Валерий Александрович
77. Капитонов, Иван Васильевич
78. Капитонова, Фёкла Сергеевна
79. Капица, Михаил Степанович
80. Капто, Александр Семёнович
81. Капустин, Владимир Алексеевич
82. Капустин, Юрий Николаевич
83. Капустина, Галина Андреевна
84. Кара, Анатолий Петрович
85. Карабанов, Дмитрий Иванович
86. Карабасов, Юрий Сергеевич
87. Караваев, Герман Иванович
88. Карагаева, Любовь Ивановна
89. Карагезова, Немезида Платоновна
90. Карамаев, Михаил Васильевич
91. Карапетян, Рафик Геворгович
92. Карасева, Алла Дмитриевна
93. Караченцев, Александр Фёдорович
94. Карван, Светлана Валентиновна
95. Каргашин, Евгений Викторович
96. Кареян, Вагаршак Кароевич
97. Каржавина, Наталия Григорьевна
98. Каримов, Мустафа Сафич
99. Карлов, Владимир Алексеевич
100. Карменов, Балтакай Укобаевич
101. Карнаев, Станислав Михайлович
102. Карнишина, Нина Григорьевна
103. Карпенко, Анатолий Николаевич
104. Карпиш, Виктор Иванович
105. Карпов, Виктор Георгиевич
106. Карпов, Владимир Васильевич
107. Карпов, Ростислав Сергеевич
108. Карпова, Вера Павловна
109. Карпова, Евдокия Фёдоровна
110. Карпова, Людмила Егоровна
111. Карташов, Дмитрий Иванович
112. Картвелишвили, Дмитрий Леванович
113. Картешков, Николай Алексеевич
114. Карханин, Виктор Алексеевич
115. Карцев, Евгений Васильевич
116. Карчмит, Михаил Александрович
117. Касапчук, Анатолий Александрович
118. Касач, Геннадий Петрович
119. Касенова, Майра Кусаиновна
120. Касимов, Абдукарим Касимович
121. Касимова, Валентина Александровна
122. Касландзия, Любовь Степановна
123. Касумова, Сунбул Касум кызы
124. Касутин, Николай Ефимович
125. Касьянов, Александр Дмитриевич
126. Касьянова, Галина Владимировна
127. Катаржнов, Виктор Сергеевич
128. Катвицкий, Юрий Викторович
129. Катков, Владимир Анатольевич
130. Катушев, Георгий Васильевич
131. Катушев, Константин Фёдорович
132. Качалин, Анатолий Михайлович
133. Качалова, Татьяна Васильевна
134. Качаловский, Евгений Викторович
135. Качеровская, Вера Владимировна
136. Качин, Дмитрий Иванович
137. Качин, Николай Анатольевич
138. Качура, Борис Васильевич
139. Кашакашвили, Гурами Венедиктович
140. Кашин, Владимир Викторович
141. Каширская, Нина Афанасьевна
142. Кашицина, Нина Ивановна
143. Кашкин, Иван Сергеевич
144. Кащеева, Раиса Алексеевна
145. Кащенко, Юрий Алексеевич
146. Каюмов, Дамир Каюмович
147. Кварацхелия, Вахтанг Аквсентьевич
148. Квитко, Мария Николаевна
149. Кебич, Вячеслав Францевич
150. Кевалишвили, Ксения Евгеньевна
151. Кеворков, Борис Саркисович
152. Кевхишвили, Николай Алексеевич
153. Кекин, Александр Алексеевич
154. Кемашвили, Вера Батуровна
155. Керимов, Муса Абдурахманович
156. Кетов, Владимир Максимович
157. Кива, Александр Ефимович
158. Кигин, Михаил Иванович
159. Кизлик, Валентина Васильевна
160. Кизюн, Николай Фадеевич
161. Кийко, Михаил Дмитриевич
162. Кийло, Юрий Николаевич
163. Киктенко, Владимир Константинович
164. Киляков, Владимир Ананьевич
165. Ким, Тамара Павловна
166. Киргизбаева, Тухтахон Базаровна
167. Кирдяшев, Геннадий Владимирович
168. Киреева, Любовь Михайловна
169. Кирей, Михаил Ильич
170. Кириенко, Владимир Петрович
171. Кириченко, Галина Фёдоровна
172. Кирнасюк, Николай Анисимович
173. Кирпиченко, Ольга Петровна
174. Кирсанов, Михаил Иванович
175. Кирсанова, Нина Ивановна
176. Кирсанова, Татьяна Васильевна
177. Кирчигина, Ольга Михайловна
178. Кирюнин, Сергей Семёнович
179. Киселёв, Анатолий Иванович
180. Киселёв, Геннадий Николаевич
181. Киселёв, Николай Васильевич
182. Киселёв, Сергей Леонтьевич
183. Кисленкова, Раиса Васильевна
184. Кислюк, Василий Петрович
185. Клауцен, Арнольд Петрович
186. Клейко, Степан Васильевич
187. Клейчин, Виктор Кузьмич
188. Клепиков, Александр Фёдорович
189. Клепиков, Михаил Иванович
190. Клепова, Мария Григорьевна
191. Клесарева, Антонина Михайловна
192. Клецков, Леонид Герасимович
193. Клименко, Владимир Михайлович
194. Клименко, Иван Ефимович
195. Клименкова, Тамара Михайловна
196. Климов, Иван Иванович
197. Климов, Николай Иванович
198. Климук, Пётр Ильич
199. Клишов, Николай Иванович
200. Клочков, Виктор Михайлович
201. Клочков, Виктор Фомич
202. Клочков, Вячеслав Иванович
203. Клочков, Игорь Евгеньевич
204. Клочкова, Зинаида Петровна
205. Клусене, Виргиния Бронислововна
206. Клушин, Олег Геннадьевич
207. Клышко, Николай Иванович
208. Клюев, Владимир Владимирович
209. Клюев, Владимир Григорьевич
210. Клюц, Галина Владимировна
211. Клякин, Александр Владимирович
212. Князева, Галина Николаевна
213. Князева, Надежда Николаевна
214. Князева, Тамара Семёновна
215. Князюк, Михаил Александрович
216. Кобелев, Гелий Васильевич
217. Кобелева, Валентина Андреевна
218. Кобзеев, Евгений Васильевич
219. Кобыльскова, Елена Алексеевна
220. Ковалёв, Анатолий Гаврилович
221. Ковалёв, Анатолий Дмитриевич
222. Ковалёв, Виталий Антонович
223. Ковалёв, Владимир Андреевич
224. Ковалёв, Михаил Васильевич
225. Ковалёв, Пётр Куприянович
226. Ковалёва, Ангелина Григорьевна
227. Ковалёва, Галина Ивановна
228. Ковалёва, Елизавета Александровна
229. Ковалёва, Мария Васильевна
230. Ковалевский, Владимир Николаевич
231. Коваленко, Александр Власович
232. Коваленко, Александр Иванович
233. Коваленко, Анна Ивановна
234. Коваленко, Виктор Андреевич
235. Коваленко, Николай Степанович
236. Ковальчук, Алексей Максимович
237. Ковальчук, Зиновий Степанович
238. Ковальчук, Николай Филиппович
239. Ковальчук, Ольга Викторовна
240. Ковель, Евгений Николаевич
241. Коверец, Виктор Петрович
242. Ковриго, Франтишек Петрович
243. Ковтонюк, Ярослава Петровна
244. Ковтун, Евгений Петрович
245. Ковтунов, Александр Васильевич
246. Ковшов, Владимир Андреевич
247. Кодзоев, Багаудин Госпоевич
248. Кодица, Серафим Андреевич
249. Кожевников, Анатолий Борисович
250. Кожевников, Юрий Васильевич
251. Кожедуб, Иван Никитович
252. Кожемякин, Леонид Николаевич
253. Кожокарь, Василий Моисеевич
254. Кожухова, Тамара Степановна
255. Кожушко, Александр Михайлович
256. Козак, Иван Терентьевич
257. Козин, Михаил Дмитриевич
258. Козлов, Аркадий Степанович
259. Козлов, Виктор Яковлевич
260. Козлов, Владимир Денисович
261. Козлов, Владимир Николаевич
262. Козлов, Геннадий Васильевич
263. Козлов, Дмитрий Ильич
264. Козлов, Кузьма Ананьевич
265. Козлов, Леонид Николаевич
266. Козлов, Михаил Михайлович
267. Козлов, Сергей Васильевич
268. Козлов, Фёдор Сергеевич
269. Козлов, Юрий Николаевич
270. Козловская, Любовь Петровна
271. Козловский, Евгений Александрович
272. Козороз, Александр Григорьевич
273. Козырев-Даль, Фёдор Фёдорович
274. Козырева, Надежда Владимировна
275. Коковин, Василий Александрович
276. Кокорина, Мария Александровна
277. Колабекова, Елена Владимировна
278. Колачева, Валентина Егоровна
279. Колбешкин, Алексей Ефимович
280. Колбин, Геннадий Васильевич
281. Колдунов, Александр Иванович
282. Коленков, Сергей Егорович
283. Колесник, Василий Тимофеевич
284. Колесников, Александр Яковлевич
285. Колесников, Борис Иванович
286. Колесников, Виктор Иванович
287. Колесников, Владислав Григорьевич
288. Колесников, Геннадий Алексеевич
289. Колесников, Михаил Павлович
290. Колесников, Михаил Петрович
291. Колесников, Николай Иванович
292. Колесников, Пётр Кондратьевич
293. Колесов, Алексей Николаевич
294. Колиниченко, Алексей Николаевич
295. Колиниченко, Анатолий Фёдорович
296. Колмаков, Михаил Александрович
297. Колмакова, Тамара Павловна
298. Колмогоров, Георгий Дмитриевич
299. Колодин, Виктор Владимирович
300. Колоколов, Юрий Борисович
301. Коломиец, Владимир Викторович
302. Коломиец, Юрий Афанасьевич
303. Коломников, Валентин Петрович
304. Колонистова, Валентина Анатольевна
305. Колотова, Валентина Максимовна
306. Колотушкина, Антонида Александровна
307. Колотыркин, Яков Михайлович
308. Колпаков, Виктор Александрович
309. Колпаков, Геннадий Николаевич
310. Колпаков, Серафим Васильевич
311. Колтакова, Зинаида Алексеевна
312. Колтович, Галина Сергеевна
313. Колтунов, Анатолий Борисович
314. Колупаев, Виктор Леонтьевич
315. Колчанов, Валерий Сергеевич
316. Колчина, Зинаида Тимофеевна
317. Кольцов, Владимир Михайлович
318. Комаров, Александр Георгиевич
319. Комаров, Николай Дмитриевич
320. Комарова, Домна Павловна
321. Комзолов, Иван Федосович
322. Комлова, Светлана Викторовна
323. Комплектов, Виктор Георгиевич
324. Комчатов, Геннадий Терентьевич
325. Конакова, Валентина Андреевна
326. Конарев, Николай Семёнович
327. Конарыгин, Василий Семёнович
328. Кондаков, Михаил Иванович
329. Кондель, Нина Алексеевна
330. Кондратенко, Василий Петрович
331. Кондратенко, Надежда Степановна
332. Кондратенко, Николай Игнатович
333. Кондратьев, Фёдор Константинович
334. Кондратьева, Вера Леонидовна
335. Кондратьева, Тамара Николаевна
336. Кондрашов, Борис Петрович
337. Кондрашов, Александр Васильевич
338. Кондрашов, Дмитрий Иванович
339. Кондрашова, Зинаида Григорьевна
340. Кондрюков, Геннадий Фёдорович
341. Кондуфор, Юрий Юрьевич
342. Коннов, Анатолий Алексеевич
343. Коннов, Вениамин Фёдорович
344. Коновалов, Валерий Владимирович
345. Коновалов, Василий Николаевич
346. Коновалов, Владимир Георгиевич
347. Коновалов, Иван Фёдорович
348. Коновалов, Николай Алексеевич
349. Коновалова, Зоя Александровна
350. Кононов, Альберт Владимирович
351. Кононов, Николай Павлович
352. Конопатов, Александр Дмитриевич
353. Коноплев, Борис Всеволодович
354. Константинов, Александр Николаевич
355. Константинов, Анатолий Устинович
356. Константинов, Евгений Дмитриевич
357. Коньков, Николай Михайлович
358. Конюхова, Ирина Николаевна
359. Копайсинова, Гулжан
360. Копейкин, Евгений Павлович
361. Копелев, Владимир Ефимович
362. Коппель, Хельди-Мелайне Оскаровна
363. Коптюг, Валентин Афанасьевич
364. Копшилбаева, Айткуль
365. Копылов, Виктор Андреевич
366. Копылов, Виталий Егорович
367. Копылов, Сергей Иванович
368. Копылова, Александра Васильевна
369. Кораблёв, Виктор Алексеевич
370. Корещиков, Вадим Григорьевич
371. Корж, Валерий Степанович
372. Корженко, Валентин Анатольевич
373. Корженко, Евдокия Ивановна
374. Коржов, Иван Николаевич
375. Коржова, Антонина Алексеевна
376. Коридзе, Джумбер Фёдорович
377. Коркин, Александр Гаврилович
378. Корнев, Борис Николаевич
379. Корнеев, Сергей Евтихиевич
380. Корниенко, Анатолий Иванович
381. Корниенко, Анатолий Иванович
382. Корниенко, Георгий Маркович
383. Корнилов, Александр Григорьевич
384. Корнилов, Илья Фёдорович
385. Корнилов, Юрий Иванович
386. Корнилова, Наталья Ивановна
387. Корнилова, Серафима Дмитриевна
388. Коробейников, Александр Владимирович
389. Коробейников, Виктор Александрович
390. Коробейникова, Екатерина Ивановна
391. Коробейничева, Людмила Фёдоровна
392. Коробов, Михаил Петрович
393. Коровина, Галина Николаевна
394. Коровицын, Александр Васильевич
395. Коровкин, Владимир Александрович
396. Королёв, Анатолий Максимович
397. Королёв, Андрей Алексеевич
398. Королёв, Михаил Антонович
399. Королёв, Олег Алексеевич
400. Королёв, Юрий Константинович
401. Королёва, Валентина Васильевна
402. Король, Владимир Андреевич
403. Корольков, Борис Фёдорович
404. Королькова, Людмила Григорьевна
405. Корсаков, Игорь Александрович
406. Кортаков, Дмитрий Михайлович
407. Кортелайнен, Карл Ефремович
408. Корчагин, Александр Фёдорович
409. Корчагина, Ираида Вячеславовна
410. Коршунова, Зинаида Михайловна
411. Коршунова, Наталья Дмитриевна
412. Корюкова, Надежда Ивановна
413. Корякин, Леонид Иванович
414. Косарев, Владимир Викторович
415. Косенко, Николай Тихонович
416. Космынин, Алексей Александрович
417. Косолапов, Ричард Иванович
418. Косоротова, Галина Алексеевна
419. Костенко, Анатолий Иванович
420. Костенко, Виталий Алексеевич
421. Костенко, Галина Савватеевна
422. Костенко, Тамара Николаевна
423. Костенюк, Александр Григорьевич
424. Костин, Алексей Яковлевич
425. Костин, Виктор Алексеевич
426. Костин, Виталий Семёнович
427. Костромцов, Владимир Николаевич
428. Костюков, Иван Иванович
429. Костюрин, Алексей Иванович
430. Костюченко, Юрий Васильевич
431. Косцова, Галина Петровна
432. Косых, Александр Алексеевич
433. Косягина, Любовь Григорьевна
434. Котельников, Владимир Александрович
435. Котловцев, Николай Никифорович
436. Котлюба, Николай Уварович
437. Котляр, Николай Исаакович
438. Котов, Дмитрий Борисович
439. Котов, Пётр Кузьмич
440. Котомин, Николай Павлович
441. Кочемасов, Вячеслав Иванович
442. Кочетков, Лев Алексеевич
443. Кочетков, Николай Акимович
444. Кочетков, Юрий Петрович
445. Кочетов, Виктор Алексеевич
446. Кочетов, Константин Алексеевич
447. Кочкин, Геннадий Владимирович
448. Кочоян, Василий Айкович
449. Кошевой, Виктор Трифонович
450. Кошелев, Юрий Алексеевич
451. Кошелева, Валентина Николаевна
452. Кошелева, Нина Дмитриевна
453. Кошель, Иван Петрович
454. Кошоев, Темирбек Кудайбергенович
455. Кравец, Владимир Алексеевич
456. Кравцов, Борис Васильевич
457. Кравцова, Лариса Андреевна
458. Кравченко, Александр Иосифович
459. Кравченко, Иван Григорьевич
460. Кравченко, Майя Петровна
461. Кравченко, Николай Андреевич
462. Кравчук, Леонид Макарович
463. Кравчук, Пётр Алексеевич
464. Крапивка, Евдокия Иосифовна
465. Крапивко, Анна Арсентьевна
466. Красавина, Любовь Александровна
467. Красильников, Герман Иванович
468. Красильщиков, Владимир Яковлевич
469. Красина, Светлана Михайловна
470. Красковский, Геннадий Александрович
471. Красненкова, Валентина Фёдоровна
472. Краснобородько, Михаил Иванович
473. Краснов, Константин Васильевич
474. Краснов, Юрий Михайлович
475. Красноок, Николай Михайлович
476. Краснопеев, Геннадий Иванович
477. Красношапка, Юрий Алексеевич
478. Краснощеков, Юрий Иванович
479. Краснощекова, Тамара Александровна
480. Красоткин, Юрий Вениаминович
481. Краузе, Геннадий Леонидович
482. Краюшкин, Михаил Михайлович
483. Кремлева, Галина Васильевна
484. Кретов, Геннадий Анатольевич
485. Крехалев, Всеволод Алексеевич
486. Кривопуск, Василий Андреевич
487. Криворотов, Владимир Иванович
488. Криворучко, Владимир Фёдорович
489. Криворучко, Леонтий Леонтьевич
490. Кривошеева, Татьяна Ивановна
491. Кривошеина, Ольга Сергеевна
492. Крикунов, Алексей Григорьевич
493. Крикунов, Виктор Алексеевич
494. Криничный, Виталий Иванович
495. Крихели, Лейла Александровна
496. Крихунов, Владимир Николаевич
497. Крицкий, Анатолий Иванович
498. Кропачева, Галина Кузьмовна
499. Кропотова, Валентина Александровна
500. Кротов, Вениамин Александрович
501. Круглов, Михаил Алексеевич
502. Круглов, Сергей Алексеевич
503. Круглова, Зинаида Михайловна
504. Кружалов, Николай Иванович
505. Крук, Георгий Анатольевич
506. Крумм, Хендрик Арсеньевич
507. Крупнов, Лев Николаевич
508. Крустынсон, Марта Мартыновна
509. Кручина, Николай Ефимович
510. Кручинина, Людмила Михайловна
511. Крыгин, Евгений Петрович
512. Крылов, Валентин Георгиевич
513. Крылов, Владимир Борисович
514. Крылов, Вячеслав Степанович
515. Крылов, Сергей Евгеньевич
516. Крылова, Валентина Дмитриевна
517. Крымов, Анатолий Иванович
518. Крысанова, Татьяна Адальбертовна
519. Крюков, Николай Петрович
520. Крюкова, Зоя Ивановна
521. Крючков, Василий Дмитриевич
522. Крючков, Владимир Александрович
523. Крячун, Андрей Васильевич
524. Ксинтарис, Василий Николаевич
525. Куанышев, Оразбек Султанович
526. Кубарева, Анна Константиновна
527. Кубасова, Валентина Ивановна
528. Кубаш, Галина Васильевна
529. Кубашев, Сагидулла
530. Кубилюс, Ионас Пятрович
531. Кубраков, Михаил Андреевич
532. Кугушев, Владимир Михайлович
533. Кудашов, Геннадий Фёдорович
534. Куделина, София Михайловна
535. Кудин, Александр Иванович
536. Кудинов, Иван Павлович
537. Кудинов, Николай Дмитриевич
538. Кудрявцев, Борис Иванович
539. Кудрявцев, Владимир Николаевич
540. Кудрявцев, Фёдор Петрович
541. Кудрявцева, Раиса Ивановна
542. Кудряшева, Вера Алексеевна
543. Кудяшев, Юрий Петрович
544. Кузенин, Станислав Петрович
545. Кузин, Михаил Ильич
546. Кузнецов, Александр Владимирович
547. Кузнецов, Алексей Фёдорович
548. Кузнецов, Анатолий Иванович
549. Кузнецов, Борис Константинович
550. Кузнецов, Василий Васильевич
551. Кузнецов, Виктор Васильевич
552. Кузнецов, Виктор Григорьевич
553. Кузнецов, Вячеслав Николаевич
554. Кузнецов, Вячеслав Степанович
555. Кузнецов, Иван Петрович
556. Кузнецов, Лев Николаевич
557. Кузнецов, Леонтий Васильевич
558. Кузнецов, Николай Алексеевич
559. Кузнецов, Николай Дмитриевич
560. Кузнецов, Николай Дмитриевич
561. Кузнецов, Пётр Павлович
562. Кузнецов, Сергей Анатольевич
563. Кузнецов, Станислав Николаевич
564. Кузнецов, Феликс Феодосьевич
565. Кузнецов, Юрий Анатольевич
566. Кузнецов, Юрий Владимирович
567. Кузнецов, Юрий Николаевич
568. Кузнецова, Александра Ивановна
569. Кузнецова, Галина Степановна
570. Кузнецова, Зинаида Лупантьевна
571. Кузнецова, Людмила Васильевна
572. Кузнецова, Людмила Ильинична
573. Кузнецова, Мария Алексеевна
574. Кузнецова, Нина Ивановна
575. Кузнецова, Тамара Фёдоровна
576. Кузьменко, Григорий Иванович
577. Кузьмин, Владимир Петрович
578. Кузьмин, Геннадий Николаевич
579. Кузьмин, Леонид Германович
580. Кузьмин, Фёдор Михайлович
581. Кузьмина, Алевтина Ивановна
582. Кузьмина, Валентина Ивановна
583. Кузьмина, Вера Николаевна
584. Кузьминов, Евгений Петрович
585. Кузьмичёв, Вячеслав Владимирович
586. Кузьмиченко, Пётр Александрович[бел.]
587. Куис, Надежда Егоровна
588. Куклина, Нина Павловна
589. Куковицкий, Михаил Михайлович
590. Кукош, Ольга Яковлевна
591. Кукушкин, Евгений Михайлович
592. Кукушкин, Олег Анатольевич
593. Кулагин, Борис Васильевич
594. Кулаков, Владимир Пантелеевич
595. Кулаков, Фёдор Тихонович
596. Кулешин, Василий Николаевич
597. Кулешов, Михаил Павлович
598. Кулибаев, Аскар Алтынбекович
599. Кулиджанов, Лев Александрович
600. Кулиев, Фаик Гасан оглы
601. Кулиев, Фуат Халилович
602. Куликов, Виктор Георгиевич
603. Куликов, Вячеслав Онуфриевич
604. Куликов, Евгений Андреевич
605. Куликов, Евгений Васильевич
606. Куликов, Фёдор Андреевич
607. Куликов, Фёдор Михайлович
608. Кулинич, Николай Фёдорович
609. Кулинчик, Викентий Васильевич
610. Кулматова, Сатина
611. Кулов, Евгений Владимирович
612. Кулькин, Геннадий Васильевич
613. Кульматов, Ренат Сатарович
614. Кулюк, Василий Васильевич
615. Куляев, Борис Максимович
616. Кунаев, Динмухамед Ахмедович
617. Кунакова, Лидия Алексеевна
618. Кунда, Евгений Васильевич
619. Кунчулия, Тамаз Васильевич
620. Куприенко, Валентина Петровна
621. Куприянов, Александр Кириллович
622. Куприянов, Анатолий Васильевич
623. Купцов, Валентин Александрович
624. Купченко, Клавдия Антоновна
625. Куракин, Евгений Фёдорович
626. Курако, Михаил Петрович
627. Курасов, Александр Егорович
628. Курашов, Александр Платонович
629. Курбанов, Бердибай
630. Курбанов, Фамиль Шамиль оглы
631. Курбанова, Базаргуль
632. Курбанова, Нархал
633. Курбатов, Александр Васильевич
634. Курбатов, Михаил Андреевич
635. Курбатова, Ольга Дмитриевна
636. Курганский, Тимофей Михайлович
637. Курдюков, Сергей Степанович
638. Куриленко, Светлана Филипповна
639. Курильцев, Анатолий Иванович
640. Куринной, Игорь Иванович
641. Курко, Нина Евстафиевна
642. Курков, Анатолий Алексеевич
643. Куркоткин, Семён
644. Курлакова, Анна Николаевна
645. Куропатко, Иван Павлович
646. Курочкин, Юрий Васильевич
647. Курских, Василий Григорьевич
648. Кутаков, Алексей Степанович
649. Кугакова, Валентина Васильевна
650. Кутдусов, Джаудат Габдулхаевич
651. Кутенко, Виктор Александрович
652. Кутковецкий, Николай Афанасьевич
653. Кутовая, Раиса Ефимовна
654. Кутьков, Пётр Савельевич
655. Кухарин, Александр Александрович
656. Куцевол, Василий Степанович
657. Куценко, Виктор Гаврилович
658. Куценко, Виталий Александрович
659. Куценко, Георгий Павлович
660. Куценков, Владимир Иванович
661. Кучеренко, Виктор Григорьевич
662. Кучеренко, Николай Андреевич
663. Кучеров, Леонид Петрович
664. Кучерский, Николай Иванович
665. Кучина, Валентина Александровна
666. Кучкаров, Ибрагим Уралович
667. Кучмин, Юрий Захарович
668. Кучумов, Владимир Михайлович
669. Кушербаев, Елеу
670. Кушнаренко, Николай Иванович
671. Кушнеренко, Михаил Михайлович
672. Кущевский, Виктор Яковлевич
673. Кырыкбаев, Замза Кадылшанович
674. Кязимова, Зурийя Гусейн кызы

## Л
1. Лабзина, Валентина Леонидовна
2. Лабковский, Александр Леонидович
3. Лавринович, Михаил Фёдорович
4. Лавров, Кирилл Юрьевич
5. Лавров, Лев Николаевич
6. Лагир, Михаил Иванович
7. Лагуткина, Лидия Петровна
8. Ладошина, Валентина Фадеевна
9. Ладыгина, Надежда Ивановна
10. Лазарев, Борис Петрович
11. Лазарев, Николай Егорович
12. Лазаренко, Виталий Иванович
13. Лазаренко, Светлана Юрьевна
14. Лакиза, Валентина Михайловна
15. Лакисов, Леонид Константинович
16. Лакшинский, Алексей Григорьевич
17. Лалак, Михаил Фёдорович
18. Ланина, Нина Ивановна
19. Лапа, Николай Кузьмич
20. Лапай, Виктор Иванович
21. Лапенкова, Антонина Фёдоровна
22. Лапин, Михаил Александрович
23. Лаптев, Иван Дмитриевич
24. Лаптев, Павел Павлович
25. Лапшин, Василий Яковлевич
26. Лапшина, Галина Викторовна
27. Лапыгин, Владимир Лаврентьевич
28. Ларин, Иван Алексеевич
29. Ларин, Игорь Васильевич
30. Ларионов, Анатолий Михайлович
31. Ларионова, Людмила Михайловна
32. Ларченко, Иван Яковлевич
33. Ласареишвили, Борис Исакович
34. Ласкин, Геннадий Павлович
35. Ласков, Григорий Андреевич
36. Латту, Хельви Николаевна
37. Лахарев, Виктор Алексеевич
38. Лбова, Римма Яковлевна
39. Лебедев, Валерий Александрович
40. Лебедев, Иван Абрамович
41. Лебедев, Николай Дмитриевич
42. Лебедев, Николай Фомич
43. Лебедева, Галина Ивановна
44. Лебедева, Ольга Трофимовна
45. Левакин, Евгений Анатольевич
46. Левашина, Любовь Николаевна
47. Леващев, Алексей Николаевич
48. Левенко, Иван Ефимович
49. Левин, Пётр Алексеевич
50. Левкун, Нина Николаевна
51. Лежепеков, Василий Яковлевич
52. Лемаев, Николай Васильевич
53. Ленев, Олег Константинович
54. Ленец, Николай Петрович
55. Ленчинский, Виктор Петрович
56. Леонов, Василий Севостьянович
57. Леонов, Олег Николаевич
58. Леонова, Людмила Петровна
59. Леончик, Татьяна Алексеевна
60. Лепёшкин, Владимир Александрович
61. Лепешко, Валентина Тихоновна
62. Лепшина, Екатерина Николаевна
63. Лесовой, Анатолий Ильич
64. Леус, Галина Ивановна
65. Лехтеров, Николай Владимирович
66. Лешневский, Эрнст Егорович
67. Лигачёв, Егор Кузьмич
68. Лидоренко, Николай Степанович
69. Лизичев, Алексей Дмитриевич
70. Лийв, Валерий Рихардович
71. Лиманов, Владимир Иванович
72. Лиманский, Василий Михайлович
73. Лимаренко, Пётр Григорьевич
74. Линг, Сергей Степанович
75. Лиознова, Татьяна Михайловна
76. Липатова, Людмила Викторовна
77. Липский, Владимир Николаевич
78. Липухин, Юрий Викторович
79. Лисов, Николай Иванович
80. Листов, Владимир Владимирович
81. Литвенов, Родион Зиновьевич
82. Литвиненко, Владимир Ильич
83. Литвиненко, Евгений Яковлевич
84. Литвинович, Лидия Николаевна
85. Литвинцев, Юрий Иванович
86. Лиходедов, Иван Владимирович
87. Лиходиевский, Вячеслав Болеславович
88. Лищина, Богдан Николаевич
89. Лобанова, Галина Ивановна
90. Лобанова, Раиса Ивановна
91. Лобас, Виктор Григорьевич
92. Лобзова, Лидия Борисовна
93. Лобко, Виктор Николаевич
94. Лобов, Владимир Николаевич
95. Лобов, Николай Васильевич
96. Лобов, Олег Иванович
97. Лобов, Юрий Иванович
98. Лобытов, Михаил Григорьевич
99. Логачев, Владилен Тихонович
100. Логинов, Анатолий Алексеевич
101. Логинов, Вадим Петрович
102. Логинов, Василий Андреевич
103. Логинов, Владимир Павлович
104. Логинова, Евгения Андреевна
105. Логинова, Лариса Кирилловна
106. Лотовой, Леонид Иванович
107. Логунов, Анатолий Алексеевич
108. Ложкин, Валерий Георгиевич
109. Ложченко, Николай Родионович
110. Лозино-Лозинский, Глеб Евгеньевич
111. Лозицкая, Валентина Максимовна
112. Лозовик, Борис Григорьевич
113. Лозовой, Владимир Демьянович
114. Лойчиков, Владислав Ильич
115. Ломакин, Александр Захарович
116. Ломакин, Виктор Павлович
117. Ломакин, Юрий Иванович
118. Ломакина, Мария Михайловна
119. Ломако, Пётр Фадеевич
120. Ломач, Михаил Михайлович
121. Ломаченко, Алексей Фёдорович
122. Ломоносов, Владимир Григорьевич
123. Ломоносов, Илья Петрович
124. Лонина, Любовь Фёдоровна
125. Лопатинская, Татьяна Андреевна
126. Лопаткин, Николай Алексеевич
127. Лоренский, Борис Васильевич
128. Лордкипанидзе, Важа Георгиевич
129. Лосев, Сергей Андреевич
130. Лосик, Олег Александрович
131. Лощенков, Фёдор Иванович
132. Лубенников, Николай Ильич
133. Лубяная, Вера Павловна
134. Луговская, Валентина Ивановна
135. Лужнов, Виктор Владимирович
136. Лузгачёв, Сергей Сергеевич
137. Лукашевич, Людмила Борисовна
138. Лукин, Геннадий Ильич
139. Лукинов, Иван Илларионович
140. Лукиных, Вадим Дмитриевич
141. Лукошкин, Анатолий Петрович
142. Лукьяненко, Владимир Матвеевич
143. Лукьянов, Анатолий Иванович
144. Лукьянов, Виталий Васильевич
145. Лукьянова, Нина Георгиевна
146. Лукьянченко, Надежда Константиновна
147. Лукьянченко, Станислав Александрович
148. Лукьянчикова, Александра Ивановна
149. Лукьянчикова, Любовь Петровна
150. Лукьянчук, Елена Никитична
151. Лунёв, Василий Семёнович
152. Лунёв, Виктор Андреевич
153. Луньков, Николай Митрофанович
154. Лутак, Иван Кондратьевич
155. Лутонина, Антонина Петровна
156. Лутохина, Ольга Ильинична
157. Луценко, Виталий Иванович
158. Луцик, Анатолий Андреевич
159. Лучинский, Пётр Кириллович
160. Лушев, Пётр Георгиевич
161. Лушкин, Леонид Александрович
162. Лушпа, Михаил Афанасьевич
163. Лущиков, Анатолий Павлович
164. Лущикова, Лилия Николаевна
165. Лысенко, Ольга Петровна
166. Лютиков, Рудольф Гаврилович
167. Лякишев, Николай Павлович
168. Лямичева, Виктория Васильевна
169. Ляхов, Иван Андреевич
170. Ляшко, Александр Павлович

## М
1. Маврин, Иван Филиппович
2. Маврина, Людмила Павловна
3. Магомадова, Зайнап Сайдалиевна
4. Магомедов, Магомедали Магомедович
5. Маджитов, Хамид
6. Мазаева, Альбина Фёдоровна
7. Мазитов, Яудат Зиганурович
8. Мазуркова, Мария Измаиловна
9. Мазяркин, Николай Васильевич
10. Маилов, Афик Якуб оглы
11. Майорец, Анатолий Иванович
12. Майоров, Александр Михайлович
13. Майоров, Валентин Николаевич
14. Майоров, Вячеслав Дмитриевич
15. Майсурадзе, Амиран Шотаевич
16. Макаревич, Глеб Васильевич
17. Макаренко, Анатолий Иннокентьевич
18. Макаренко, Виктор Сергеевич
19. Макаренков, Николай Петрович
20. Макаров, Александр Максимович
21. Макаров, Владимир Николаевич
22. Макаров, Вячеслав Алексеевич
23. Макаров, Геннадий Яковлевич
24. Макаров, Константин Валентинович
25. Макаров, Юрий Иванович
26. Макарова, Нина Александровна
27. Макаровская, Татьяна Николаевна
28. Макарцев, Михаил Константинович
29. Макашов, Альберт Михайлович
30. Макеев, Валентин Николаевич
31. Макиевский, Николай Михайлович
32. Маковеева, Галина Фёдоровна
33. Максатуллаев, Хикматулло Абдуллаевич
34. Максимейко, Зоя Петровна
35. Максимкина, Ада Михайловна
36. Максимов, Александр Александрович
37. Максимов, Александр Александрович
38. Максимов, Александр Иванович
39. Максимов, Константин Александрович
40. Максимов, Юрий Павлович
41. Максимов, Юрий Петрович
42. Максимова, Алевтина Александровна
43. Максудов, Пулатжан Сааталиевич
44. Максумов, Акбар Нусратулаевич
45. Макунин, Анатолий Иванович
46. Малахова, Лариса Денисовна
47. Малашков, Евгений Борисович
48. Малая, Любовь Трофимовна
49. Малдонис, Альфонсас Мотеевич
50. Малеваник, Михаил Михайлович
51. Малеев, Георгий Васильевич
52. Маленкова, Татьяна Степановна
53. Малик, Станислав Иванович
54. Маликова, Зинаида Константиновна
55. Малинкин, Юрий Александрович
56. Малиновская, Татьяна Михайловна
57. Малиновский, Антон Станиславович
58. Малков, Леонид Михайлович
59. Малов, Василий Николаевич
60. Малов, Виктор Дмитриевич
61. Малов, Виталий Григорьевич
62. Малов, Владимир Фёдорович
63. Маломуж, Владимир Григорьевич
64. Малофеев, Анатолий Александрович
65. Малык, Мария Дмитриевна
66. Малыков, Александр Дмитриевич
67. Малыхин, Василий Михайлович
68. Малышев, Юрий Николаевич
69. Малышева, Валентина Анатольевна
70. Малышенко, Михаил Михайлович
71. Мальков, Николай Иванович
72. Мальков, Сергей Михайлович
73. Малькова, Вера Петровна
74. Мальцев, Валерьян Михайлович
75. Мальцев, Виктор Фёдорович
76. Мальцев, Игорь Михайлович
77. Мальцев, Иннокентий Иванович
78. Мальцев, Терентий Семёнович
79. Мальцева, Анастасия Тимофеевна
80. Мальшаков, Николай Петрович
81. Малюга, Михаил Фёдорович
82. Малюгина, Нина Васильевна
83. Малюков, Анатолий Иванович
84. Малютина, Галина Петровна
85. Мамарасулов, Салиджан
86. Мамацашвили, Софя Ясоновна
87. Мамбетуллаева, Канимбике
88. Мамедов, Муса Салам оглы
89. Мамедов, Назим Алиаскерович
90. Мамедов, Рафик Джаббар оглы
91. Мамедов, Физули Авез оглы
92. Мамедов, Шамил Теймур оглы
93. Мамонов, Анатолий Григорьевич
94. Мамонтов, Анатолий Васильевич
95. Мамонтов, Леонид Васильевич
96. Мамраши, Нодар Давришевич
97. Мамунц, Самвел Ваниевич
98. Мамхегов, Михаил Шуевич
99. Манаенков, Юрий Алексеевич
100. Мананян, Мариам Погосовна
101. Мандалян, Христофор Левонович
102. Манданов, Исраил Аманович
103. Мансуров, Роберт Абдуллович
104. Мантракова, Энгельсина Борисовна
105. Мануйлова, Галина Алексеевна
106. Манюгина, Вера Прокофьевна
107. Манюхин, Виктор Митрофанович
108. Манякин, Сергей Иосифович
109. Марабаев, Насибкали Абугалиевич
110. Мардар, Трофим Степанович
111. Мардарий, Фёдор Пантелеевич
112. Маришин, Сергей Викторович
113. Маркарян, Гриша Саркисович
114. Маркелов, Иван Алексеевич
115. Маркин, Валентин Никитович
116. Маркин, Николай Васильевич
117. Маркин, Сергей Николаевич
118. Марков, Виктор Алексеевич
119. Марков, Владимир Николаевич
120. Марков, Владимир Семёнович (журналист)
121. Марков, Георгий Мокеевич
122. Марков, Юрий Александрович
123. Маркова, Антонина Егоровна
124. Мармалевский, Виктор Борисович
125. Мартин, Владимир Александрович
126. Мартиросян, Ашот Арменакович
127. Мартынов, Анатолий Иванович
128. Мартынюк, Леся Михайловна
129. Мартынюк, Станислав Михайлович
130. Мартынюк, Филипп Устимович
131. Мартьянова, Нина Васильевна
132. Марусенко, Виталий Никитович
133. Марченко, Любовь Ивановна
134. Марченко, Надежда Алексеевна
135. Марченков, Юрий Александрович
136. Марчук, Гурий Иванович
137. Марьин, Александр Сергеевич
138. Масалиев, Абсамат Масалиевич
139. Масельский, Александр Степанович
140. Масик, Константин Иванович
141. Маслакова, Анна Поликарповна
142. Масленников, Николай Иванович
143. Масливец, Анатолий Андрианович
144. Маслов, Семён Степанович
145. Маслюков, Юрий Дмитриевич
146. Масол, Виталий Андреевич
147. Масюкевич, Виктор Владимирович
148. Матафонов, Михаил Иванович
149. Матвеев, Алексей Леонтьевич
150. Матвеев, Валентин Александрович
151. Матвеев, Виктор Фёдорович
152. Матвеев, Владимир Алексеевич
153. Матвеев, Евгений Семёнович
154. Матвеев, Леонид Иванович
155. Матвеева, Валентина Петровна
156. Матвиевский, Иван Стефанович
157. Матвиенко, Валентина Ивановна
158. Матеюк, Светлана Игнатьевна
159. Матлахова, Галина Николаевна
160. Матросов, Вадим Александрович
161. Матросов, Вячеслав Иванович
162. Матросова, Нина Николаевна
163. Матузков, Николай Иванович
164. Матченкова, Фрида Михайловна
165. Матюхина, Тамара Фёдоровна
166. Матюшина, Елена Николаевна
167. Махан, Надежда Яковлевна
168. Махкамов, Кахар
169. Махкамов, Рихсивай Махкамович
170. Махлай, Владимир Александрович
171. Махнев, Александр Иванович
172. Махов, Александр Иванович
173. Махов, Евгений Николаевич
174. Махова, Нина Гавриловна
175. Мацкявичюс, Казимерас Юозович
176. Мацына, Валерий Михайлович
177. Мачулин, Иван Петрович
178. Мачунин, Владимир
179. Машкин, Фёдор Иванович
180. Машков, Иван Петрович
181. Машуров, Азат Машурович
182. Маяускас, Эвальдас-Йонас Пранович
183. Мегедь, Владимир Макарович
184. Медведев, Вадим Андреевич
185. Медведев, Виктор Васильевич
186. Медведев, Виталий Сократович
187. Медведев, Иван Викторович
188. Медведев, Павел Николаевич
189. Медеубеков, Кыйлыбай
190. Межевич, Николай Николаевич
191. Мезинова, Валентина Васильевна
192. Мелашенко, Анатолий Васильевич
193. Мелентьев, Юрий Серафимович
194. Мелещенко, Василий Иванович
195. Мелконян, Рафаэль Гургенович
196. Мельков, Алексей Дмитриевич
197. Мельников, Александр Григорьевич
198. Мельников, Виталий Григорьевич
199. Мельников, Владимир Иванович
200. Мельников, Дмитрий Фёдорович
201. Мельникова, Валентина Николаевна
202. Мельникова, Любовь Михайловна
203. Мельникова, Надежда Григорьевна
204. Мельничук, Ольга Андреевна
205. Мельничук, Феодосий Дмитриевич
206. Мельцева, Евгения Игнатьевна
207. Мелюков, Владимир Ильич
208. Менг, Александр Александрович
209. Менгбаев, Менгтура
210. Мендыбаев, Марат Самиевич
211. Ментешашвили, Тенгиз Николаевич
212. Меньков, Валерий Петрович
213. Меньшиков, Борис Николаевич
214. Меньшиков, Геннадий Иванович
215. Меньшикова, Таисия Викторовна
216. Меньшов, Владимир Александрович
217. Меняйло, Нина Степановна
218. Мерзленко, Альберт Васильевич
219. Мерзликин, Владимир Николаевич
220. Меркулов, Владимир Константинович
221. Меркулова, Галина Владимировна
222. Месхишвили, Заур Шиоевич
223. Месяц, Валентин Карпович
224. Месяц, Геннадий Андреевич
225. Метальников, Дмитрий Евгеньевич
226. Метонидзе, Гурам Арчилович
227. Мешков, Александр Григорьевич
228. Мещеряков, Александр Петрович
229. Мещеряков, Геннадий Николаевич
230. Мигунов, Борис Иванович
231. Микерин, Борис Александрович
232. Миков, Пётр Григорьевич
233. Микрюков, Владимир Ильич
234. Микулин, Иван Иванович
235. Микучяускас, Владисловас Косто
236. Миленин, Виктор Дмитриевич
237. Милехин, Анатолий Николаевич
238. Миликас, Рамунас Эдуардович
239. Милкин, Анатолий Васильевич
240. Милов, Анатолий Петрович
241. Милосердный, Анатолий Кириллович
242. Мильчаков, Валерий Григорьевич
243. Минаева, Надежда Ивановна
244. Минакова, Татьяна Васильевна
245. Минеев, Василий Григорьевич
246. Миннуллин, Туфан Абдуллович
247. Миновалова, Нина Фёдоровна
248. Миночкина, Любовь Дмитриевна
249. Минько, Анастасия Васильевна
250. Миразизова, Мавлюда Джураевна
251. Миргазямов, Марат Парисович
252. Миргород, Владимир Михайлович
253. Миргородский, Александр Андреевич
254. Мирзакулов, Аннакул
255. Миркасымов, Мирахат Мирхаджиевич
256. Мироненко, Виктор Иванович
257. Миронов, Анатолий Иванович
258. Миронов, Анатолий Михайлович
259. Миронов, Валентин Николаевич
260. Миронов, Василий Петрович
261. Миронов, Владимир Константинович
262. Миронов, Константин Иванович
263. Миронов, Николай Сергеевич
264. Миронова, Лидия Николаевна
265. Миронова, Раиса Антоновна
266. Мирошник, Виктор Михайлович
267. Мирошников, Анатолий Дмитриевич
268. Мирошникова, Галина Дмитриевна
269. Мирошниченко, Владимир Николаевич
270. Мирошхин, Олег Семёнович
271. Митенев, Владимир Васильевич
272. Митин, Владимир Семёнович
273. Митин, Николай Иванович
274. Митрин, Евгений Тимофеевич
275. Митрофанов, Михаил Васильевич
276. Митрохин, Виктор Николаевич
277. Миттенина, Валентина Семёновна
278. Митюшкина, Надежда Андреевна
279. Михайленко, Виталий Иванович
280. Михайленко, Лидия Григорьевна
281. Михайленко, Юрий Васильевич
282. Михайлин, Юрий Дмитриевич
283. Михайлов, Альберт Георгиевич
284. Михайлов, Виктор Константинович
285. Михайлов, Вячеслав Фёдорович
286. Михайлов, Евгений Фёдорович
287. Михайлов, Леонид Васильевич
288. Михайлов, Лерен Петрович
289. Михайлов, Юрий Клавдиевич
290. Михайлова, Валентина Фёдоровна
291. Михайловский, Аркадий Алексеевич
292. Михалкин, Владимир Михайлович
293. Михалков, Сергей Владимирович
294. Михальченко, Нина Ивановна
295. Михалюк, Ольга Николаевна
296. Михасев, Владимир Иванович
297. Михедов, Фёдор Фёдорович
298. Михеева, Лариса Михайловна
299. Михельсон, Валентин Васильевич
300. Мишанова, Татьяна Васильевна
301. Мишин, Виктор Максимович
302. Мишин, Виктор Прохорович
303. Мищенко, Вадим Григорьевич
304. Мищенко, Виктор Тимофеевич
305. Мнацаканян, Бавакан Гагиковна
306. Могилевец, Николай Кузьмич
307. Могилевец, Юрий Климентьевич
308. Могилина, Ольга Николаевна
309. Могильниченко, Константин Николаевич
310. Можаев, Павел Петрович
311. Мозговой, Иван Алексеевич
312. Мозговой, Константин Андреевич
313. Моисеев, Николай Андреевич
314. Моисеев, Пётр Васильевич
315. Моисеев, Фёдор Александрович
316. Моисеева, Галина Геннадьевна
317. Моисеева, Людмила Дмитриевна
318. Моисеенко, Виктор Иванович
319. Мокаев, Валерий Аллахбердиевич
320. Мокану, Александр Александрович
321. Молодец, Иван Николаевич
322. Молозин, Виктор Васильевич
323. Молчанова, Валентина Ивановна
324. Монастырский, Анатолий Корнеевич
325. Монахова, Анна Ивановна
326. Монятовский, Валерий Николаевич
327. Моравская, Надежда Григорьевна
328. Моргун, Фёдор Трофимович
329. Мордвинцев, Юрий Иванович
330. Моров, Александр Александрович
331. Мороз, Евдокия Ивановна
332. Мороз, Степан Григорьевич
333. Морозов, Анатолий Петрович
334. Морозов, Евгений Михайлович
335. Морозов, Иван Павлович
336. Морозов, Николай Ефимович
337. Морозов, Николай Иванович
338. Морозова, Валентина Фёдоровна
339. Морозова, Любовь Михайловна
340. Морозова, Надежда Яковлевна
341. Морозова, Татьяна Васильевна
342. Морошкин, Валентин Александрович
343. Моря, Иван Иванович
344. Мосашвили, Теймураз Ильич
345. Москалец, Николай Никифорович
346. Москальков, Пётр Иванович
347. Москвин, Леонид Владимирович
348. Мосолов, Валентин Петрович
349. Мостипан, Ульяна Николаевна
350. Мостовенко, Анатолий Васильевич
351. Мостовой, Павел Иванович
352. Мосяков, Юрий Васильевич
353. Моторин, Пётр Архипович
354. Моторный, Дмитрий Константинович
355. Мотрычко, Мария Ивановна
356. Мотузявичене, Юлия Адомовна
357. Моцак, Григорий Иванович
358. Моцная, Вера Александровна
359. Мочалин, Александр Николаевич
360. Мошко, Иван Григорьевич
361. Мощенков, Владимир Николаевич
362. Мугадаев, Майрбек Абдул-Межидович
363. Мудрак, Владимир Николаевич
364. Музыка, Людмила Сергеевна
365. Мукатаев, Амантай
366. Мукашев, Саламат
367. Мулдабаева, Раиса Гадиловна
368. Муминов, Хабибулло
369. Муминова, Гульчехра Джураевна
370. Мунтян, Лидия Алексеевна
371. Муравьёв, Анатолий Васильевич
372. Муравьёв, Василий Андреевич
373. Муравьёв, Евгений Фёдорович
374. Муравьёва, Валентина Ивановна
375. Мурадов, Худик
376. Мураталин, Искендер Садыкович
377. Муратова, Наталья Григорьевна
378. Мураховский, Всеволод Серафимович
379. Мурзакаримов, Мухитдин Раимович
380. Мурмиль, Степан Михайлович
381. Мусаев, Сабир Исмаил оглы
382. Мусаев, Фуад Энвер оглы
383. Мусаева, Назангюль Исмаил кызы
384. Мусатова, Галина Александровна
385. Мусиенко, Пётр Кириллович
386. Мусин, Ирик Харасович
387. Мусин, Разил Ситдикович
388. Мусина, Хайни-Жамал Оспановна
389. Муслим-Заде, Джангир Мовсум оглы
390. Муслимов, Юлдаш
391. Мустаев, Шамиль Асгатович
392. Мустафаев, Нурадин Элязович
393. Мустафаев, Фейруз Раджаб оглы
394. Муха, Степан Нестерович
395. Мухабатова, Сониябиби Хушувахтовна
396. Мухамедов, Феликс Валеевич
397. Мухаметжанова, Нина Ивановна
398. Мухаметзянов, Аклим Касимович
399. Мухина, Людмила Николаевна
400. Мухортых, Анатолий Никитович
401. Мухтаров, Лятиф Исмаил оглы
402. Мхитарян, Норик Вагаршакович
403. Мхитарян, Седрак Мисакович
404. Мындру, Николай Георгиевич
405. Мырзашев, Рысбек Мырзашевич
406. Мысниченко, Владислав Петрович
407. Мягков, Александр Иванович
408. Мягков, Вячеслав Александрович
409. Мязина, Татьяна Александровна
410. Мякота, Алексей Сергеевич
411. Мяловицкий, Анатолий Владимирович
412. Мясников, Алексей Павлович
413. Мясников, Георг Васильевич

## Н
1. Набережнова, Нина Александровна
2. Наводный, Анатолий Петрович
3. Наврозашвили, Нелли Георгиевна
4. Наврузова, Гулчехра
5. Нагаевский, Игорь Дмитриевич
6. Нагиева, Севил Таги кызы
7. Надеждина, Майя Александровна
8. Надирадзе, Александр Давидович
9. Назарбаев, Нурсултан Абишевич
10. Назаренко, Анна Петровна
11. Назаров, Владимир Григорьевич
12. Назаров, Немат
13. Назарова, Нина Дмитриевна
14. Найдёнов, Иван Андреевич
15. Найманов, Николай Юсупович
16. Наймушин, Олег Николаевич
17. Наниев, Павел Александрович
18. Напольнов, Анатолий Николаевич
19. Нарзуллаев, Нурулло
20. Наровская, Ольга Александровна
21. Наумков, Виктор Николаевич
22. Наумов, Анатолий Борисович
23. Наумов, Владимир Иванович
24. Наумов, Павел Алексеевич
25. Нахманович, Александр Львович
26. Наяшков, Иван Семёнович
27. Невечера, Ирина Алексеевна
28. Негин, Евгений Аркадьевич
29. Негодяев, Павел Иванович
30. Неголюк, Лидия Фёдоровна
31. Негру, Сергей Иванович
32. Негруца, Пётр Семёнович
33. Недилько, Андрей Филиппович
34. Незнайко, Иван Семёнович
35. Некрасов, Владилен Петрович
36. Нектарова, Валентина Николаевна
37. Нелюбов, Владимир Михайлович
38. Немеро, Иосиф Александрович
39. Немтин, Александр Семёнович
40. Немтинов, Анатолий Яковлевич
41. Ненашев, Михаил Фёдорович
42. Непобедимый, Сергей Павлович
43. Нестеренко, Николай Сергеевич
44. Нестеренко, Сергей Михайлович
45. Нестеров, Алексей Николаевич
46. Нестеров, Анатолий Александрович
47. Нестеров, Владимир Арсентьевич
48. Нестерова, Раиса Дмитриевна
49. Нетреба, Михаил Павлович
50. Неупокоев, Александр Алексеевич
51. Нефедченко, Николай Андреевич
52. Нехаевский, Аркадий Петрович
53. Нечаев, Виктор Степанович
54. Нечаев, Владимир Александрович
55. Нешков, Хрисанф Павлович
56. Нивалов, Николай Николаевич
57. Нижарадзе, Любовь Георгиевна
58. Низамутдинов, Альфат Мингалеевич
59. Низовцева, Алла Афанасьевна
60. Никитенко, Николай Матвеевич
61. Никитин, Виктор Михайлович
62. Никитин, Владилен Валентинович
63. Никитин, Владимир Иванович
64. Никитин, Иван Николаевич
65. Никитин, Николай Васильевич
66. Никитина, Елена Николаевна
67. Никитина, Лидия Васильевна
68. Никитина, Нина Яковлевна
69. Никитина, Тамара Петровна
70. Никитюк, Вера Юрьевна
71. Никитюк, Олег Сергеевич
72. Никифоров, Валентин Михайлович
73. Никифоров, Геннадий Алексеевич
74. Никифоров, Леонард Львович
75. Никишкова, Надежда Васильевна
76. Никкель, Анна Павловна
77. Николаев, Алексей Николаевич
78. Николаев, Василий Борисович
79. Николаев, Лев Николаевич
80. Николаев, Николай Васильевич
81. Никольский, Борис Васильевич
82. Никонов, Александр Александрович
83. Никонов, Виктор Петрович
84. Никонов, Владимир Алексеевич
85. Никуленков, Владимир Иванович
86. Никулин, Василий Иванович
87. Никулин, Виктор Степанович
88. Никулин, Иван Иванович
89. Нифантов, Геннадий Николаевич
90. Ниязов, Сапармурад Атаевич
91. Новаковский, Георгий Антонович
92. Новиков, Анатолий Васильевич
93. Новиков, Анатолий Николаевич
94. Новиков, Василий Петрович
95. Новиков, Владимир Иванович
96. Новиков, Владимир Тимофеевич
97. Новиков, Игорь Ефимович
98. Новиков, Михаил Никифорович
99. Новиков, Николай Васильевич
100. Новикова, Алевтина Владимировна
101. Новикова, Зоя Михайловна
102. Новицкая, Тамара Ивановна
103. Новичкова, Любовь Михайловна
104. Новожилов, Генрих Васильевич
105. Новосёлов, Владимир Александрович
106. Номеровский, Михаил Иванович
107. Ноник, Валентина Леонидовна
108. Норка, Ефим Алексеевич
109. Носатенко, Владимир Антонович
110. Носков, Владимир Александрович
111. Носов, Анатолий Андреевич
112. Носов, Владимир Борисович
113. Носырев, Даниил Павлович
114. Ночевкин, Анатолий Петрович
115. Нуннаева, Патыджа Атабаевна
116. Нуралиева, Замирахон Мадаминовна
117. Нургельдиев, Аннамамед
118. Нуржанов, Булат Газисович
119. Нурматова, Мукаддам Тайировна
120. Нурягдыев, Дегиш
121. Нюкша, Константин Иванович

## О
1. Обалова, Валентина Анатольевна
2. Обгольц, Владимир Яковлевич
3. Оборочану, Иван Степанович
4. Образцов, Иван Филиппович
5. Обрикене, Дануте Антановна
6. Обух, Иван Каленикович
7. Обухов, Валерий Михайлович
8. Обушенков, Лев Константинович
9. Объедков, Виктор Николаевич
10. Овденко, Владимир Иванович
11. Овчар, Владимир Герасимович
12. Овчаренко, Раиса Николаевна
13. Овчаров, Иван Васильевич
14. Овчинников, Александр Иванович
15. Овчинников, Владислав Анатольевич
16. Овчинников, Юрий Анатольевич
17. Оганян, Гайк Агасиевич
18. Огарков, Николай Васильевич
19. Огнев, Анатолий Иванович
20. Огнева, Раиса Яковлевна
21. Огурцов, Анатолий Петрович
22. Одинец, Евгений Максимович
23. Одинокова, Лидия Николаевна
24. Одинцов, Владимир Евгеньевич
25. Одобеску, Вера Сергеевна
26. Ожиганов, Николай Кузьмич
27. Озолина, Елена Фёдоровна
28. Ойкина, Зоя Николаевна
29. Окопный, Степан Георгиевич
30. Олейник, Борис Степанович
31. Олейник, Вера Прокоповна
32. Олейников, Владислав Ефимович
33. Олейникова, Наталия Ивановна
34. Олзей, Чайкина Хомушкуевна
35. Ольховик, Казимир Чеславович
36. Омельчак, Михаил Антонович
37. Омельчак, Пётр Петрович
38. Омельченко, Василий Иванович
39. Омельченко, Зинаида Тимофеевна
40. Омельченко, Николай Григорьевич
41. Омельченко, Татьяна Николаевна
42. Омельянчик, Василий Иосифович
43. Онегин, Евгений Евгеньевич
44. Онегова, Любовь Леонидовна
45. Онищенко, Александр Григорьевич
46. Онищенко, Александр Емельянович
47. Онласынов, Серик Калмырзаевич
48. Опланчук, Владимир Яковлевич
49. Опришко, Александр Алексеевич
50. Орбелян, Сайда Михайловна
51. Орджоникидзе, Нодари Шалвович
52. Ордин, Вилор Николаевич
53. Оревков, Геннадий Григорьевич
54. Орлов, Альберт Николаевич
55. Орлов, Василий Николаевич
56. Орлов, Владимир Павлович
57. Орлов, Георгий Прокофьевич
58. Орлов, Михаил Алексеевич
59. Орлов, Николай Иванович
60. Орлова, Валентина Степановна
61. Орлова, Галина Николаевна
62. Орлова, Раиса Николаевна
63. Орлова, Светлана Константиновна
64. Орловцев, Василий Дмитриевич
65. Ормуков, Суюмкул
66. Ортынский, Георгий Владимирович
67. Осипенко, Василий Петрович
68. Осипов, Алексей Павлович
69. Осипов, Владимир Алексеевич
70. Осипов, Владимир Васильевич
71. Осипов, Николай Сергеевич
72. Осипов, Олег Петрович
73. Осминин, Евгений Александрович
74. Осминин, Станислав Александрович
75. Основин, Николай Васильевич
76. Остапец, Андрей Игнатьевич
77. Остапец, Анна Владимировна
78. Осташев, Сергей Парфеньевич
79. Ответчикова, Валентина Семёновна
80. Отиашвили, Лали Валикоевна
81. Отрохов, Владимир Петрович
82. Охотников, Николай Игнатьевич
83. Ошевнев, Владимир Васильевич

## П
1. Паап, Эндель Альфредович
2. Павленко, Григорий Иванович
3. Павлив, Степан Васильевич
4. Павликов, Александр Иванович
5. Павличенко, Иван Григорьевич
6. Павлов, Анатолий Васильевич
7. Павлов, Валентин Петрович
8. Павлов, Виктор Иванович
9. Павлов, Владимир Зосимович
10. Павлов, Владимир Яковлевич
11. Павлов, Николай Александрович
12. Павлов, Николай Антонович
13. Павлов, Павел Васильевич
14. Павлова, Лидия Михайловна
15. Павлова, Людмила Дмитриевна
16. Павловский, Анатолий Владимирович
17. Навлухина, Людмила Николаевна
18. Павлючук, Валентина Тимофеевна
19. Падюка, Валентина Ивановна
20. Палажченко, Леонид Иванович
21. Паламарчук, Виктор Максимович
22. Палечкова, Валентина Ивановна
23. Палий, Иван Александрович
24. Паллаев, Гаибназар Паллаевич
25. Панаит, Владимир Венедиктович
26. Панасевич, Вера Ивановна
27. Панасенко, Тарас Иванович
28. Панаско, Александр Николаевич
29. Панасюк, Мария Андреевна
30. Панина, Агафья Якимовна
31. Панкова, Раиса Васильевна
32. Панкова, Тамара Викторовна
33. Панов, Геннадий Иванович
34. Панов, Иван Митрофанович
35. Панов, Константин Николаевич
36. Панов, Юрий Фёдорович
37. Панова, Валентина Алексеевна
38. Панова, Любовь Сергеевна
39. Панова, Людмила Никитична
40. Панова, Ольга Ивановна
41. Пантелеев, Владимир Александрович
42. Панькив, Валентина Владимировна
43. Панькин, Валентин Епифанович
44. Папунидзе, Вахтанг Рафаэлович
45. Парамонов, Альберт Михайлович
46. Парамонов, Виктор Алексеевич
47. Парамонов, Владимир Никитович
48. Паращак, Дмитрий Николаевич
49. Пардабаев, Абдукарим
50. Паристый, Иван Леонтьевич
51. Паркун, Дмитрий Антонович
52. Партыка, Галина Алексеевна
53. Парубок, Емельян Никонович
54. Парфёнов, Виталий Фёдорович
55. Парфёнова, Валентина Ивановна
56. Пархоменко, Александр Иванович
57. Пархоменко, Владимир Ильич
58. Паршин, Анатолий Алексеевич
59. Паршина, Валентина Романовна
60. Парышкура, Михаил Иванович
61. Пасичнык, Иван Давидович
62. Паскарь, Пётр Андреевич
63. Пастернак, Виктор Степанович
64. Пасько, Валентина Васильевна
65. Пасько, Виктор Павлович
66. Патаевич, Владимир Евстафьевич
67. Патиашвили, Джумбер Ильич
68. Патон, Борис Евгеньевич
69. Патрикеев, Валерий Анисимович
70. Патрина, Любовь Сергеевна
71. Паузин, Николай Иванович
72. Пахлавонова, Гулнисо
73. Пахля, Анатолий Иванович
74. Пацеля, Геннадий Константинович
75. Пашаев, Гаджимагомед Нурудинович
76. Пашаева, Кизильгюл Абдурахмановна
77. Пашков, Леонид Кузьмич
78. Педак, Матти Арнольдович
79. Пенкин, Александр Александрович
80. Пентюхов, Иван Алексеевич
81. Пепеляева, Зинаида Васильевна
82. Первышин, Эрлен Кирикович
83. Переверзев, Борис Геннадиевич
84. Переверзева, Нина Васильевна
85. Перекопский, Виктор Петрович
86. Перелома, Виталий Александрович
87. Перепеличенко, Алла Фёдоровна
88. Перескокова, Тамара Алексеевна
89. Пересыпкин, Иван Павлович
90. Перкун, Анатолий Сафронович
91. Перов, Иван Михайлович
92. Перфильева, Валентина Васильевна
93. Перфильева, Татьяна Александровна
94. Перцева, Надежда Николаевна
95. Першко, Галина Григорьевна
96. Песков, Юрий Александрович
97. Петерс, Янис
98. Петерсоне, Луция Яновна
99. Петкель, Владимир Викторович
100. Петкявичюс, Юозас Юозович
101. Петленко, Галина Фёдоровна
102. Петренко, Валентина Александровна
103. Петренко, Василий Прохорович
104. Петренко, Владимир Васильевич[прояснить]
105. Петренко, Надежда Васильевна
106. Петренко, Нина Тарасовна
107. Петренко, Юрий Дмитриевич
108. Петрикеева, Валентина Игнатьевна
109. Петрищев, Алексей Георгиевич
110. Петров, Александр Петрович
111. Петров, Андрей Павлович
112. Петров, Василий Иванович
113. Петров, Виктор Александрович
114. Петров, Виктор Михайлович
115. Петров, Владислав Алексеевич
116. Петров, Геннадий Михайлович
117. Петров, Константин Григорьевич
118. Петров, Леонид Валентинович
119. Петров, Юрий Владимирович
120. Петрова, Вера Ивановна
121. Петрова, Галина Александровна
122. Петрова, Лидия Васильевна
123. Петрова, Любовь Андреевна
124. Петрова, Нина Захаровна
125. Петрова, Тамара Петровна
126. Петросян, Вардгес Амазаспович
127. Петросян, Фрунзе Амаякович
128. Петрунин, Владимир Фёдорович
129. Петрунина, Валентина Ивановна
130. Петрунькина, Любовь Васильевна
131. Петрусенко, Михаил Стефанович
132. Петухова, Наталия Ивановна
133. Печенников, Валерий Андреевич
134. Печеров, Андрей Васильевич
135. Пешков, Николай Константинович
136. Пивоваров, Вячеслав Вячеславович
137. Пивоваров, Николай Дмитриевич
138. Пивоварова, Людмила Антоновна
139. Пиир, Айно Антоновна
140. Пика, Евгений Николаевич
141. Пиксаев, Александр Осипович
142. Пиксаев, Борис Алексеевич
143. Пилипейко, Андрей Архипович
144. Пилипенко, Галина Афанасьевна
145. Пилкаускас, Генрикас Пятрович
146. Пилюгина, Нина Петровна
147. Пименова, Антонина Артёмовна
148. Пименова, Вера Анатольевна
149. Пинаева, Юлия Геннадьевна
150. Пинчук, Михаил Фёдорович
151. Пирогова, Полина Григорьевна
152. Пирожков, Владимир Петрович
153. Пирушкина, Лидия Антоновна
154. Писарев, Илья Дмитриевич
155. Пискарёв, Иван Григорьевич
156. Пихтовников, Геннадий Леонидович
157. Пицин, Сергей Иосифович
158. Пичужкин, Михаил Сергеевич
159. Плаксин, Александр Фёдорович
160. Платон, Михаил Сергеевич
161. Платонов, Анатолий Петрович
162. Плахотников, Николай Иванович
163. Плетнёва, Валентина Николаевна
164. Плеханов, Александр Николаевич
165. Плеханов, Валентин Филиппович
166. Плеханов, Юрий Сергеевич
167. Плехов, Василий Иванович
168. Плешаков, Пётр Степанович
169. Плешакова, Раиса Александровна
170. Плисов, Виктор Васильевич
171. Плотников, Анатолий Петрович
172. Плотников, Валентин Степанович
173. Плотников, Дмитрий Михайлович
174. Плотников, Юрий Иванович
175. Плотникова, Лидия Максимовна
176. Плужникова, Вера Егоровна
177. Плютинский, Владимир Антонович
178. Плющ, Иван Степанович
179. Побединский, Владимир Алексеевич
180. Победоносцев, Анатолий Иванович
181. Поважная, Валентина Никифоровна
182. Погодин, Владимир Алексеевич
183. Погорелов, Владимир Григорьевич
184. Погорелов, Константин Фёдорович
185. Погорельцева, Лариса Александровна
186. Погребняк, Яков Петрович
187. Подольский, Евгений Михайлович
188. Подолянина, Елена Ивановна
189. Подставина, Таисия Фёдоровна
190. Подстригач, Ярослав Степанович
191. Пожараускас, Алоизас Альфонсович
192. Пожарский, Борис Иванович
193. Пожела, Юрас Карлович
194. Пожидаева, Ольга Анатольевна
195. Поздеев, Анатолий Филиппович
196. Поздняков, Александр Владимирович
197. Показаньев, Леонид Дмитриевич
198. Покуса, Алексей Александрович
199. Полатайло, Екатерина Алексеевна
200. Поленова, Валентина Анатольевна
201. Полецков, Владимир Никитович
202. Полещук, Владимир Никифорович
203. Полещук, Мария Дмитриевна
204. Поликарпова, Валентина Ивановна
205. Полищук, Анатолий Денисович
206. Полищук, Виктор Иванович
207. Полищук, Диана Фёдоровна
208. Половко, Елена Ивановна
209. Полозков, Иван Кузьмич
210. Полозов, Николай Никифорович
211. Полосин, Валентин Егорович
212. Полосин, Валерий Фёдорович
213. Полтавец, Иван Иванович
214. Полунин, Александр Алексеевич
215. Поляков, Анатолий Викторович
216. Поляков, Виктор Николаевич
217. Поляков, Владимир Филиппович
218. Поляков, Юрий Николаевич
219. Полякова, Галина Васильевна
220. Полянский, Анатолий Трофимович
221. Пономарёв, Александр Николаевич
222. Пономарёв, Алексей Филиппович
223. Пономарёв, Борис Николаевич
224. Пономарёв, Виталий Андреевич
225. Пономарёв, Игорь Николаевич
226. Пономарёв, Михаил Александрович
227. Пономарёва, Валентина Дмитриевна
228. Поперняк, Анатолий Никифорович
229. Попков, Иван Николаевич
230. Попков, Михаил Данилович
231. Попкова, Галина Ивановна
232. Попов, Борис Сергеевич
233. Попов, Василий Павлович
234. Попов, Владимир Иванович
235. Попов, Геннадий Васильевич
236. Попов, Геннадий Сергеевич
237. Попов, Георгий Алексеевич
238. Попов, Леонид Иванович
239. Попов, Николай Иванович
240. Попов, Николай Иванович
241. Попов, Николай Михайлович
242. Попов, Николай Сергеевич
243. Попов, Павел Васильевич
244. Попов, Пётр Данилович
245. Попов, Пётр Фатеевич
246. Попов, Филипп Васильевич
247. Попов, Юрий Павлович
248. Попова, Валентина Викторовна
249. Попова, Галина Петровна
250. Попова, Лидия Александровна
251. Попова, Татьяна Фёдоровна
252. Попович, Дмитрий Павлович
253. Попугаев, Иван Арсентьевич
254. Поротов, Иван Никитич
255. Порошин, Владимир Гаврилович
256. Порощай, Николай Григорьевич
257. Порскало, Николай Антонович
258. Поручиков, Иван Яковлевич
259. Посибеев, Григорий Андреевич
260. Посохин, Александр Андреевич
261. Поспелова, Нина Антоновна
262. Постников, Станислав Иванович
263. Постольник, Светлана Владимировна
264. Постольный, Владимир Васильевич
265. Посторонка, Мария Анастасьевна
266. Посторонко, Иван Григорьевич
267. Потанин, Владимир Петрович
268. Потапенко, Владимир Александрович
269. Потапов, Анатолий Иванович
270. Потапов, Анатолий Петрович
271. Потапов, Виктор Павлович
272. Потапов, Юрий Михайлович
273. Потась, Дина Ивановна
274. Потетенькин, Анатолий Михайлович
275. Потихонин, Александр Степанович
276. Потопанов, Алексей Тимофеевич
277. Потреки, Оярс Дмитриевич
278. Потявин, Сергей Михайлович
279. Похитайло, Евгений Дмитриевич
280. Похлебенин, Геннадий Алексеевич
281. Похмурко, Александр Иванович
282. Похолок, Лидия Григорьевна
283. Почепня, София Николаевна
284. Правдина, Нина Игнатьевна
285. Прапорщикова, Марина Александровна
286. Предыбайлов, Виталий Митрофанович
287. Пржиялковский, Виктор Владимирович
288. Приедитис, Иварс Ансович
289. Приймак, Андрей Иванович
290. Прилепо, Николай Михайлович
291. Примаков, Евгений Максимович
292. Принтс, Велло Арнольдович
293. Пристинский, Иван Ефимович
294. Приходько, Виктор Анатольевич
295. Причкин, Алексей Алексеевич
296. Прищепа, Пётр Куприянович
297. Провидошин, Михаил Борисович
298. Провоторов, Виталий Петрович
299. Продан, Константин Константинович
300. Прозоров, Георгий Николаевич
301. Прокашева, Татьяна Васильевна
302. Прокопенко, Валентин Александрович
303. Прокопенко, Валерий Александрович
304. Прокопенко, Вячеслав Иванович
305. Прокопенко, Григорий Петрович
306. Прокопова, Надежда Андреевна
307. Прокопьев, Иван Николаевич
308. Прокопьев, Илья Павлович
309. Прокопьев, Леонид Прокопьевич
310. Прокопьев, Юрий Николаевич
311. Прокопьева, Галина Николаевна
312. Прокофьев, Юрий Анатольевич
313. Пронягин, Пётр Георгиевич
314. Проскурин, Сергей Кириллович
315. Протопопов, Владимир Александрович
316. Прохоров, Михаил Ефимович
317. Прохорова, Галина Ивановна
318. Проценко, Валерий Фёдорович
319. Прошина, Нина Павловна
320. Прудников, Виктор Алексеевич
321. Прусакова, Мария Васильевна
322. Прусов, Юрий Борисович
323. Пряхин, Валерий Владимирович
324. Пташник, Михаил Владимирович
325. Птицын, Владимир Николаевич
326. Пугин, Николай Андреевич
327. Пуго, Борис Карлович
328. Пужаева, Ольга Михайловна
329. Пузан, Владимир Семёнович
330. Пузырёва, Александра Алексеевна
331. Пурин, Бруно Андреевич
332. Путкарадзе, Натела Алиевна
333. Путренко, Сергей Дмитриевич
334. Пухов, Михаил Геннадьевич
335. Пухова, Зоя Павловна
336. Пученкова, Тамара Дзероновна
337. Пучкова, Таисия Александровна
338. Пушкарёв, Александр Симонович
339. Пушкарёв, Виктор Викторович
340. Пушкарёв, Виталий Николаевич
341. Пушкин, Алексей Петрович
342. Пушкина, Валентина Николаевна
343. Пчёлкина, Нелли Николаевна
344. Пчельникова, Александра Сергеевна
345. Пыда, Дарья Васильевна
346. Пыжик, Георгий Михайлович
347. Пырх, Виктор Антонович
348. Пышненко, Владимир Георгиевич
349. Пьянкова, Татьяна Борисовна
350. Пьячева, Валентина Павловна
351. Пээк, Эльму Яанович
352. Пятенко, Тимофей Яковлевич

## Р
1. Рагимов, Амир Муслум оглы
2. Рагозин, Владимир Семёнович
3. Радевич, Владимир Филиппович
4. Раденко, Валерий Николаевич
5. Радецкий, Евгений Иванович
6. Раджабов, Ади Муса оглы
7. Раджабов, Назир Раджабович
8. Раджибаев, Виликиян Юнусович
9. Радченко, Валентина Денисовна
10. Радченко, Василий Григорьевич
11. Радченко, Павел Иванович
12. Радюкевич, Леонид Владимирович
13. Ражабова, Рахима
14. Разворотнев, Николай Васильевич
15. Раздухов, Юрий Иванович
16. Разорилова, Валентина Алексеевна
17. Разуваева, Ирина Павловна
18. Разумов, Евгений Зотович
19. Разумовский, Георгий Петрович
20. Раков, Николай Тимофеевич
21. Ракшин, Виктор Семёнович
22. Ралдугин, Валентин Тихонович
23. Ралько, Владимир Антонович
24. Рамазанов, Новруз Ханрза оглы
25. Раман, Миервалд Леонидович
26. Ранцев, Виктор Семёнович
27. Расизаде, Артур Таир оглы
28. Распопов, Георгий Ефимович
29. Распутин, Николай Васильевич
30. Рассказов, Иван Иванович
31. Расторгуев, Юрий Аркадьевич
32. Расулов, Гусейн Авяз оглы
33. Расулова, Лидия Худат кызы
34. Раткявичюс, Антанас Казевич
35. Рахаббаев, Закит Жураевич
36. Рахманин, Олег Борисович
37. Рахманов, Талгат Лутфуллович
38. Рахманова, Айнурям
39. Рахматуллин, Рим Хурматович
40. Рахуба, Иван Михайлович
41. Рачков, Альберт Иванович
42. Ребане, Карл Карлович
43. Ревазова, Светлана Александровна
44. Ревенко, Григорий Иванович
45. Ревнивцев, Владимир Васильевич
46. Ревякин, Пётр Лаврентьевич
47. Резвухин, Алексей Александрович
48. Резников, Вадим Федотович
49. Рекунков, Александр Михайлович
50. Рекуха, Валентина Ивановна
51. Ремезов, Михаил Дмитриевич
52. Репалова, Надежда Ефимовна
53. Репин, Иван Петрович
54. Ресин, Владимир Иосифович
55. Реус, Анатолий Павлович
56. Реут, Анатолий Антонович
57. Речицкая, Татьяна Васильевна
58. Решетилов, Владимир Иванович
59. Решетнёв, Михаил Фёдорович
60. Решетникова, Анна Сафроновна
61. Рзаева, Тамилла Нариман кызы
62. Ризаев, Керим Новруз оглы
63. Римайтис, Ромуальдас Пранович
64. Ровнин, Лев Иванович
65. Роганов, Альберт Михайлович
66. Рогачков, Виктор Алексеевич
67. Роговцева, Ада Николаевна
68. Рогожкин, Владимир Алексеевич
69. Рогожкин, Сергей Иванович
70. Рогочая, Валентина Игнатьевна
71. Рогунов, Валерий Александрович
72. Родин, Виктор Семёнович
73. Родионов, Алексей Алексеевич
74. Родионов, Василий Борисович
75. Родионов, Игорь Николаевич
76. Родионов, Николай Иванович
77. Родионов, Николай Николаевич
78. Родионова, Татьяна Вениаминовна
79. Родичева, Роза Васильевна
80. Родыгин, Аркадий Андреевич
81. Рождественский, Роберт Иванович
82. Рожков, Валерий Иванович
83. Рожнов, Николай Никитович
84. Розанова, Тамара Ивановна
85. Рокачев, Юрий Алексеевич
86. Ромазан, Иван Харитонович
87. Ромазанов, Кабдулла Закирьянович
88. Романенко, Геннадий Алексеевич
89. Романенко, Нина Алексеевна
90. Романин, Дмитрий Васильевич
91. Романов, Анатолий Васильевич
92. Романов, Виталий Иосифович
93. Романов, Владимир Николаевич
94. Романов, Павел Константинович
95. Романов, Юрий Степанович
96. Романова, Анна Васильевна
97. Романова, Ольга Васильевна
98. Романович, Нина Степановна
99. Романчик, Мария Владимировна
100. Романько, Серафим Михайлович
101. Романюк, Фёдор Михайлович
102. Ромашкин, Василий Фёдорович
103. Ромашова, Альбина Алексеевна
104. Ромашок, Людмила Александровна
105. Роньшин, Вячеслав Григорьевич
106. Ропавка, Иван Васильевич
107. Рослая, Наталья Николаевна
108. Рослик, Людмила Фёдоровна
109. Ростиашвили, Трифон Вахтангович
110. Рощупкин, Александр Мефодиевич
111. Рубикс, Алфредс Петрович
112. Рубцов, Николай Фёдорович
113. Рубцова, Зинаида Ивановна
114. Рубэн, Юрий Янович
115. Рудаков, Александр Владимирович
116. Рудаков, Александр Петрович
117. Рудаков, Валерий Александрович
118. Рудаков, Юрий Сергеевич
119. Рудакова, Людмила Александровна
120. Руденко, Леонид Иванович
121. Руденко, Юрий Николаевич
122. Рудых, Геннадий Николаевич
123. Рузиева, Гулинор Байматовна
124. Рузматов, Миразиз
125. Рузматова, Замира
126. Рукавишников, Николай Николаевич
127. Румянцев, Иван Иванович
128. Румянцева, Раиса Тимофеевна
129. Русаков, Константин Викторович
130. Русанов, Евгений Александрович
131. Русанов, Иван Петрович
132. Русанов, Сергей Николаевич
133. Русин, Юрий Иванович
134. Русия, Гурам Севастьевич
135. Руссу, Ион Николаевич
136. Руссу, Людмила Михайловна
137. Рученчин, Иван Дмитриевич
138. Рыбак, Надежда Васильевна
139. Рыбаков, Алексей Миронович
140. Рыбаков, Анатолий Яковлевич
141. Рыбаков, Виктор Петрович
142. Рыбаков, Иван Васильевич
143. Рыбаков, Михаил Савельевич
144. Рыбакова, Антонина Владимировна
145. Рыбакова, Дина Васильевна
146. Рыболовкин, Николай Ульянович
147. Рыбченков, Анатолий Викторович
148. Рыбянченко, Николай Григорьевич
149. Рыжиков, Михаил Борисович
150. Рыжков, Николай Иванович
151. Рыжкова, Пелагея Афанасьевна
152. Рыжов, Анатолий Алексеевич
153. Рыжов, Виктор Александрович
154. Рыков, Василий Назарович
155. Рылова, Зоя Алексеевна
156. Рыльский, Василий Степанович
157. Рыморов, Иван Титович
158. Рындина, Антонина Николаевна
159. Рысляева, Ираида Николаевна
160. Рыспеков, Женис Тусупбекович
161. Рычков, Александр Андреевич
162. Рычков, Владимир Иванович
163. Рычков, Владимир Михайлович
164. Рычкова, Вера Михайловна
165. Рюйтель, Арнольд
166. Рябкова, Елена Николаевна
167. Рябкова, Тересе Стасевна
168. Рябкова, Юлия Ивановна
169. Рябов, Александр Иванович
170. Рябов, Василий Григорьевич
171. Рябов, Николай Васильевич
172. Рябов, Яков Петрович
173. Рябовол, Василий Петрович
174. Рябоконь, Василий Петрович
175. Рябоконь, Владимир Александрович
176. Рябоконь, Иван Алексеевич
177. Рясько, Василий Владимирович
178. Ряхов, Иван Акимович

## С
1. Саакян, Левон Гургенович
2. Сабанеев, Станислав Николаевич
3. Сабанов, Владимир Исаевич
4. Сабанов, Тотраз Бакгериевич
5. Сабанова, Ирина Георгиевна
6. Сабирова, Райса Замировна
7. Саблин, Владимир Степанович
8. Сабурова, Тохта
9. Саванович, Георгий Игнатьевич
10. Саввин, Николай Иванович
11. Савельева, Нина Борисовна
12. Савенко, Вера Алексеевна
13. Савин, Аркадий Васильевич
14. Савина, Антонина Васильевна
15. Савина, Татьяна Алексеевна
16. Савинкин, Николай Иванович
17. Савлов, Евгений Сергеевич
18. Савлук, Валентина Трофимовна
19. Савосина, Валентина Григорьевна
20. Саврасова, Галина Михайловна
21. Савушкин, Алексей Иванович
22. Савченков, Пётр Прокофьевич
23. Савчук, Елена Владимировна
24. Савчук, Николай Петрович
25. Сагадеева, Умугульсум Калимулловна
26. Саганов, Владимир Бизьяевич
27. Сагдиев, Махтай Рамазанович
28. Сагинтаев, Сапар Сагинтаевич
29. Сагутдинов, Исмагил Валиуллович
30. Саджая, Нугзар Ражденович
31. Садовников, Владимир Геннадьевич
32. Садовский, Владимир Владимирович
33. Саженюк, Валентина Николаевна
34. Сазонов, Анатолий Павлович
35. Саикова, Екатерина Михайловна
36. Саитова, Маймуна Абдрахмановна
37. Сайкин, Валерий Тимофеевич
38. Сакалаускас, Витаутас Владович
39. Сакмаркин, Иван Григорьевич
40. Сакович, Пётр Викентьевич
41. Сакулин, Владимир Алексеевич
42. Салаев, Михаил Иванович
43. Салаев, Эльдар Юнис оглы
44. Салаткина, Анна Григорьевна
45. Салахов, Таир Теймур оглы
46. Салимов, Акил Умурзакович
47. Салихов, Муродали
48. Салманов, Фарман Курбан оглы
49. Салмова, Нина Михайловна
50. Салыков, Какимбек
51. Самар, Валентин Александрович
52. Самар, Виктор Яковлевич
53. Самарин, Михаил Тимофеевич
54. Самборский, Юрий Андреевич
55. Самедов, Баба Самед оглы
56. Самилык, Николай Игнатьевич
57. Самодрин, Владимир Петрович
58. Самодурова, Валентина Васильевна
59. Самойленко, Виктор Григорьевич
60. Самойлов, Владимир Александрович
61. Самойлов, Владимир Григорьевич
62. Самойлов, Владимир Семёнович
63. Самоличенко, Иван Иванович
64. Самофалова, Нина Егоровна
65. Самси, Георгий Фёдорович
66. Самсонов, Валерий Павлович
67. Самсонов, Юрий Григорьевич
68. Санаев, Владимир Иванович
69. Санакоев, Феликс Сергеевич
70. Санников, Яков Иванович
71. Санчуковский, Виктор Александрович
72. Сапожников, Борис Викторович
73. Сапрыга, Николай Михайлович
74. Сараева, Валентина Витальевна
75. Саранин, Владимир Иванович
76. Саржан, Виктор Васильевич
77. Сарин, Леонид Петрович
78. Саришвили, Давид Ефремович
79. Саришвили, Ирине Юрьевна
80. Саришвили, Нора Васильевна
81. Саркисян, Фадей Тачатович
82. Сарксян, Клавдия Гарегиновна
83. Саркыншаков, Аби Саркыншакович
84. Сарсембекова, Майра Рахмедьяновна
85. Сарымсаков, Гайрат Абдужалилович
86. Сатин, Борис Фёдорович
87. Сатюков, Виталий Семёнович
88. Саул, Бруно Эдуардович
89. Сауткина, Елена Ивановна
90. Сауырбаева, Жумакул
91. Сафандула, Галина Михайловна
92. Сафронов, Александр Алексеевич
93. Сафронов, Владимир Дмитриевич
94. Сафронова, Анна Владимировна
95. Сафронова, Нина Валентиновна
96. Сахапов, Гаяз Зямикович
97. Сахновский, Аркадий Зиновьевич
98. Сачко, Светлана Петровна
99. Сбитнев, Анатолий Митрофанович
100. Светик, Фёдор Фёдорович
101. Свиридов, Борис Викторович
102. Свиридов, Виктор Михайлович
103. Свиридов, Иван Фёдорович
104. Свиридов, Николай Васильевич
105. Свищев, Георгий Петрович
106. Святоцкий, Василий Александрович
107. Священко, Василий Иванович
108. Сдержиков, Фёдор Семёнович
109. Себетов, Руслан Владимирович
110. Севостьянова, Мария Николаевна
111. Седелкина, Татьяна Николаевна
112. Седенков, Юрий Иванович
113. Седлова, Тамара Евгеньевна
114. Сеидов, Вилаят Мамед оглы
115. Сеидов, Гасан Неймат оглы
116. Сейлханов, Сейдигалы
117. Секретарюк, Вячеслав Васильевич
118. Селезнёв, Геннадий Николаевич
119. Селезнёва, Тамара Сергеевна
120. Селиванов, Александр Егорович
121. Селиванов, Борис Викторович
122. Семенихин, Владимир Сергеевич
123. Семенишин, Василий Григорьевич
124. Семенкин, Геннадий Иванович
125. Семёнов, Леонид Владимирович
126. Семёнов, Михаил Евгеньевич
127. Семёнов, Юрий Фёдорович
128. Семёнова, Надежда Григорьевна
129. Семенюк, Анатолий Павлович
130. Семичастный, Леонид Дмитриевич
131. Семуков, Юрий Иванович
132. Сеник, Николай Григорьевич
133. Сенченко, Николай Иванович
134. Сенюшкин, Юрий Васильевич
135. Сергеев, Алексей Дмитриевич
136. Сергеев, Владимир Григорьевич
137. Сергеев, Владимир Михайлович
138. Сергеев, Григорий Иванович
139. Сергеев, Никанор Андреевич
140. Сергеева, Анна Сергеевна
141. Сергеева, Людмила Алексеевна
142. Сергеева, Нина Ивановна
143. Сергеева, Татьяна Яковлевна
144. Сергейко, Василий Петрович
145. Сергейцев, Виктор Васильевич
146. Сердюк, Михаил Васильевич
147. Сердюк, Николай Иванович
148. Сердюк, Николай Кузьмич
149. Сердюкова, Нина Митрофановна
150. Серебряков, Валентин Григорьевич
151. Серебряков, Николай Михайлович
152. Середенко, Сергей Петрович
153. Сержантович, Стефания Стефановна
154. Серков, Пётр Максимович
155. Серкова, Людмила Викторовна
156. Сермавкин, Валерий Иванович
157. Серова, Валентина Ивановна
158. Серова, Ольга Александровна
159. Серых, Владимир Дмитриевич
160. Серяков, Владимир Ефимович
161. Сесицкий, Александр Поликарпович
162. Сефершаев, Фикрет
163. Сечняк, Лев Константинович
164. Сибгатуллин, Талгат Мубаракзянович
165. Сивик, Владимир Теодорович
166. Сивожелезова, Эльвира Александровна
167. Сивокоз, Николай Иванович
168. Сивцова, Маргарита Николаевна
169. Сидаков, Георгий Хадзимурзаевич
170. Сиднев, Евгений Никандрович
171. Сидоренко, Зинаида Петровна
172. Сидоренко, Нина Ивановна
173. Сидоров, Виктор Ильич
174. Сидоров, Владимир Васильевич
175. Сидоров, Пётр Александрович
176. Сидягин, Александр Иванович
177. Сизенко, Евгений Иванович
178. Сизов, Геннадий Фёдорович
179. Сизов, Леонид Георгиевич
180. Сизых, Галина Ивановна
181. Силаев, Иван Степанович
182. Силаков, Виктор Алексеевич
183. Силков, Александр Иванович
184. Силкова, Нина Прокопьевна
185. Силлари, Энн-Арно Аугустович
186. Силлат, Майму-Майя Рудольфовна
187. Симонов, Владимир Михайлович
188. Симончик, Валентина Васильевна
189. Симутенкова, Любовь Алексеевна
190. Синегубов, Николай Трофимович
191. Синельникова, Алла Николаевна
192. Синетов, Николай Алексеевич
193. Синозерский, Константин Петрович
194. Синюков, Михаил Иванович
195. Синяков, Александр Анатольевич
196. Синяков, Николай Иванович
197. Сипайло, Георгий Леонидович
198. Сиражев, Аброр
199. Сираш, Александр Фёдорович
200. Сирота, Владимир Алексеевич
201. Сирота, Григорий Афанасьевич
202. Ситников, Василий Иванович
203. Ситникова, Валентина Пантелеевна
204. Ситнюк, Любовь Петровна
205. Ситов, Владимир Онисимович
206. Ситько, Владимир Николаевич
207. Сиюхов, Аслан Мосович
208. Скала, Раиса Тихоновна
209. Скаредов, Георгий Иванович
210. Скаржаускене, Зита Юргевна
211. Скачков, Михаил Гаврилович
212. Скворцов, Виктор Михайлович
213. Скворцов, Константин Васильевич
214. Скиба, Иван Иванович
215. Скитев, Владимир Васильевич
216. Скляренко, Надежда Ивановна
217. Скляров, Юрий Александрович
218. Скобеева, Татьяна Николаевна
219. Скоков, Виктор Васильевич
220. Скоков, Юрий Владимирович
221. Сколота, Галина Васильевна
222. Скоморохов, Николай Михайлович
223. Скопинцев, Анатолий Николаевич
224. Скопинцева, Галина Фадеевна
225. Скоробогатов, Лев Николаевич
226. Скородумов, Борис Андреевич
227. Скоромыслов, Сергей Петрович
228. Скоста, Лудис Петрович
229. Скребков, Юрий Алексеевич
230. Скрипка, Нина Андреевна
231. Скрипник, Капитолина Михайловна
232. Скрыпник, Николай Николаевич
233. Скрябин, Георгий Константинович
234. Скурко, Евгений Иванович
235. Слабыш, Марьян Станиславович
236. Славский, Александр Михайлович
237. Славский, Ефим Павлович
238. Слащук, Нина Александровна
239. Сливко, Руслан Васильевич
240. Слипченко, Николай Иванович
241. Слонов, Анатолий Васильевич
242. Слюньков, Николай Никитович
243. Слюсар, Мария Степановна
244. Смагин, Леонид Максимович
245. Сметанина, Клавдия Васильевна
246. Сметанников, Михаил Павлович
247. Смеющев, Виктор Александрович
248. Смирнов, Виктор Ильич
249. Смирнов, Виктор Николаевич
250. Смирнов, Владимир Михайлович
251. Смирнов, Георгий Лукич
252. Смирнов, Николай Васильевич
253. Смирнов, Николай Григорьевич
254. Смирнов, Николай Иванович
255. Смирнов, Сергей Михайлович
256. Смирнов, Станислав Алексеевич
257. Смирнова, Антонина Фёдоровна
258. Смирнова, Валентина Васильевна
259. Смирнова, Галина Петровна
260. Смирнова, Любовь Евгеньевна
261. Смирнова, Людмила Фёдоровна
262. Смирнова, Надежда Александровна
263. Смирнова, Надежда Ивановна
264. Смирнова, Римма Петровна
265. Смирнова, Тамара Фёдоровна
266. Смирновский, Юрий Алексеевич
267. Смиртюков, Михаил Сергеевич
268. Смолева, Нина Григорьевна
269. Смольский, Павел Александрович
270. Смолянин, Иван Трофимович
271. Смолянников, Алексей Петрович
272. Смуглиенко, Владимир Никифорович
273. Смык, Евгений Тодосович
274. Смыслов, Валентин Иванович
275. Смышляев, Виктор Иванович
276. Смышляева, Александра Ивановна
277. Снетков, Борис Васильевич
278. Снеткова, Татьяна Ивановна
279. Снигирев, Николай Михайлович
280. Собко, Валентина Александровна
281. Собко, Николай Арсентьевич
282. Соболев, Александр Григорьевич
283. Соболев, Владимир Михайлович
284. Собченко, Владимир Фёдорович
285. Созинов, Алексей Алексеевич
286. Созинова, Тамара Аркадьевна
287. Соина, Антонина Ивановна
288. Соколенко, Павел Иванович
289. Соколенко, Тамара Михайловна
290. Соколов, Александр Александрович
291. Соколов, Александр Викторович
292. Соколов, Александр Сергеевич
293. Соколов, Анатолий Алексеевич
294. Соколов, Виктор Фадеевич
295. Соколов, Владимир Павлович
296. Соколов, Ефрем Евсеевич
297. Соколов, Лев Геннадьевич
298. Соколов, Олег Витальевич
299. Соколов, Сергей Леонидович
300. Соколова, Александра Петровна
301. Соколова, Евдокия Яковлевна
302. Соколова, Зинаида Федосеевна
303. Соколова, Лидия Викторовна
304. Сокоренко, Владимир Григорьевич
305. Солдатенков, Валерий Дмитриевич
306. Солдаткина, Клавдия Сергеевна
307. Солдатов, Владимир Николаевич
308. Солдатов, Михаил Филиппович
309. Солдатова, Галина Ивановна
310. Соловьёв, Анатолий Иванович
311. Соловьёв, Иван Алексеевич
312. Соловьёв, Николай Харлампиевич
313. Соловьёв, Павел Александрович
314. Соловьёв, Юрий Филиппович
315. Сологуб, Антонина Прокофьевна
316. Сологуб, Виталий Алексеевич
317. Солодилов, Игорь Яковлевич
318. Соломатин, Валерий Дмитриевич
319. Соломенцев, Михаил Сергеевич
320. Соломка, Анатолий Григорьевич
321. Солопова, Пелагея Ивановна
322. Солтанов, Солтанали Курбан оглы
323. Соляков, Пётр Фёдорович
324. Сомкин, Сергей Александрович
325. Сонгайла, Рингаудас-Бронисловас Игнович
326. Сорокин, Алексей Иванович
327. Сорокин, Евгений Иванович
328. Сорокина, Екатерина Владимировна
329. Сорокина, Раиса Евгеньевна
330. Сосин, Спиридон Спиридонович
331. Сосина, Евгения Михайловна
332. Соснов, Николай Васильевич
333. Софронов, Анатолий Владимирович
334. Софронова, Валентина Кирилловна
335. Соцков, Виктор Григорьевич
336. Спандерашвили, Тамаз Михайлович
337. Спасский, Игорь Дмитриевич
338. Спиридонов, Алексей Алексеевич
339. Спиридонов, Лев Николаевич
340. Спиридонов, Юрий Алексеевич
341. Спирина, Галина Анатольевна
342. Спиркин, Александр Андреевич
343. Спиряков, Альберт Николаевич
344. Спроге, Бирута Антоновна
345. Спрудж, Антон Эдуардович
346. Средин, Геннадий Васильевич
347. Ставицкая, Раиса Петровна
348. Стадник, Анна Марковна
349. Станис, Владимир Францевич
350. Станиславов, Иван Антонович
351. Стариков, Анатолий Степанович
352. Старилова, Татьяна Николаевна
353. Старкин, Григорий Сергеевич
354. Старовойтов, Василий Константинович
355. Старунов, Борис Павлович
356. Статинов, Анатолий Сергеевич
357. Сташенков, Николай Алексеевич
358. Сташкин, Иван Александрович
359. Стебаев, Анатолий Иванович
360. Стеблянко, Анатолий Григорьевич
361. Стежко, Станислав Андреевич
362. Стенин, Евгений Михайлович
363. Степаненко, Адольф Сергеевич
364. Степанов, Борис Николаевич
365. Степанов, Владимир Михайлович
366. Степанов, Владимир Севастьянович
367. Степанов, Владимир Тимофеевич
368. Степанова, Ангелина Иосифовна
369. Степанчук, Василий Иванович
370. Степанчук, Владимир Денисович
371. Степанян, Назик Самвеловна
372. Степнов, Василий Никитович
373. Стефановский, Геннадий Александрович
374. Стешенкова, Антонина Ивановна
375. Стоббе, Лев Георгиевич
376. Столбов, Алексей Александрович
377. Столбова, Вера Дмитриевна
378. Столповских, Анатолий Ильич
379. Столыпина, Надежда Викторовна
380. Столяров, Алексей Михайлович
381. Столяров, Алексей Фёдорович
382. Стонкувене, Янина Юозовна
383. Сторожев, Юрий Васильевич
384. Сторожевская, Нина Петровна
385. Сторожилов, Юрий Николаевич
386. Сторожук, Анатолий Васильевич
387. Стоянов, Владимир Иванович
388. Страхов, Дмитрий Николаевич
389. Стрекалов, Геннадий Михайлович
390. Стрельников, Виктор Иванович
391. Стрельников, Владимир Трофимович
392. Стрельников, Станислав Васильевич
393. Стрельцов, Василий Емельянович
394. Строганов, Игорь Иванович
395. Строев, Егор Семёнович
396. Строинов, Иван Евсеевич
397. Струмила, Эдвардас Иполитович
398. Студнева, Людмила Давыдовна
399. Стукалин, Борис Иванович
400. Стульпинене, Зинаида Антановна
401. Ступакова, Зинаида Ивановна
402. Стус, Владимир Иванович
403. Стырова, Любовь Дмитриевна
404. Субанов, Мырзакан Усурканович
405. Субботин, Александр Михайлович
406. Субботин, Юрий Фёдорович
407. Субботина, Наталья Ивановна
408. Субботина, Наталья Ивановна
409. Суворкина, Раиса Ивановна
410. Суворов, Владимир Григорьевич
411. Сугробова, Надежда Александровна
412. Сударенков, Валерий Васильевич
413. Судариков, Николай Сергеевич
414. Сулейманов, Кильдибай Сулейманович
415. Сулейманова, Зумруд Запировна
416. Сулейменов, Олжас Омарович
417. Сулейменов, Хамза Аримжанович
418. Сулжицкене, Эльвира Владислововна
419. Сулима, Пётр Кондратьевич
420. Султанов, Куаныш
421. Султанов, Файзулла Валеевич
422. Султанов, Хатмулла Асылгареевич
423. Султанова, Азадахан
424. Сумин, Пётр Иванович
425. Суплатов, Александр Борисович
426. Сургай, Николай Сафонович
427. Суркин, Валерий Андреевич
428. Сурков, Николай Алексеевич
429. Суркова, Лидия Ивановна
430. Суркова, Ольга Михайловна
431. Суровцева, Татьяна Ивановна
432. Сусло, Алексей Васильевич
433. Суслов, Василий Егорович
434. Суслов, Владимир Антонович
435. Сусь, Антонина Ивановна
436. Сутаев, Рамазан Закарижаевич
437. Суханов, Александр Сергеевич
438. Сухарев, Александр Яковлевич
439. Сухаренко, Михаил Фёдорович
440. Сухачева, Маргарита Андреевна
441. Сухин, Юрий Сергеевич
442. Сухов, Михаил Михайлович
443. Сухов, Юрий Евгеньевич
444. Сухова, Александра Сергеевна
445. Суховский, Василий Филиппович
446. Сухой, Владимир Игнатьевич
447. Сухоруков, Дмитрий Семёнович
448. Сухоруков, Сергей Иванович
449. Сухорукова, Людмила Александровна
450. Сухорученкова, Галина Фёдоровна
451. Сушилов, Евгений Николаевич
452. Сушко, Анна Петровна
453. Сыртланов, Ампир Шайбакович
454. Сысуев, Пётр Андреевич
455. Сысцов, Аполлон Сергеевич
456. Сычёв, Михаил Фёдорович
457. Сычёв, Николай Яковлевич
458. Сычёва, Мария Владимировна
459. Сюткин, Альберт Фёдорович
460. Сяглов, Виктор Семёнович

## Т
1. Табеев, Фикрят Ахмеджанович
2. Таболина, Анна Андреевна
3. Таганов, Владимир Александрович
4. Таджибаева, Таттикыз
5. Тадуев, Виталий Петрович
6. Тажгулов, Мажит Культанович
7. Такунов, Иван Петрович
8. Талызин, Николай Владимирович
9. Тамулис, Адольфас-Альгимантас Адольфович
10. Тамшибаева, Злиха Жанболатовна
11. Танкибаев, Жанша Абилгалиевич
12. Тарабановская, Мая Николаевна
13. Таразевич, Георгий Станиславович
14. Тараканов, Александр Иванович
15. Тараканов, Владимир Самуилович
16. Тараканова, Любовь Александровна
17. Таран, Лидия Петровна
18. Таран, Надежда Михайловна
19. Таран-Жовнир, Юрий Николаевич
20. Тараненко, Анна Ивановна
21. Таранов, Иван Тихонович
22. Тарапов, Иван Евгеньевич
23. Тарасенко, Пётр Петрович
24. Тарасов, Александр Андреевич
25. Тарасов, Виталий Петрович
26. Тарасов, Владимир Фёдорович
27. Тарасов, Иван Васильевич
28. Тарасов, Михаил Владимирович
29. Тарасов, Михаил Михайлович
30. Тарасова, Лидия Александровна
31. Тарасюк, Иван Степанович
32. Тарасюк, Павел Ефимович
33. Таратута, Василий Николаевич
34. Тарбаев, Борис Прокопьевич
35. Таскаева, Галина Петровна
36. Таскинбаев, Есен Таскинбаевич
37. Таспамбетова, Жадыра Есеновна
38. Татаринов, Игорь Николаевич
39. Татарников, Виктор Андреевич
40. Татарчук, Николай Фёдорович
41. Татлиев, Сулейман Байрам оглы
42. Татранова, Зояш
43. Таукенов, Касым Аппасович
44. Ташкузиев, Жумабай
45. Теглев, Виктор Николаевич
46. Тедиашвили, Леван Китоевич
47. Телепнёв, Пётр Максимович
48. Телинина, Алефтина Григорьевна
49. Тельпашова, Лидия Кондратьевна
50. Тен, Валерий Владимирович
51. Теплинский, Анатолий Васильевич
52. Теребилов, Владимир Иванович
53. Терентьев, Борис Михайлович
54. Терехов, Пётр Иванович
55. Терешкова, Валентина Владимировна
56. Терешонок, Владимир Фёдорович
57. Терещенко, Наталья Ивановна
58. Терещенко, Николай Дмитриевич
59. Терещук, Владимир Григорьевич
60. Терпугова, Нина Александровна
61. Тертышник, Анатолий Григорьевич
62. Тертышный, Евгений Алексеевич
63. Тетерина, Тамара Васильевна
64. Тёмный, Василий Фёдорович
65. Тимашов, Валерий Семёнович
66. Тимигишиев, Магомед-Хабиб Расулович
67. Тимонин, Павел Фёдорович
68. Тимофеев, Василий Иванович
69. Тимофеева, Людмила Николаевна
70. Тимохин, Владимир Борисович
71. Тимохин, Владимир Георгиевич
72. Тимохин, Евгений Леонидович
73. Тимошенко, Станислав Андреевич
74. Тимошенков, Владимир Дмитриевич
75. Тимошина, Галина Сергеевна
76. Тислицкая, Стефания Антоновна
77. Титаренко, Алексей Антонович
78. Титаренко, Раиса Ивановна
79. Титов, Алексей Алексеевич
80. Титов, Иван Викторович
81. Титов, Игорь Михайлович
82. Титов, Святослав Андреевич
83. Титов, Юрий Тимофеевич
84. Титова, Валентина Николаевна
85. Тихомиров, Владимир Порфирьевич
86. Тихомирова, Любовь Андреевна
87. Тихомолов, Игорь Андреевич
88. Тихоненко, Александр Сергеевич
89. Тихонов, Валентин Иванович
90. Тихонов, Николай Александрович
91. Тихонова, Алла Петровна
92. Тишакова, Алина Епифановна
93. Тишкин, Георгий Петрович
94. Тишурова, Людмила Семёновна
95. Тишутин, Александр Александрович
96. Тищенко, Марат Николаевич
97. Ткачёв, Сергей Петрович
98. Ткачёва, Вера Владимировна
99. Ткачёва, Любовь Степановна
100. Ткаченко, Анатолий Егорович
101. Ткаченко, Светлана Александровна
102. Ткачук, Андрей Игнатьевич
103. Ткачук, Валерий Иосифович
104. Ткачук, Григорий Иванович
105. Тлехас, Борис Юнусович
106. Тлехас, Мугдин Салихович
107. Товстановский, Александр Иванович
108. Тойвонен, Тамара Николаевна
109. Толкачёв, Василий Васильевич
110. Толкунов, Лев Николаевич
111. Толстик, Владимир Дмитриевич
112. Толстяков, Сергей Геннадьевич
113. Толстов, Иван Степанович
114. Толстова, Светлана Александровна
115. Толстой, Леонтий Федосеевич
116. Толстоухов, Игорь Аркадьевич
117. Толубко, Владимир Фёдорович
118. Толыкбаев, Ашербек
119. Толюпа, Владимир Павлович
120. Топчий, Дмитрий Гаврилович
121. Торбенкова, Тамара Антоновна
122. Тордия, Пантико Шалвович
123. Торопов, Владимир Иванович
124. Травкин, Николай Ильич
125. Трейцис, Екаб Артурович
126. Тренина, Татьяна Терентьевна
127. Тренихин, Виктор Фёдорович
128. Третьяк, Иван Моисеевич
129. Третьяков, Виктор Михайлович
130. Третьяков, Пётр Иванович
131. Третьякова, Мария Васильевна
132. Трефилов, Виктор Иванович
133. Трёхсвояков, Николай Петрович
134. Трикиша, Александр Павлович
135. Тришкина, Любовь Ивановна
136. Троилова, Тамара Васильевна
137. Тронов, Леонид Петрович
138. Трофимов, Альфонс Александрович
139. Трофимов, Юрий Николаевич
140. Трофимова, Татьяна Гавриловна
141. Трофимова, Татьяна Егоровна
142. Трофимук, Андрей Алексеевич
143. Трошин, Александр Иванович
144. Трошин, Владимир Дмитриевич
145. Трошин, Николай Павлович
146. Трояновский, Олег Александрович
147. Трубилин, Николай Тимофеевич
148. Трунов, Михаил Петрович
149. Трусов, Константин Ананьевич
150. Трушин, Василий Петрович
151. Трушкова, Наталья Николаевна
152. Трушляков, Иван Иванович
153. Тубылов, Афанасий Ильич
154. Туваев, Владимир Степанович
155. Туйчиев, Шадман
156. Туканс, Донат Станиславович
157. Тукишев Анатолий Павлович
158. Тулаева, Людмила Николаевна
159. Туляганова, Ирода Рахимовна
160. Туманов, Евгений Николаевич
161. Тумасян, Бениамин Акопович
162. Туполев, Алексей Андреевич
163. Турапов, Нармумин Турапович
164. Тургумбаев, Кабидолла Кублан-Улы
165. Турдыбаева, Бувсалима
166. Туркин, Сергей Иванович
167. Туркия, Луиза Отаровна
168. Туруша, Екатерина Михайловна
169. Турчак, Анатолий Александрович
170. Турысов, Каратай
171. Тусида, Михаил Нумивич
172. Туташов, Жунусбек Курманалиевич
173. Тушканова, Зинаида Петровна
174. Тхаркахова, Сара Измаиловна
175. Тымунь, Николай Алексеевич
176. Тыныбаев, Абубакир Алиевич
177. Тюлебеков, Касым Хажибаевич
178. Тюренкова, Галина Дмитриевна
179. Тюриков, Валерий Алексеевич
180. Тюрин, Марк Андреевич
181. Тютина, Ираида Сергеевна
182. Тюхтий, Мария Степановна
183. Тяжельников, Евгений Михайлович
184. Тяпкин, Юрий Кузьмич
185. Тяско, Эва Арнольдовна

## У
1. Убилава, Юза Джахоевич
2. Угаров, Алексей Алексеевич
3. Угаров, Борис Сергеевич
4. Удалая, Раиса Силантьевна
5. Удовенко, Виктор Григорьевич
6. Удовицкий, Владимир Иванович
7. Ужва, Николай Яковлевич
8. Ужирова, Фатима Гисовна
9. Узилов, Евгений Михайлович
10. Уланов, Геннадий Иванович
11. Ульянов, Борис Васильевич
12. Ульянов, Михаил Александрович
13. Ульянова, Татьяна Ивановна
14. Ульянцев, Александр Иванович
15. Умалатов, Алипаша Джалалович
16. Умарбеков, Ульмас Рахимбекович
17. Умаркулова, Бонигул
18. Умаров, Ислам Султанович
19. Умаров, Хамдам
20. Уммаева, Фазика Хусейновна
21. Унгиадзе, Юрий Гедеванович
22. Унжакова, Надежда Прокопьевна
23. Упоров, Виктор Александрович
24. Урванцева, Наталья Константиновна
25. Уришов, Константин Петрович
26. Урматов, Кара Тодошевич
27. Урумбаева, Хосият Хонкелдиевна
28. Урустамов, Камал
29. Усатенко, Юрий Спиридонович
30. Усик, Василий Фёдорович
31. Усманов, Гумер Исмагилович
32. Усманов, Мамадали
33. Усманходжаев, Инамжон Бузрукович
34. Усов, Вадим Сергеевич
35. Усов, Михаил Иванович
36. Успенский, Виктор Константинович
37. Устинов, Владимир Фёдорович
38. Устинов, Юрий Сергеевич
39. Устинова, Вера Алексеевна
40. Устиновский, Михаил Михайлович
41. Устюгова, Галина Ивановна
42. Устюжанинов, Анатолий Иванович
43. Утанов, Ахмаджан
44. Уткин, Борис Павлович
45. Уткин, Владимир Фёдорович
46. Ухова, Тамара Алексеевна
47. Учайкин, Василий Семёнович
48. Ушаков, Василий Никитович
49. Ушаков, Юрий Кузьмич
50. Ушакова, Людмила Петровна

## Ф
1. Фалалеев, Валентин Григорьевич
2. Фалько, Нина Михайловна
3. Фатеев, Анатолий Михайлович
4. Фаустов, Василий Алексеевич
5. Февралёв, Лев Николаевич
6. Федин, Василий Максимович
7. Федин, Сергей Васильевич
8. Федирко, Павел Стефанович
9. Федоренко, Евгений Алексеевич
10. Федоренко, Леонид Петрович
11. Фёдоров, Алексей Фёдорович
12. Фёдоров, Валерий Григорьевич
13. Фёдоров, Владимир Григорьевич
14. Фёдоров, Владимир Григорьевич
15. Фёдоров, Георгий Александрович
16. Фёдоров, Герман Фёдорович
17. Фёдоров, Пётр Иванович
18. Фёдоров, Юрий Константинович
19. Фёдорова, Валентина Львовна
20. Фёдорова, Галина Николаевна
21. Фёдорова, Жанна Дмитриевна
22. Фёдорова, Лидия Михаиловна
23. Фёдорова, Любовь Георгиевна
24. Фёдорова, Парасковья Павловна
25. Фёдорова, Татьяна Викторовна
26. Федорченко, Надежда Вениаминовна
27. Федорчук, Виталий Васильевич
28. Федорчук, Ярослав Петрович
29. Федосеев, Виктор Георгиевич
30. Федосеев, Владимир Сергеевич
31. Федосеев, Пётр Николаевич
32. Федосов, Дмитрий Сергеевич
33. Федотов, Владимир Алексеевич
34. Федотов, Николай Яковлевич
35. Федченко, Валентина Васильевна
36. Федюкин, Александр Иванович
37. Феклистов, Иван Фёдорович
38. Ференсас, Альгирдас Антанович
39. Ферцак, Любовь Владимировна
40. Феттаев, Сейяр Асанович
41. Фефёлова, Раиса Александровна
42. Фещук, Иван Наумович
43. Филатов, Александр Павлович
44. Филатов, Анатолий Иванович
45. Филатов, Дмитрий Иванович
46. Филатов, Евгений Максимович
47. Филатов, Кузьма Филиппович
48. Филатов, Олег Васильевич
49. Филатова, Галина Николаевна
50. Филатова, Любовь Васильевна
51. Филатченков, Иван Васильевич
52. Филимонова, Нина Фёдоровна
53. Филиппов, Алексей Фёдорович
54. Филиппов, Владимир Александрович
55. Филиппов, Владимир Владимирович
56. Филиппов, Дмитрий Николаевич
57. Филиппов, Степан Матвеевич
58. Филиппова, Августа Павловна
59. Филиппова, Клара Яковлевна
60. Филичкин, Владимир Михайлович
61. Филоненко, Степан Григорьевич
62. Филькин, Михаил Петрович
63. Финагина, Людмила Васильевна
64. Финогенов, Павел Васильевич
65. Фиошин, Пётр Александрович
66. Фиронов, Анатолий Семёнович
67. Фокин, Анатолий Иванович
68. Фоменко, Михаил Владимирович
69. Фоминых, Фёдор Яковлевич
70. Фомичёва, Елизавета Ивановна
71. Фомичёва, Мария Ивановна
72. Фомиченко, Константин Ефимович
73. Формальнова, Людмила Григорьевна
74. Фотеев, Владимир Константинович
75. Франтенко, Гавриил Степанович
76. Франценюк, Иван Васильевич
77. Фроленко, Татьяна Михайловна
78. Фролкин, Иван Тихонович
79. Фролов, Анатолий Павлович
80. Фролов, Виктор Иванович
81. Фролов, Константин Васильевич
82. Фролов, Николай Петрович
83. Фролова, Венера Анваровна
84. Фролова, Мария Викторовна
85. Фуженко, Иван Васильевич
86. Фукс, Владимир Павлович
87. Фурс, Юрий Иванович
88. Фурсин, Валерий Иванович

## Х
1. Хабибуллаев, Асхад Шарипович
2. Хабибуллаев, Мухтар
3. Хабибуллаев, Пулат Киргизбаевич
4. Хабибуллин, Сергей Александрович
5. Хаёев, Изатулло Хаёевич
6. Хайдуров, Виктор Алексеевич
7. Хакимов, Ботирали Журабаевич
8. Хакимов, Мейли Самадович
9. Хакимов, Миллят Ташбулатович
10. Халдеев, Михаил Иванович
11. Халилов, Курбан Али оглы
12. Халилова, Солмаз Муса кызы
13. Халимов, Абдухаким
14. Халниязова, Хаджи Бике
15. Хамник, Мария Михайловна
16. Хамраев, Исраил Исаевич
17. Хамраев, Мамажан
18. Хамракулов, Алексей Джумонович
19. Хамракулов, Валиджан Эшанкулович
20. Ханоян, Саркис Месропович
21. Ханюков, Василий Иванович
22. Харадзе, Евгений Кириллович
23. Харитонов, Михаил Миронович
24. Харитонов, Сергей Алексеевич
25. Харитонов, Эдуард Васильевич
26. Харламов, Александр Павлович
27. Харламова, Валентина Михайловна
28. Харченко, Виктор Иванович
29. Харченко, Григорий Петрович
30. Харченко, Николай Дмитриевич
31. Хасанов, Джура
32. Хасанов, Салохиддин Хасанович
33. Хасанов, Юлай Идрисович
34. Хасанова, Бибинур Габдулловна
35. Хасанова, Тамара Арслановна
36. Хасанова, Филия Тимирхановна
37. Хатамов, Халдар
38. Хаустов, Анатолий Иванович
39. Хаустов, Виктор Матвеевич
40. Хафизов, Саври
41. Хачатрян, Миша Вагаршакович
42. Хватов, Валерий Фёдорович
43. Хворостянский, Николай Фёдорович
44. Хвостов, Анатолий Иванович
45. Хвостова, Вера Ивановна
46. Хилькевич, Павел Павлович
47. Хирный, Константин Васильевич
48. Хитрун, Леонид Иванович
49. Хламов, Анатолий Дмитриевич
50. Хмаренко, Ирина Степановна
51. Хмелев, Семён Михайлович
52. Хмель, Валентина Петровна
53. Хмельнюк, Валерий Яковлевич
54. Ходасевич, Геннадий Васильевич
55. Ходжамурадов, Аннамурад
56. Ходжиев, Рифъат
57. Ходов, Александр Александрович
58. Ходос, Пётр Михайлович
59. Ходырев, Владимир Яковлевич
60. Холоденко, Анатолий Иванович
61. Холостых, Николай Михайлович
62. Холявко, Виктор Гаврилович
63. Хоменко, Николай Григорьевич
64. Хомичева, Антонина Георгиевна
65. Хомутинников, Алексей Васильевич
66. Хомутских, Александр Григорьевич
67. Хомяков, Александр Александрович
68. Хомякова, Таисия Ильинична
69. Хоперия, Омар Пантелеймонович
70. Хорольская, Нина Ивановна
71. Хорошилов, Евгений Николаевич
72. Хохлачев, Николай Михайлович
73. Хохлов, Виктор Павлович
74. Храмов, Рэм Андреевич
75. Храмова, Ольга Александровна
76. Хренников, Тихон Николаевич
77. Хрипунов, Николай Фёдорович
78. Христораднов, Юрий Николаевич
79. Христофорова, Татьяна Дмитриевна
80. Хромилина, Зинаида Ивановна
81. Хромцева, Тамара Васильевна
82. Хронопуло, Михаил Николаевич
83. Хубиев, Владимир Исламович
84. Худайбергенова, Римаджан Матназаровна
85. Худайбердиев, Розыкулы
86. Худяков, Анатолий Тимофеевич
87. Худякова, Нина Ивановна
88. Хусаинов, Абухасан Арсанович
89. Хусаинов, Уел Галимович
90. Хусаинов, Юрий Минивалич
91. Хусанова, Хосиятхон
92. Хут, Малич Салихович

## Ц
1. Цаберябый, Владимир Семёнович
2. Цагараев, Михаил Гацирович
3. Цадилко, Александр Васильевич
4. Царева, Галина Викторовна
5. Царьков, Владимир Георгиевич
6. Цветков, Владилен Васильевич
7. Ценева, Раиса Ивановна
8. Цепелев, Владимир Павлович
9. Цибигей, Анатолий Васильевич
10. Цирамуа, Етери Самсоновна
11. Цоцерия, Юрий Алиошович
12. Цуккерман, Илья Иоаннович
13. Цуркан, Леонид Васильевич
14. Цыбенова, Жаргал Жамбалдоржиевна
15. Цыганкова, Татьяна Дмитриевна
16. Цыглимов, Семён Сергеевич
17. Цюзик, Александр Дмитриевич

## Ч
1. Чабдаров, Борис Касимович
2. Чабриков, Василий Емельянович
3. Чазов, Евгений Иванович
4. Чайковская, Валентина Григорьевна
5. Чайлытко, Лев Львович
6. Чаковский, Александр Борисович
7. Чалая, Лидия Николаевна
8. Чалков, Николай Андреевич
9. Чантурия, Валерий Андреевич
10. Чаплин, Борис Николаевич
11. Чапышева, Катира Шекеновна
12. Частухин, Владимир Алексеевич
13. Чаусов, Анатолий Владимирович
14. Чачин, Виктор Николаевич
15. Чеботарев, Юрий Андреевич
16. Чебриков, Виктор Михайлович
17. Чекалина, Валентина Николаевна
18. Чеканов, Евгений Васильевич
19. Чекунов, Павел Николаевич
20. Челноков, Николай Ефимович
21. Чепкасова, Нина Филипповна
22. Чепурной, Николай Иванович
23. Чепурных, Николай Иванович
24. Червоненко, Степан Васильевич
25. Червяков, Александр Дмитриевич
26. Чердинцев, Василий Макарович
27. Черева, Надежда Дмитриевна
28. Черевко, Любовь Петровна
29. Чередникова, Нина Васильевна
30. Чередниченко, Фёдор Григорьевич
31. Чередняк, Ираида Васильевна
32. Черемин, Аркадий Георгиевич
33. Черенкова, Тамара Владимировна
34. Черепанов, Вячеслав Александрович
35. Черепанов, Иван Михайлович
36. Черепенин, Лев Владимирович
37. Черепов, Юрий Петрович
38. Черкасова, Антонина Ивановна
39. Черкашина, Валентина Николаевна
40. Черкашина, Тамара Михайловна
41. Черкащенко, Владимир Дмитриевич
42. Черкезия, Отар Евтихиевич
43. Чернавин, Владимир Николаевич
44. Черненко, Виталий Сергеевич
45. Черненко, Владимир Тимофеевич
46. Черненко, Лидия Алексеевна
47. Черненко, Надежда Ивановна
48. Чернецова, Галина Егоровна
49. Чернов, Евгений Дмитриевич
50. Чернов, Иван Михайлович
51. Чернов, Станислав Павлович
52. Чернова, Любовь Трактористка
53. Черноволова, Ольга Ивановна
54. Черногор, Вера Кузьминична
55. Черножуков, Александр Викторович
56. Черномырдин, Виктор Степанович
57. Чернухин, Николай Алексеевич
58. Черный, Алексей Клементьевич
59. Черный, Анатолий Васильевич
60. Черных, Вадим Дмитриевич
61. Чернышева, Людмила Ивановна
62. Чернышева, Раиса Ивановна
63. Чернышов, Виктор Павлович
64. Чернявская, Нина Днепропетровская
65. Чернявский, Анатолий Андреевич
66. Черняев, Анатолий Сергеевич
67. Черняев, Леонид Васильевич
68. Черняева, Наталья Николаевна
69. Черняева, Светлана Ивановна
70. Чернякова, Евдокия Михайловна
71. Четвериков, Николай Николаевич
72. Четыркин, Михаил Григорьевич
73. Четышев, Юрий Васильевич
74. Чехарин, Евгений Михайлович
75. Чехонатская, Людмила Георгиевна
76. Чечик, Михаил Маркович
77. Чечкин, Виктор Львович
78. Чивадзе, Зураб Давидович
79. Чивеева, Нина Сергеевна
80. Чигвария, Джемал Константинович
81. Чигир, Михаил Андреевич
82. Чижов, Анатолий Алексеевич
83. Чижова, Галина Михайловна
84. Чикирев, Николай Сергеевич
85. Чиналиев, Улукбек Кожомжарович
86. Чирков, Валерий Тимофеевич
87. Чиркова, Галина Афанасьевна
88. Чиркова, Светлана Васильевна
89. Чирсков, Владимир Григорьевич
90. Чистоплясов, Степан Иванович
91. Чистота, Тамара Дмитриевна
92. Чистяков, Николай Николаевич
93. Чистякова, Валентина Николаевна
94. Чистякова, Людмила Михайловна
95. Читишвили, Розна Шалвовна
96. Чих, Михаил Павлович
97. Чичеватов, Николай Максимович
98. Чичеров, Владимир Степанович
99. Чопуй, Доржу-Белек Балдирович
100. Чорой, Валентина Викторовна
101. Чуб, Виктор Константинович
102. Чуб, Иван Александрович
103. Чубаров, Вадим Георгиевич
104. Чубинишвили, Давид Георгиевич
105. Чувило, Иван Васильевич
106. Чугунова, Людмила Николаевна
107. Чудакова, Татьяна Герасимовна
108. Чудновская, Галина Алексеевна
109. Чудной, Николай Тихонович
110. Чуканов, Борис Васильевич
111. Чукарин, Николай Иванович
112. Чуксанов, Олег Валентинович
113. Чулаков, Евгений Родионович
114. Чулкова, Валентина Петровна
115. Чумак, Николай Васильевич
116. Чумак, Павел Александрович
117. Чумаченко, Вячеслав Константинович
118. Чумаченко, Николай Григорьевич
119. Чунаев, Евгений Алексеевич
120. Чупраков, Вениамин Ильич
121. Чупров, Александр Ильич
122. Чупров, Алексей Петрович
123. Чупрун, Вадим Прокофьевич
124. Чурилов, Валерий Андреевич
125. Чурилов, Юрий Иванович
126. Чурин, Виктор Иосифович
127. Чуришкис, Ансис Янович
128. Чурсин, Виктор Андреевич
129. Чусова, Татьяна Ивановна
130. Чухламов, Геннадий Викторович
131. Чучков, Иван Фёдорович

## Ш
1. Шабанов, Виталий Александрович
2. Шабанов, Виталий Михайлович
3. Шабонкина, Нина Константиновна
4. Шайбакова, Мунира Габдулловна
5. Шаймиев, Минтимер Шарипович
6. Шайхутдинова, Марфуга Залиловна
7. Шакиров, Мидхат Закирович
8. Шакиров, Фарваз Рахимович
9. Шаклеина, Людмила Владимировна
10. Шалаев, Степан Алексеевич
11. Шалаева, Нина Николаевна
12. Шалан, Емельян Андреевич
13. Шалбаева, Тамара Гундыновна
14. Шалыев, Атабаллы Бапбаевич
15. Шаманаева, Надежда Николаевна
16. Шаманов, Павел Михайлович
17. Шамгунов, Роберт Шакирович
18. Шамонин, Анатолий Тарасович
19. Шамугия, Иамзе Владимировна
20. Шамшин, Василий Александрович
21. Шамшин, Владислав Павлович
22. Шамякин, Иван Петрович
23. Шаназова, Саноат
24. Шандрикова, Валентина Гавриловна
25. Шанторович, Валентина Николаевна
26. Шапиро, Лев Борисович
27. Шаплыко, Владимир Павлович
28. Шаповал, Владимир Никифорович
29. Шаповаленко, Павлина Михайловна
30. Шаповалов, Борис Петрович
31. Шаповалов, Николай Петрович
32. Шаповалова, Валентина Степановна
33. Шапошников, Иван Савельевич
34. Шапошникова, Нина Дмитриевна
35. Шараев, Леонид Гаврилович
36. Шарапов, Виктор Васильевич
37. Шарапов, Николай Михайлович
38. Шарин, Леонид Васильевич
39. Шарин, Павел Петрович
40. Шарипов, Ришат Мусинович
41. Шарипова, Марфуга Салимовна
42. Шарипова, Минавархон
43. Шарифуллин, Фан Шамсуллович
44. Шарнина, Нина Александровна
45. Шаропов, Хабиб
46. Шарф, Иван Иванович
47. Шаталов, Владимир Александрович
48. Шаталов, Юрий Михайлович
49. Шатилова, Вера Васильевна
50. Шаумциян, Сурен Бабкенович
51. Шауро, Василий Филимонович
52. Шафиков, Ядкар Гарифович
53. Шафранская, Клавдия Семёновна
54. Шахвердиева, Тамилла Агами кызы
55. Шахманов, Игорь Викторович
56. Шахнов, Валентин Сергеевич
57. Шахов, Иван Иванович
58. Шахунов, Александр Александрович
59. Шашков, Виктор Васильевич
60. Шаяхметов, Дамир Котлыйахметович
61. Шваркина, Галина Андреевна
62. Шведов, Эдуард Андреевич
63. Швец, Аграфена Алексеевна
64. Швецова, Валентина Степановна
65. Швецова, Людмила Ивановна
66. Швиторюс, Юозас Стасевич
67. Швырев, Николай Дмитриевич
68. Шебеко, Василий Александрович
69. Шеварднадзе, Эдуард Амвросиевич
70. Шевелёв, Митрофан Михайлович
71. Шевелёв, Фёдор Фёдорович
72. Шеверняев, Иван Сидорович
73. Шевешова, Вера Михайловна
74. Шевцов, Владимир Тихонович
75. Шевцов, Юрий Александрович
76. Шевченко, Анатолий Кузьмич
77. Шевченко, Валентина Семёновна
78. Шевченко, Владимир Антонович
79. Шевченко, Любовь Васильевна
80. Шевченко, Николай Александрович
81. Шевченко, Николай Петрович
82. Шевчук, Франка Ивановна
83. Шеин, Борис Петрович
84. Шейко, Владимир Николаевич
85. Шейко, Ольга Николаевна
86. Шейндлин, Александр Ефимович
87. Шеламова, Зоя Иосифовна
88. Шелепень, Мария Васильевна
89. Шелепов, Геннадий Николаевич
90. Шемарова, Лидия Сергеевна
91. Шенгелая, Эльдар Николаевич
92. Шенин, Олег Семёнович
93. Шепа, Валентина Александровна
94. Шепелев, Геннадий Афанасьевич
95. Шепелина, Галина Ивановна
96. Шеремет, Дина Петровна
97. Шерстобитов, Олег Александрович
98. Шерстюков, Анатолий Иванович
99. Шершенкова, Татьяна Михайловна
100. Шестак, Константин Адамович
101. Шестакова, Татьяна Васильевна
102. Шестов, Михаил Александрович
103. Шестопалов, Николай Фёдорович
104. Шибанов, Валерий Максимович
105. Шиварнов, Николай Павлович
106. Шикова, Татьяна Семёновна
107. Шилин, Юрий Валентинович
108. Шилобреев, Юрий Александрович
109. Шиманаева, Алла Анатольевна
110. Шиманский, Всеволод Павлович
111. Шинкарёв, Николай Андреевич
112. Шинкевич, Иван Артёмович
113. Шинкуба, Баграт Васильевич
114. Шипилова, Раиса Ивановна
115. Шипунова, Людмила Петровна
116. Ширинкин, Алексей Иванович
117. Ширинова, Гонча Бахрам кызы
118. Ширинский, Юрий Арифович
119. Широков, Николай Васильевич
120. Широкопояс, Анатолий Данилович
121. Ширшин, Григорий Чоодуевич
122. Ширяев, Владимир Васильевич
123. Шитиков, Сергей Иванович
124. Шитов, Александр Иванович
125. Шитов, Александр Иванович
126. Шишканова, Галина Александровна
127. Шишкин, Анатолий Фёдорович
128. Шишкин, Виктор Иванович
129. Шишов, Виктор Александрович
130. Шкабардня, Михаил Сергеевич
131. Шкадов, Иван Николаевич
132. Шканакин, Владимир Геннадьевич
133. Шкаровский, Владимир Ильич
134. Шкода, Николай Федосеевич
135. Школьников, Алексей Михайлович
136. Школьный, Николай Михайлович
137. Шкурин, Александр Иванович
138. Шлеев, Сергей Григорьевич
139. Шлифер, Леонид Иосифович
140. Шлыков, Александр Александрович
141. Шляга, Николай Иванович
142. Шляхта, Евгений Георгиевич
143. Шляхтов, Виктор Александрович
144. Шмырко, Любовь Григорьевна
145. Шова, Семён Констанинович
146. Шогалибов, Бобо Назарович
147. Шогин, Юрий Николаевич
148. Шоков, Николай Романович
149. Шолар, Мария Дмитриевна
150. Шорыгина, Александра Степановна
151. Шошина, Нина Петровна
152. Шоюбов, Загид Гамиль оглы
153. Шпак, Анатолий Лукич
154. Шпак, Пётр Николаевич
155. Шпаков, Николай Петрович
156. Шпиг, Эдуард Павлович
157. Шрайнер, Константин Андреевич
158. Шрамко, Юрий Меркурьевич
159. Штепо, Виктор Иванович
160. Штерн, Висвалдис Николаевич
161. Штокалюк, Ярослав Михайлович
162. Штыгашев, Владимир Николаевич
163. Штыменко, Тайса Ивановна
164. Шубина, Галина Ивановна
165. Шубина, Лариса Иовна
166. Шубников, Николай Михайлович
167. Шувакин, Вячеслав Николаевич
168. Шукшунов, Валентин Ефимович
169. Шулейкина, Зинаида Георгиевна
170. Шулико, Георгий Викентьевич
171. Шульга, Анатолий Ильич
172. Шульгин, Александр Михайлович
173. Шульженко, Николай Кузьмич
174. Шулькин, Анри Андреевич
175. Шулюкина, Альбина Алексеевна
176. Шуляк, Евгений Александрович
177. Шумейко, Анатолий Григорьевич
178. Шумилина, Галина Александровна
179. Шумилова, Светлана Николаевна
180. Шумыло, Вячеслав Борисович
181. Шунин, Владимир Михайлович
182. Шуралев, Владимир Михайлович
183. Шустов, Алексей Петрович
184. Шутов, Виктор Николаевич
185. Шушкевич, Леокадия Михайловна

## Щ
1. Щадов, Михаил Иванович
2. Щанкина, Клавдия Варфоломеевна
3. Щеваев, Николай Владимирович
4. Щеглов, Юлий Алексеевич
5. Щеглова, Татьяна Викторовна
6. Щенников, Николай Иванович
7. Щепетильников, Аркадий Николаевич
8. Щепилина, Анна Петровна
9. Щепкина, Галина Гавриловна
10. Щербаев, Тимур Николаевич
11. Щербак, Владимир Николаевич
12. Щербак, Фёдор Алексеевич
13. Щербаков, Владимир Павлович
14. Щербаков, Николай Семёнович
15. Щербаков, Сергей Георгиевич
16. Щербакова, Валентина Павловна
17. Щербакова, Нина Николаевна
18. Щербенюк, Василий Михайлович
19. Щербина, Борис Евдокимович
20. Щербинина, Галина Ильинична
21. Щербицкий, Владимир Васильевич
22. Щигельская, Зинаида Владимировна
23. Щигорев, Владимир Фёдорович
24. Щирова, Любовь Николаевна
25. Щугорев, Виктор Дмитриевич
26. Щукин, Борис Алексеевич
27. Щукин, Эдуард Михайлович

## Ы
1. Ыйтспуу, Марью Хейноевна

## Э
1. Эргардт, Егор Егорович
2. Эргашев, Рузи Саманович
3. Эргашев, Юлдаш
4. Эргешова, Шасенем Розыевна
5. Эрлих, Любовь Васильевна
6. Эрманкулова, Журахон
7. Эрнст, Артур Яковлевич
8. Эрфурт, Владимир Густавович
9. Эсиргепова, Гульшаар Моллалиевна
10. Эшперов, Джумаш Эшперович

## Ю
1. Юганов, Евгений Васильевич
2. Югансон, Николай Оттович
3. Юдин, Владимир Васильевич
4. Юдин, Юрий Алексеевич
5. Юдина, Галина Васильевна
6. Юзбашян, Мариус Арамович
7. Юлдашев, Абдувахаб Абдусаматович
8. Юлдашева, Угилбу
9. Юозапайтис, Йонас Алексович
10. Юрасов, Евгений Сергеевич
11. Юрась, Надежда Григорьевна
12. Юрин, Владислав Фёдорович
13. Юркаев, Владимир Егорович
14. Юркин, Юрий Алексеевич
15. Юркин, Юрий Васильевич
16. Юркина, Нина Ивановна
17. Юрченко, Николай Тимофеевич
18. Юрьев, Лев Константинович
19. Юсифзаде, Зия Мамедия оглы
20. Юсупалиев, Сативалде
21. Юсупов, Магомед Юсупович
22. Юсупов, Ринат Шайхуллович
23. Юсупов, Юнус
24. Юсупова, Мзира Бареевна
25. Юсуфова, Рошан Ахмед кызы
26. Юхно, Евгений Иванович
27. Юшкова, Татьяна Сергеевна

## Я
1. Ягафаров, Магасум Мутагарович
2. Ягодин, Геннадий Алексеевич
3. Ягодинец, Григорий Николаевич
4. Яготинцев, Николай Иванович
5. Ядгаров, Дамир Салихович
6. Ядрова, Людмила Михайловна
7. Яздурдиева, Розбиби
8. Язиков, Михаил Григорьевич
9. Язкулиев, Баллы
10. Язов, Дмитрий Тимофеевич
11. Якименко, Анатолий Васильевич
12. Якименко, Григорий Саввич
13. Якина, Зинаида Андреевна
14. Яковенко, Александр Степанович
15. Яковенко, Алексей Петрович
16. Яковенко, Леонид Александрович
17. Яковенко, Юрий Филиппович
18. Яковлев, Александр Николаевич
19. Яковлев, Борис Андриянович
20. Яковлев, Владимир Николаевич
21. Яковлев, Иван Кириллович
22. Яковлев, Михаил Алексеевич
23. Яковлева, Людмила Николаевна
24. Яковлева, Светлана Фёдоровна
25. Якубова, Марьям Якубовна
26. Якубходжаев, Иргаш Пулатович
27. Якунькина, Тамара Ивановна
28. Якупов, Назым Мухаметзянович
29. Якутин, Анатолий Фёдорович
30. Яловой, Иван Никонович
31. Ялухин, Матвей Петрович
32. Ямских, Виктор Николаевич
33. Ямчинский, Василий Николаевич
34. Янина, Лидия Алексеевна
35. Янович, Алексей Александрович
36. Яновский, Рудольф Григорьевич
37. Янченко, Владимир Тимофеевич
38. Янчишена, Нина Николаевна
39. Яппаров, Винир Камалетдинович
40. Ярагина, Вера Павловна
41. Ярмолюк, Анатолий Игнатьевич
42. Ярмухамедов, Булат Хайрханович
43. Яров, Юрий Фёдорович
44. Ярохо, Зинаида Фёдоровна
45. Ярошевич, Зинаида Петровна
46. Ярошевский, Виталий Николаевич
47. Ярошенко, Виталий Михайлович
48. Ярошенко, Раиса Николаевна
49. Ярыгин, Владимир Михайлович
50. Ястребов, Иван Павлович
51. Яхин, Риза Хажиахметович
52. Яхненко, Николай Васильевич
53. Яцино, Леонид Иванович
54. Яшин, Пётр Севостьянович
55. Яшин, Юрий Алексеевич
56. Яшина, Татьяна Васильевна
57. Яшкин, Иван Андреевич

## Источник
- XXVII съезд Коммунистической партии Советского Союза, 25 февр.— 6 марта 1986 г. Стенографический отчет. [В 3 т.] Т. 3.— М.: Политиздат, 1986. — cc. 371—571.